# Amici di Maria De Filippi (ventitreesima edizione, fase iniziale)
La ventitreesima edizione del talent show musicale Amici di Maria De Filippi è andata in onda nella sua fase iniziale dal 24 settembre 2023 al 10 marzo 2024. Da sabato 23 marzo con la prima puntata in prima serata è iniziata la fase serale di questa edizione.
Il programma ha avuto inizio tramite la formazione della classe su Canale 5 con lo speciale della domenica pomeriggio, in onda dalle 14:00 alle 16:30 con la conduzione di Maria De Filippi.
La striscia quotidiana è andata in onda su Canale 5 in fascia pomeridiana dal lunedì al venerdì dalle ore 16:10 alle 16:40, per la quarta volta senza la presenza dei supporters, sostituiti dalla voce fuori campo di Maria De Filippi.
La classe è composta da 20 allievi, poi diminuiti a 15 (7 cantanti e 8 ballerini), non suddivisi in squadre (motivo per il quale possiedono tutti un'unica felpa dello stesso colore: celeste durante la fase iniziale e color oro durante la fase serale). I concorrenti, inoltre, vivono insieme in una sola casa, situata nelle vicinanze dello studio del programma.

## Regolamento

### Ottenimento del banco
Per l'ingresso nella scuola di Amici, gli aspiranti al banco hanno la possibilità di ottenere la felpa attraverso diverse modalità: 
- Il giorno della formazione della classe, dopo una serie di casting svolti e passati precedentemente, i candidati si presentano davanti alla commissione (o di ballo o di canto) e dopo un'esibizione di presentazione vengono sottoposti al giudizio dei professori, che possono assegnare il banco o meno. In caso di preferenza condivisa da parte dei professori rispetto ai candidati, saranno proprio questi ultimi a decidere in quale team entrare.
- Dopo la chiamata da parte della produzione, i candidati che non hanno ottenuto un posto nella classe possono provare ad accedervi tramite una sfida (richiesta da uno dei professori o dalla produzione tramite provvedimento disciplinare su un componente della scuola) con uno/a degli allievi della classe.
- A seguito della richiesta di un insegnante di poter dare un banco diretto al/la candidato/a, a prescindere dai banchi a disposizione, solo dopo appoggio favorevole della produzione e votazione favorevole (in maggioranza) dal resto della commissione (il corpo docente), permettendo così di poter procedere all'aggiunta del suddetto.
- A seguito della chiamata della produzione, dopo una sfida diretta con un ulteriore candidato al banco, giudicati però da un commissario esterno.

### Mantenimento del banco ed eliminazione

#### Gara settimanale
A partire dalla seconda puntata gli allievi sono chiamati a riconfermare la propria felpa dopo aver sostenuto la gara di puntata, giudicata da personaggi dello spettacolo (cantanti, ballerini, conduttori televisivi etc.); per quanto riguarda l'ultimo classificato, questo viene chiamato a sostenere un esame di fronte al/la proprio/a insegnante che può riconfermare la sua permanenza come può sospenderlo, sostituirlo o eliminarlo. In alternativa (se stabilito, per volere dalla produzione), sempre l'ultimo classificato va in sfida.
Giudici delle gare
| Puntata | Canto               | Canto             | Canto                    | Ballo                | Ballo                | Ballo                |
| ------- | ------------------- | ----------------- | ------------------------ | -------------------- | -------------------- | -------------------- |
| 2ª      | Irama               | Irama             | Irama                    | Irma Di Paola        | Garrison             | Garrison             |
| 3ª      | Annalisa            | Annalisa          | Annalisa                 | Virna Toppi          | Virna Toppi          | Virna Toppi          |
| 4ª      | Emma                | Emma              | Emma                     | Sergio Bernal        | Sergio Bernal        | Sergio Bernal        |
| 5ª      | Rkomi               | Rkomi             | Rkomi                    | Eleonora Abbagnato   | Eleonora Abbagnato   | Eleonora Abbagnato   |
| 6ª      | Giorgia             | Giorgia           | Giorgia                  | Davide Dato          | Davide Dato          | Davide Dato          |
| 7ª      | Gabry Ponte         | Gabry Ponte       | Gabry Ponte              | Anbeta Toromani      | Anbeta Toromani      | Anbeta Toromani      |
| 8ª      | Tommaso Paradiso    | Tommaso Paradiso  | Tommaso Paradiso         | Rossella Brescia     | Rossella Brescia     | Rossella Brescia     |
| 9ª      | Achille Lauro       | Achille Lauro     | Achille Lauro            | Nancy Berti          | Nancy Berti          | Nancy Berti          |
| 10ª     | Orietta Berti       | Stash Fiordispino | Stash Fiordispino        | Rebecca Bianchi      | Rebecca Bianchi      | Rebecca Bianchi      |
| 11ª     | Nek                 | Beppe Vessicchio  | Beppe Vessicchio         | Francesco Mariottini | Francesco Mariottini | Francesco Mariottini |
| 12ª     | Ron                 | Fulminacci        | Ermal Meta               | Kledi Kadiu          | Kledi Kadiu          | Kledi Kadiu          |
| 13ª     | Gerry Scotti        | Federica Camba    | Antonio Dikele Distefano | Veronica Peparini    | Veronica Peparini    | Veronica Peparini    |
| 14ª     | Rudy Zerbi          | Lorella Cuccarini | Anna Pettinelli          | Alessandra Celentano | Raimondo Todaro      | Emanuel Lo           |
| 15ª     | Arisa               | Arisa             | Arisa                    | Anbeta Toromani      | Samanta Togni        | Samanta Togni        |
| 16ª     | Aiello              | Paola Turci       | Francesca Michielin      | Thomas Signorelli    | Thomas Signorelli    | Thomas Signorelli    |
| 17ª     | Elettra Lamborghini | Rocco Hunt        | Alex Britti              | Nancy Berti          | Nancy Berti          | Nancy Berti          |
| 18ª     | Noemi               | Drusilla Foer     | Drusilla Foer            | Eleonora Abbagnato   | Eleonora Abbagnato   | Eleonora Abbagnato   |
| 19ª     | J-Ax                | Beppe Vessicchio  | Gaetano Curreri          | Daniel Ezralow       | Daniel Ezralow       | Daniel Ezralow       |
| 20ª     | Ornella Vanoni      | Ornella Vanoni    | Ornella Vanoni           | Marcello Sacchetta   | Marcello Sacchetta   | Marcello Sacchetta   |
| 21ª     | Fiorella Mannoia    | Fabrizio Moro     | Drillionaire             | Jacopo Tissi         | Jacopo Tissi         | Jacopo Tissi         |
| 22ª     | Emma                | Max Brigante      | Tommaso Toma             | Rossella Brescia     | Rossella Brescia     | Rossella Brescia     |
| 23ª     | Diodato             | Diodato           | Diodato                  | Nancy Berti          | Kledi Kadiu          | Kledi Kadiu          |
| 23ª     | Beppe Vessicchio    | Beppe Vessicchio  | Beppe Vessicchio         | Garrison             | Garrison             | Garrison             |

#### Eliminazione
L'eliminazione dei concorrenti avviene mediante quattro modalità:
- Tramite scelta diretta del/la proprio/a insegnante.
- Tramite sostituzione con un/a nuovo/a candidato/a al banco, richiesta sempre dal/la proprio/a insegnante.
- A seguito della sconfitta in una sfida.
- A seguito del ritiro da parte del/la concorrente stesso/a.

### Accesso al serale
Il passaggio al serale per gli allievi avviene solo sotto decisione del/la proprio/a insegnante, tramite scelta diretta o a seguito di una verifica fatta dallo/a stesso/a. L'accesso al serale esenta il/la concorrente dalla gara settimanale, e può essere annullato dal/la proprio/a professore/ssa di riferimento, in qualsiasi momento.

## Corpo docente e concorrenti
Legenda dei Team dei professori:
 Team di R. Zerbi

 Team di L. Cuccarini

 Team di A. Pettinelli
 Team di A. Celentano

 Team di R. Todaro

 Team di E. Lo 
N.B. :
Con il simbolo  sono indicati i concorrenti che hanno avuto accesso alla fase serale del programma
| Canto                                              | Canto                                              | Canto                                              | Canto                                              |            | Ballo                                                 | Ballo                                                 | Ballo                                                 | Ballo                                                 |
| Professori                                         | Professori                                         | Professori                                         | Professori                                         | Professori | Professori                                            | Professori                                            | Professori                                            | Professori                                            |
| -------------------------------------------------- | -------------------------------------------------- | -------------------------------------------------- | -------------------------------------------------- | ---------- | ----------------------------------------------------- | ----------------------------------------------------- | ----------------------------------------------------- | ----------------------------------------------------- |
| - Rudy Zerbi - Lorella Cuccarini - Anna Pettinelli | - Rudy Zerbi - Lorella Cuccarini - Anna Pettinelli | - Rudy Zerbi - Lorella Cuccarini - Anna Pettinelli | - Rudy Zerbi - Lorella Cuccarini - Anna Pettinelli |            | - Alessandra Celentano - Raimondo Todaro - Emanuel Lo | - Alessandra Celentano - Raimondo Todaro - Emanuel Lo | - Alessandra Celentano - Raimondo Todaro - Emanuel Lo | - Alessandra Celentano - Raimondo Todaro - Emanuel Lo |
| Concorrenti                                        |                                                    |                                                    |                                                    |            |                                                       |                                                       |                                                       |                                                       |
| Team                                               | Posizione                                          | Nome                                               | Disciplina                                         |            | Team                                                  | Posizione                                             | Nome                                                  | Disciplina                                            |
|                                                    | 1                                                  | Sarah Toscano                                      | cantautorato                                       |            | 2                                                     | Marisol Castellanos                                   | ballo                                                 |                                                       |
|                                                    | 3                                                  | Petit (Salvatore Moccia)                           | cantautorato                                       |            | 4                                                     | Dustin Taylor                                         | ballo                                                 |                                                       |
|                                                    | 5                                                  | Holden (Joseph Carta)                              | cantautorato                                       |            | 8                                                     | Sofia Cagnetti                                        | ballo                                                 |                                                       |
|                                                    | 6                                                  | Mida (Christian Prestato)                          | cantautorato                                       |            | 9                                                     | Gaia De Martino                                       | ballo                                                 |                                                       |
|                                                    | 7                                                  | Martina Giovannini                                 | canto                                              |            | 11                                                    | Lucia Ferrari                                         | ballo                                                 |                                                       |
|                                                    | 10                                                 | Lil Jolie (Angela Ciancio)                         | cantautorato                                       |            | 12                                                    | Giovanni Tesse                                        | latino                                                |                                                       |
|                                                    | 15                                                 | Ayle (Elia Faggella)                               | cantautorato                                       |            | 13                                                    | Nicholas Borgogni                                     | ballo                                                 |                                                       |
|                                                    | Nahaze (Nathalie Hazel Intelligente)               | Nahaze (Nathalie Hazel Intelligente)               | cantautorato                                       |            | 14                                                    | Kumo (Tiziano Coiro)                                  | hip-hop                                               |                                                       |
|                                                    | Kia (Chiara Letizia Faedda)                        | Kia (Chiara Letizia Faedda)                        | canto                                              |            | Simone Galluzzo                                       | Simone Galluzzo                                       | ballo                                                 |                                                       |
|                                                    | Malìa (Mattia Gattoni)                             | Malìa (Mattia Gattoni)                             | cantautorato                                       |            | Chiara Porchianello                                   | Chiara Porchianello                                   | ballo                                                 |                                                       |
|                                                    | Mew (Valentina Turchetto)                          | Mew (Valentina Turchetto)                          | cantautorato                                       |            | Elia Fiore                                            | Elia Fiore                                            | hip-hop                                               |                                                       |
|                                                    | Matthew (Matteo Rota)                              | Matthew (Matteo Rota)                              | cantautorato                                       |            |                                                       |                                                       |                                                       |                                                       |
|                                                    | Holy Francisco (Francesco Guarnera)                | Holy Francisco (Francesco Guarnera)                | cantautorato                                       |            |                                                       |                                                       |                                                       |                                                       |
|                                                    | Stella Cardone                                     | Stella Cardone                                     | canto                                              |            |                                                       |                                                       |                                                       |                                                       |
|                                                    | Samuspina (Samuele Spina)                          | Samuspina (Samuele Spina)                          | cantautorato                                       |            |                                                       |                                                       |                                                       |                                                       |
|                                                    | Ezio Liberatore                                    | Ezio Liberatore                                    | cantautorato                                       |            |                                                       |                                                       |                                                       |                                                       |
|                                                    | Spacehippiez (Leonardo Rossi)                      | Spacehippiez (Leonardo Rossi)                      | cantautorato                                       |            |                                                       |                                                       |                                                       |                                                       |

## Tabellone dello svolgimento del programma
Legenda Puntate:

  P   Speciale Pomeridiano

  D   Day-time settimanale

Legenda Categorie:

  C   Categoria Canto

  B   Caterogia Ballo

Squadre del Serale:

  Squadra Zerbi-Celentano   

  Squadra Cuccarini-Emanuel Lo   

  Squadra Pettinelli-Todaro   

Legenda svolgimento del programma:

     Ottiene il banco
     Riconfermato/a, mantiene il banco
     Sospeso/a
     Assegnazione di una sfida
     Assegnazione di una sfida per provvedimento disciplinare
     Assegnazione di una sfida immediata
     Rischio eliminazione
     Sospeso/a per la sfida
     Vince la sfida
     La sfida viene rimandata
     La sfida viene sospesa
     Sostituito/a
     Ritirato/a
     Eliminato/a
     Non si esibisce, ma viene riconfermato/a
     Cambia del team di appartenenza
     Salvo/a dalla proposta di eliminazione
     Accede al serale
     Riconfermato/a, continua la corsa verso il serale
     Conferma l'accesso / Già al serale
     Ammissione al serale revocata

| Allievo/a | Allievo/a      | Settimane   | Settimane   | Settimane   | Settimane   | Settimane   | Settimane   | Settimane   | Settimane   | Settimane   | Settimane   | Settimane   | Settimane   | Settimane   | Settimane                                 | Settimane                                 | Settimane                                 | Settimane                                 | Settimane                                 | Settimane                                 | Settimane                                 | Settimane                                 | Settimane                                 | Settimane                                 | Settimane                                 | Settimane                                 | Settimane                                 | Settimane                                 | Settimane                                 | Settimane                                 | Settimane                                 | Settimane                                 | Settimane                                 | Settimane                                 | Settimane                                 | Settimane                                 | Settimane                                 | Settimane                                 | Settimane                                 | Settimane                                 | Settimane                                 | Settimane                                 | Settimane                                 | Settimane                                 | Settimane                                 | Settimane                                 | Settimane                                 | Settimane                                 | Settimane                                 | Settimane                                 | Settimane                                 | Settimane                                 | Settimane                                 | Settimane                                 | Settimane                                 | Settimane                                 | Settimane                                 | Settimane                                 | Settimane                                 | Settimane                                 | Settimane                                 | Settimane                                 | Settimane                                 | Settimane                                 | Settimane                                 | Settimane                                 | Settimane                                 | Settimane                                 | Settimane                                 | Settimane                                 | Settimane                                 | Settimane                                 | Settimane                                 | Settimane                                 | Settimane                                 | Settimane                                 |
| Allievo/a | Allievo/a      | 1           | 2           | 2           | 2           | 2           | 3           | 3           | 3           | 3           | 4           | 4           | 5           | 5           | 5                                         | 6                                         | 6                                         | 6                                         | 7                                         | 7                                         | 8                                         | 8                                         | 9                                         | 9                                         | 9                                         | 9                                         | 10                                        | 10                                        | 10                                        | 10                                        | 11                                        | 11                                        | 11                                        | 12                                        | 12                                        | 12                                        | 13                                        | 13                                        | 13                                        | 14                                        | 14                                        | 14                                        | 15                                        | 15                                        | 15                                        | 16                                        | 16                                        | 16                                        | 17                                        | 17                                        | 17                                        | 18                                        | 18                                        | 18                                        | 18                                        | 19                                        | 19                                        | 19                                        | 19                                        | 20                                        | 20                                        | 20                                        | 20                                        | 21                                        | 21                                        | 21                                        | 21                                        | 21                                        | 22                                        | 22                                        | 22                                        | 22                                        | 23                                        | 23                                        | 23                                        | 23                                        |
| Allievo/a | Allievo/a      | P           | P           | D           | D           | D           | P           | D           | D           | D           | P           | D           | P           | P           | D                                         | P                                         | P                                         | D                                         | P                                         | D                                         | P                                         | D                                         | P                                         | P                                         | D                                         | D                                         | P                                         | P                                         | P                                         | D                                         | P                                         | P                                         | D                                         | P                                         | D                                         | D                                         | P                                         | D                                         | D                                         | P                                         | D                                         | D                                         | P                                         | P                                         | D                                         | P                                         | P                                         | D                                         | P                                         | P                                         | D                                         | P                                         | P                                         | D                                         | D                                         | P                                         | P                                         | D                                         | D                                         | P                                         | P                                         | D                                         | D                                         | P                                         | P                                         | D                                         | D                                         | D                                         | P                                         | P                                         | D                                         | D                                         | P                                         | P                                         | P                                         | P                                         |
| --------- | -------------- | ----------- | ----------- | ----------- | ----------- | ----------- | ----------- | ----------- | ----------- | ----------- | ----------- | ----------- | ----------- | ----------- | ----------------------------------------- | ----------------------------------------- | ----------------------------------------- | ----------------------------------------- | ----------------------------------------- | ----------------------------------------- | ----------------------------------------- | ----------------------------------------- | ----------------------------------------- | ----------------------------------------- | ----------------------------------------- | ----------------------------------------- | ----------------------------------------- | ----------------------------------------- | ----------------------------------------- | ----------------------------------------- | ----------------------------------------- | ----------------------------------------- | ----------------------------------------- | ----------------------------------------- | ----------------------------------------- | ----------------------------------------- | ----------------------------------------- | ----------------------------------------- | ----------------------------------------- | ----------------------------------------- | ----------------------------------------- | ----------------------------------------- | ----------------------------------------- | ----------------------------------------- | ----------------------------------------- | ----------------------------------------- | ----------------------------------------- | ----------------------------------------- | ----------------------------------------- | ----------------------------------------- | ----------------------------------------- | ----------------------------------------- | ----------------------------------------- | ----------------------------------------- | ----------------------------------------- | ----------------------------------------- | ----------------------------------------- | ----------------------------------------- | ----------------------------------------- | ----------------------------------------- | ----------------------------------------- | ----------------------------------------- | ----------------------------------------- | ----------------------------------------- | ----------------------------------------- | ----------------------------------------- | ----------------------------------------- | ----------------------------------------- | ----------------------------------------- | ----------------------------------------- | ----------------------------------------- | ----------------------------------------- | ----------------------------------------- | ----------------------------------------- | ----------------------------------------- | ----------------------------------------- |
|           |                |             |             |             |             |             |             |             |             |             |             |             |             |             |                                           |                                           |                                           |                                           |                                           |                                           |                                           |                                           |                                           |                                           |                                           |                                           |                                           |                                           |                                           |                                           |                                           |                                           |                                           |                                           |                                           |                                           |                                           |                                           |                                           |                                           |                                           |                                           |                                           |                                           |                                           |                                           |                                           |                                           |                                           |                                           |                                           |                                           |                                           |                                           |                                           |                                           |                                           |                                           |                                           |                                           |                                           |                                           |                                           |                                           |                                           |                                           |                                           |                                           |                                           |                                           |                                           |                                           |                                           |                                           |                                           |                                           |
| B         | Dustin         |             |             |             |             |             |             |             |             |             |             |             |             |             |                                           |                                           |                                           |                                           |                                           |                                           |                                           |                                           |                                           |                                           |                                           |                                           |                                           |                                           |                                           |                                           |                                           |                                           |                                           |                                           |                                           |                                           |                                           |                                           |                                           |                                           |                                           |                                           |                                           |                                           |                                           |                                           |                                           |                                           |                                           |                                           |                                           |                                           |                                           |                                           |                                           |                                           |                                           |                                           |                                           |                                           |                                           |                                           |                                           |                                           |                                           |                                           |                                           |                                           |                                           |                                           |                                           |                                           |                                           |                                           |                                           | Squadra Zerbi-Celentano                   |
| B         | Gaia           |             |             |             |             |             |             |             |             |             |             |             |             |             |                                           |                                           |                                           |                                           |                                           |                                           |                                           |                                           |                                           |                                           |                                           |                                           |                                           |                                           |                                           |                                           |                                           |                                           |                                           |                                           |                                           |                                           |                                           |                                           |                                           |                                           |                                           |                                           |                                           |                                           |                                           |                                           |                                           |                                           |                                           |                                           |                                           |                                           |                                           |                                           |                                           |                                           |                                           |                                           |                                           |                                           |                                           |                                           |                                           |                                           |                                           |                                           |                                           |                                           |                                           |                                           |                                           |                                           |                                           |                                           |                                           | Squadra Pettinelli-Todaro                 |
| B         | Marisol        |             |             |             |             |             |             |             |             |             |             |             |             |             |                                           |                                           |                                           |                                           |                                           |                                           |                                           |                                           |                                           |                                           |                                           |                                           |                                           |                                           |                                           |                                           |                                           |                                           |                                           |                                           |                                           |                                           |                                           |                                           |                                           |                                           |                                           |                                           |                                           |                                           |                                           |                                           |                                           |                                           |                                           |                                           |                                           |                                           |                                           |                                           |                                           |                                           |                                           |                                           |                                           |                                           |                                           |                                           |                                           |                                           |                                           |                                           |                                           |                                           |                                           |                                           |                                           |                                           |                                           |                                           |                                           | Squadra Zerbi-Celentano                   |
| C         | Holden         |             |             |             |             |             |             |             |             |             |             |             |             |             |                                           |                                           |                                           |                                           |                                           |                                           |                                           |                                           |                                           |                                           |                                           |                                           |                                           |                                           |                                           |                                           |                                           |                                           |                                           |                                           |                                           |                                           |                                           |                                           |                                           |                                           |                                           |                                           |                                           |                                           |                                           |                                           |                                           |                                           |                                           |                                           |                                           |                                           |                                           |                                           |                                           |                                           |                                           |                                           |                                           |                                           |                                           |                                           |                                           |                                           |                                           |                                           |                                           |                                           |                                           |                                           |                                           |                                           |                                           |                                           |                                           | Squadra Zerbi-Celentano                   |
| C         | Martina        | Non in gara | Non in gara | Non in gara | Non in gara | Non in gara | Non in gara | Non in gara | Non in gara | Non in gara | Non in gara | Non in gara | Non in gara | Non in gara | Non in gara                               | Non in gara                               | Non in gara                               | Non in gara                               | Non in gara                               | Non in gara                               | Non in gara                               | Non in gara                               | Non in gara                               | Non in gara                               | Non in gara                               | Non in gara                               |                                           |                                           |                                           |                                           |                                           |                                           |                                           |                                           |                                           |                                           |                                           |                                           |                                           |                                           |                                           |                                           |                                           |                                           |                                           |                                           |                                           |                                           |                                           |                                           |                                           |                                           |                                           |                                           |                                           |                                           |                                           |                                           |                                           |                                           |                                           |                                           |                                           |                                           |                                           |                                           |                                           |                                           |                                           |                                           |                                           |                                           |                                           |                                           |                                           | Squadra Pettinelli-Todaro                 |
| C         | Petit          |             |             |             |             |             |             |             |             |             |             |             |             |             |                                           |                                           |                                           |                                           |                                           |                                           |                                           |                                           |                                           |                                           |                                           |                                           |                                           |                                           |                                           |                                           |                                           |                                           |                                           |                                           |                                           |                                           |                                           |                                           |                                           |                                           |                                           |                                           |                                           |                                           |                                           |                                           |                                           |                                           |                                           |                                           |                                           |                                           |                                           |                                           |                                           |                                           |                                           |                                           |                                           |                                           |                                           |                                           |                                           |                                           |                                           |                                           |                                           |                                           |                                           |                                           |                                           |                                           |                                           |                                           |                                           | Squadra Zerbi-Celentano                   |
| B         | Lucia          | Non in gara | Non in gara | Non in gara | Non in gara | Non in gara | Non in gara | Non in gara | Non in gara | Non in gara | Non in gara | Non in gara | Non in gara | Non in gara | Non in gara                               | Non in gara                               | Non in gara                               | Non in gara                               | Non in gara                               | Non in gara                               | Non in gara                               | Non in gara                               | Non in gara                               | Non in gara                               | Non in gara                               | Non in gara                               |                                           |                                           |                                           |                                           |                                           |                                           |                                           |                                           |                                           |                                           |                                           |                                           |                                           |                                           |                                           |                                           |                                           |                                           |                                           |                                           |                                           |                                           |                                           |                                           |                                           |                                           |                                           |                                           |                                           |                                           |                                           |                                           |                                           |                                           |                                           |                                           |                                           |                                           |                                           |                                           |                                           |                                           |                                           |                                           |                                           |                                           |                                           |                                           |                                           | Squadra Cuccarini-Emanuel Lo              |
| C         | Mida           |             |             |             |             |             |             |             |             |             |             |             |             |             |                                           |                                           |                                           |                                           |                                           |                                           |                                           |                                           |                                           |                                           |                                           |                                           |                                           |                                           |                                           |                                           |                                           |                                           |                                           |                                           |                                           |                                           |                                           |                                           |                                           |                                           |                                           |                                           |                                           |                                           |                                           |                                           |                                           |                                           |                                           |                                           |                                           |                                           |                                           |                                           |                                           |                                           |                                           |                                           |                                           |                                           |                                           |                                           |                                           |                                           |                                           |                                           |                                           |                                           |                                           |                                           |                                           |                                           |                                           |                                           |                                           | Squadra Cuccarini-Emanuel Lo              |
| B         | Sofia          |             |             |             |             |             |             |             |             |             |             |             |             |             |                                           |                                           |                                           |                                           |                                           |                                           |                                           |                                           |                                           |                                           |                                           |                                           |                                           |                                           |                                           |                                           |                                           |                                           |                                           |                                           |                                           |                                           |                                           |                                           |                                           |                                           |                                           |                                           |                                           |                                           |                                           |                                           |                                           |                                           |                                           |                                           |                                           |                                           |                                           |                                           |                                           |                                           |                                           |                                           |                                           |                                           |                                           |                                           |                                           |                                           |                                           |                                           |                                           |                                           |                                           |                                           |                                           |                                           |                                           |                                           |                                           | Squadra Cuccarini-Emanuel Lo              |
| B         | Nicholas       |             |             |             |             |             |             |             |             |             |             |             |             |             |                                           |                                           |                                           |                                           |                                           |                                           |                                           |                                           |                                           |                                           |                                           |                                           |                                           |                                           |                                           |                                           |                                           |                                           |                                           |                                           |                                           |                                           |                                           |                                           |                                           |                                           |                                           |                                           |                                           |                                           |                                           |                                           |                                           |                                           |                                           |                                           |                                           |                                           |                                           |                                           |                                           |                                           |                                           |                                           |                                           |                                           |                                           |                                           |                                           |                                           |                                           |                                           |                                           |                                           |                                           |                                           |                                           |                                           |                                           |                                           |                                           | Squadra Cuccarini-Emanuel Lo              |
| C         | Lil Jolie      |             |             |             |             |             |             |             |             |             |             |             |             |             |                                           |                                           |                                           |                                           |                                           |                                           |                                           |                                           |                                           |                                           |                                           |                                           |                                           |                                           |                                           |                                           |                                           |                                           |                                           |                                           |                                           |                                           |                                           |                                           |                                           |                                           |                                           |                                           |                                           |                                           |                                           |                                           |                                           |                                           |                                           |                                           |                                           |                                           |                                           |                                           |                                           |                                           |                                           |                                           |                                           |                                           |                                           |                                           |                                           |                                           |                                           |                                           |                                           |                                           |                                           |                                           |                                           |                                           |                                           |                                           |                                           | Squadra Pettinelli-Todaro                 |
| C         | Sarah          |             |             |             |             |             |             |             |             |             |             |             |             |             |                                           |                                           |                                           |                                           |                                           |                                           |                                           |                                           |                                           |                                           |                                           |                                           |                                           |                                           |                                           |                                           |                                           |                                           |                                           |                                           |                                           |                                           |                                           |                                           |                                           |                                           |                                           |                                           |                                           |                                           |                                           |                                           |                                           |                                           |                                           |                                           |                                           |                                           |                                           |                                           |                                           |                                           |                                           |                                           |                                           |                                           |                                           |                                           |                                           |                                           |                                           |                                           |                                           |                                           |                                           |                                           |                                           |                                           |                                           |                                           |                                           | Squadra Cuccarini-Emanuel Lo              |
| B         | Giovanni       | Non in gara | Non in gara | Non in gara | Non in gara | Non in gara | Non in gara | Non in gara | Non in gara | Non in gara | Non in gara | Non in gara | Non in gara | Non in gara | Non in gara                               |                                           |                                           |                                           |                                           |                                           |                                           |                                           |                                           |                                           |                                           |                                           |                                           |                                           |                                           |                                           |                                           |                                           |                                           |                                           |                                           |                                           |                                           |                                           |                                           |                                           |                                           |                                           |                                           |                                           |                                           |                                           |                                           |                                           |                                           |                                           |                                           |                                           |                                           |                                           |                                           |                                           |                                           |                                           |                                           |                                           |                                           |                                           |                                           |                                           |                                           |                                           |                                           |                                           |                                           |                                           |                                           |                                           |                                           |                                           |                                           | Squadra Pettinelli-Todaro                 |
| B         | Kumo           |             |             |             |             |             |             |             |             |             |             |             |             |             |                                           |                                           |                                           |                                           |                                           |                                           |                                           |                                           |                                           |                                           |                                           |                                           |                                           |                                           |                                           |                                           |                                           |                                           |                                           |                                           |                                           |                                           |                                           |                                           |                                           |                                           |                                           |                                           |                                           |                                           |                                           |                                           |                                           |                                           |                                           |                                           |                                           |                                           |                                           |                                           |                                           |                                           |                                           |                                           |                                           |                                           |                                           |                                           |                                           |                                           |                                           |                                           |                                           |                                           |                                           |                                           |                                           |                                           |                                           |                                           |                                           | Squadra Cuccarini-Emanuel Lo              |
| C         | Ayle           | Non in gara | Non in gara | Non in gara | Non in gara | Non in gara | Non in gara | Non in gara | Non in gara | Non in gara | Non in gara | Non in gara | Non in gara | Non in gara | Non in gara                               | Non in gara                               | Non in gara                               | Non in gara                               |                                           |                                           |                                           |                                           |                                           |                                           |                                           |                                           |                                           |                                           |                                           |                                           |                                           |                                           |                                           |                                           |                                           |                                           |                                           |                                           |                                           |                                           |                                           |                                           |                                           |                                           |                                           |                                           |                                           |                                           |                                           |                                           |                                           |                                           |                                           |                                           |                                           |                                           |                                           |                                           |                                           |                                           |                                           |                                           |                                           |                                           |                                           |                                           |                                           |                                           |                                           |                                           |                                           |                                           |                                           |                                           |                                           | Squadra Pettinelli-Todaro                 |
| C         | Nahaze         | Non in gara | Non in gara | Non in gara | Non in gara | Non in gara | Non in gara | Non in gara | Non in gara | Non in gara | Non in gara | Non in gara | Non in gara | Non in gara | Non in gara                               | Non in gara                               | Non in gara                               | Non in gara                               | Non in gara                               | Non in gara                               | Non in gara                               | Non in gara                               | Non in gara                               | Non in gara                               | Non in gara                               | Non in gara                               | Non in gara                               | Non in gara                               | Non in gara                               | Non in gara                               | Non in gara                               | Non in gara                               | Non in gara                               | Non in gara                               | Non in gara                               | Non in gara                               | Non in gara                               | Non in gara                               | Non in gara                               | Non in gara                               | Non in gara                               | Non in gara                               | Non in gara                               | Non in gara                               |                                           |                                           |                                           |                                           |                                           |                                           |                                           |                                           |                                           |                                           |                                           |                                           |                                           |                                           |                                           |                                           |                                           |                                           |                                           |                                           |                                           |                                           |                                           |                                           |                                           |                                           |                                           |                                           |                                           |                                           |                                           | ELIMINATA per volere di Anna Pettinelli   |
| C         | Kia            | Non in gara | Non in gara | Non in gara | Non in gara | Non in gara | Non in gara | Non in gara | Non in gara | Non in gara | Non in gara | Non in gara | Non in gara | Non in gara | Non in gara                               | Non in gara                               | Non in gara                               | Non in gara                               | Non in gara                               | Non in gara                               | Non in gara                               | Non in gara                               | Non in gara                               | Non in gara                               | Non in gara                               | Non in gara                               | Non in gara                               | Non in gara                               | Non in gara                               | Non in gara                               | Non in gara                               | Non in gara                               | Non in gara                               | Non in gara                               | Non in gara                               | Non in gara                               | Non in gara                               | Non in gara                               | Non in gara                               | Non in gara                               | Non in gara                               | Non in gara                               | Non in gara                               | Non in gara                               |                                           |                                           |                                           |                                           |                                           |                                           |                                           |                                           |                                           |                                           |                                           |                                           |                                           |                                           |                                           |                                           |                                           |                                           |                                           |                                           |                                           |                                           |                                           |                                           |                                           |                                           |                                           |                                           |                                           |                                           |                                           | ELIMINATA per volere di Lorella Cuccarini |
| C         | Malìa          | Non in gara | Non in gara | Non in gara | Non in gara | Non in gara | Non in gara | Non in gara | Non in gara | Non in gara | Non in gara | Non in gara | Non in gara | Non in gara | Non in gara                               | Non in gara                               | Non in gara                               | Non in gara                               | Non in gara                               | Non in gara                               | Non in gara                               | Non in gara                               | Non in gara                               | Non in gara                               | Non in gara                               | Non in gara                               | Non in gara                               | Non in gara                               | Non in gara                               | Non in gara                               | Non in gara                               | Non in gara                               | Non in gara                               | Non in gara                               | Non in gara                               | Non in gara                               |                                           |                                           |                                           |                                           |                                           |                                           |                                           |                                           |                                           |                                           |                                           |                                           |                                           |                                           |                                           |                                           |                                           |                                           |                                           |                                           |                                           |                                           |                                           |                                           |                                           |                                           |                                           |                                           |                                           | ELIMINATO per volere di Rudy Zerbi        | ELIMINATO per volere di Rudy Zerbi        | ELIMINATO per volere di Rudy Zerbi        | ELIMINATO per volere di Rudy Zerbi        | ELIMINATO per volere di Rudy Zerbi        | ELIMINATO per volere di Rudy Zerbi        | ELIMINATO per volere di Rudy Zerbi        | ELIMINATO per volere di Rudy Zerbi        | ELIMINATO per volere di Rudy Zerbi        | ELIMINATO per volere di Rudy Zerbi        | ELIMINATO per volere di Rudy Zerbi        |
| B         | Simone         |             |             |             |             |             |             |             |             |             |             |             |             |             |                                           |                                           |                                           |                                           |                                           |                                           |                                           |                                           |                                           |                                           |                                           |                                           |                                           |                                           |                                           |                                           |                                           |                                           |                                           |                                           |                                           |                                           |                                           |                                           |                                           |                                           |                                           |                                           |                                           |                                           |                                           |                                           |                                           |                                           |                                           |                                           |                                           |                                           |                                           | ELIMINATO per volere di Emanuel Lo        | ELIMINATO per volere di Emanuel Lo        | ELIMINATO per volere di Emanuel Lo        | ELIMINATO per volere di Emanuel Lo        | ELIMINATO per volere di Emanuel Lo        | ELIMINATO per volere di Emanuel Lo        | ELIMINATO per volere di Emanuel Lo        | ELIMINATO per volere di Emanuel Lo        | ELIMINATO per volere di Emanuel Lo        | ELIMINATO per volere di Emanuel Lo        | ELIMINATO per volere di Emanuel Lo        | ELIMINATO per volere di Emanuel Lo        | ELIMINATO per volere di Emanuel Lo        | ELIMINATO per volere di Emanuel Lo        | ELIMINATO per volere di Emanuel Lo        | ELIMINATO per volere di Emanuel Lo        | ELIMINATO per volere di Emanuel Lo        | ELIMINATO per volere di Emanuel Lo        | ELIMINATO per volere di Emanuel Lo        | ELIMINATO per volere di Emanuel Lo        | ELIMINATO per volere di Emanuel Lo        | ELIMINATO per volere di Emanuel Lo        | ELIMINATO per volere di Emanuel Lo        |
| C         | Mew            |             |             |             |             |             |             |             |             |             |             |             |             |             |                                           |                                           |                                           |                                           |                                           |                                           |                                           |                                           |                                           |                                           |                                           |                                           |                                           |                                           |                                           |                                           |                                           |                                           |                                           |                                           |                                           |                                           |                                           |                                           |                                           |                                           |                                           |                                           | RITIRATA per motivi personali             | RITIRATA per motivi personali             | RITIRATA per motivi personali             | RITIRATA per motivi personali             | RITIRATA per motivi personali             | RITIRATA per motivi personali             | RITIRATA per motivi personali             | RITIRATA per motivi personali             | RITIRATA per motivi personali             | RITIRATA per motivi personali             | RITIRATA per motivi personali             | RITIRATA per motivi personali             | RITIRATA per motivi personali             | RITIRATA per motivi personali             | RITIRATA per motivi personali             | RITIRATA per motivi personali             | RITIRATA per motivi personali             | RITIRATA per motivi personali             | RITIRATA per motivi personali             | RITIRATA per motivi personali             | RITIRATA per motivi personali             | RITIRATA per motivi personali             | RITIRATA per motivi personali             | RITIRATA per motivi personali             | RITIRATA per motivi personali             | RITIRATA per motivi personali             | RITIRATA per motivi personali             | RITIRATA per motivi personali             | RITIRATA per motivi personali             | RITIRATA per motivi personali             | RITIRATA per motivi personali             | RITIRATA per motivi personali             | RITIRATA per motivi personali             | RITIRATA per motivi personali             |
| C         | Matthew        |             |             |             |             |             |             |             |             |             |             |             |             |             |                                           |                                           |                                           |                                           |                                           |                                           |                                           |                                           |                                           |                                           |                                           |                                           |                                           |                                           |                                           |                                           |                                           |                                           |                                           |                                           |                                           |                                           |                                           |                                           |                                           |                                           |                                           |                                           | RITIRATO per motivi personali             | RITIRATO per motivi personali             | RITIRATO per motivi personali             | RITIRATO per motivi personali             | RITIRATO per motivi personali             | RITIRATO per motivi personali             | RITIRATO per motivi personali             | RITIRATO per motivi personali             | RITIRATO per motivi personali             | RITIRATO per motivi personali             | RITIRATO per motivi personali             | RITIRATO per motivi personali             | RITIRATO per motivi personali             | RITIRATO per motivi personali             | RITIRATO per motivi personali             | RITIRATO per motivi personali             | RITIRATO per motivi personali             | RITIRATO per motivi personali             | RITIRATO per motivi personali             | RITIRATO per motivi personali             | RITIRATO per motivi personali             | RITIRATO per motivi personali             | RITIRATO per motivi personali             | RITIRATO per motivi personali             | RITIRATO per motivi personali             | RITIRATO per motivi personali             | RITIRATO per motivi personali             | RITIRATO per motivi personali             | RITIRATO per motivi personali             | RITIRATO per motivi personali             | RITIRATO per motivi personali             | RITIRATO per motivi personali             | RITIRATO per motivi personali             | RITIRATO per motivi personali             |
| C         | Holy Francisco |             |             |             |             |             |             |             |             |             |             |             |             |             |                                           |                                           |                                           |                                           |                                           |                                           |                                           |                                           |                                           |                                           |                                           |                                           |                                           |                                           |                                           |                                           |                                           |                                           | ELIMINATO per volere di Anna Pettinelli   | ELIMINATO per volere di Anna Pettinelli   | ELIMINATO per volere di Anna Pettinelli   | ELIMINATO per volere di Anna Pettinelli   | ELIMINATO per volere di Anna Pettinelli   | ELIMINATO per volere di Anna Pettinelli   | ELIMINATO per volere di Anna Pettinelli   | ELIMINATO per volere di Anna Pettinelli   | ELIMINATO per volere di Anna Pettinelli   | ELIMINATO per volere di Anna Pettinelli   | ELIMINATO per volere di Anna Pettinelli   | ELIMINATO per volere di Anna Pettinelli   | ELIMINATO per volere di Anna Pettinelli   | ELIMINATO per volere di Anna Pettinelli   | ELIMINATO per volere di Anna Pettinelli   | ELIMINATO per volere di Anna Pettinelli   | ELIMINATO per volere di Anna Pettinelli   | ELIMINATO per volere di Anna Pettinelli   | ELIMINATO per volere di Anna Pettinelli   | ELIMINATO per volere di Anna Pettinelli   | ELIMINATO per volere di Anna Pettinelli   | ELIMINATO per volere di Anna Pettinelli   | ELIMINATO per volere di Anna Pettinelli   | ELIMINATO per volere di Anna Pettinelli   | ELIMINATO per volere di Anna Pettinelli   | ELIMINATO per volere di Anna Pettinelli   | ELIMINATO per volere di Anna Pettinelli   | ELIMINATO per volere di Anna Pettinelli   | ELIMINATO per volere di Anna Pettinelli   | ELIMINATO per volere di Anna Pettinelli   | ELIMINATO per volere di Anna Pettinelli   | ELIMINATO per volere di Anna Pettinelli   | ELIMINATO per volere di Anna Pettinelli   | ELIMINATO per volere di Anna Pettinelli   | ELIMINATO per volere di Anna Pettinelli   | ELIMINATO per volere di Anna Pettinelli   | ELIMINATO per volere di Anna Pettinelli   | ELIMINATO per volere di Anna Pettinelli   | ELIMINATO per volere di Anna Pettinelli   | ELIMINATO per volere di Anna Pettinelli   | ELIMINATO per volere di Anna Pettinelli   | ELIMINATO per volere di Anna Pettinelli   | ELIMINATO per volere di Anna Pettinelli   | ELIMINATO per volere di Anna Pettinelli   |
| C         | Stella         |             |             |             |             |             |             |             |             |             |             |             |             |             |                                           |                                           |                                           |                                           |                                           |                                           |                                           |                                           |                                           |                                           |                                           |                                           |                                           |                                           | PERDE la sfida immediata contro Martina   | PERDE la sfida immediata contro Martina   | PERDE la sfida immediata contro Martina   | PERDE la sfida immediata contro Martina   | PERDE la sfida immediata contro Martina   | PERDE la sfida immediata contro Martina   | PERDE la sfida immediata contro Martina   | PERDE la sfida immediata contro Martina   | PERDE la sfida immediata contro Martina   | PERDE la sfida immediata contro Martina   | PERDE la sfida immediata contro Martina   | PERDE la sfida immediata contro Martina   | PERDE la sfida immediata contro Martina   | PERDE la sfida immediata contro Martina   | PERDE la sfida immediata contro Martina   | PERDE la sfida immediata contro Martina   | PERDE la sfida immediata contro Martina   | PERDE la sfida immediata contro Martina   | PERDE la sfida immediata contro Martina   | PERDE la sfida immediata contro Martina   | PERDE la sfida immediata contro Martina   | PERDE la sfida immediata contro Martina   | PERDE la sfida immediata contro Martina   | PERDE la sfida immediata contro Martina   | PERDE la sfida immediata contro Martina   | PERDE la sfida immediata contro Martina   | PERDE la sfida immediata contro Martina   | PERDE la sfida immediata contro Martina   | PERDE la sfida immediata contro Martina   | PERDE la sfida immediata contro Martina   | PERDE la sfida immediata contro Martina   | PERDE la sfida immediata contro Martina   | PERDE la sfida immediata contro Martina   | PERDE la sfida immediata contro Martina   | PERDE la sfida immediata contro Martina   | PERDE la sfida immediata contro Martina   | PERDE la sfida immediata contro Martina   | PERDE la sfida immediata contro Martina   | PERDE la sfida immediata contro Martina   | PERDE la sfida immediata contro Martina   | PERDE la sfida immediata contro Martina   | PERDE la sfida immediata contro Martina   | PERDE la sfida immediata contro Martina   | PERDE la sfida immediata contro Martina   | PERDE la sfida immediata contro Martina   | PERDE la sfida immediata contro Martina   | PERDE la sfida immediata contro Martina   | PERDE la sfida immediata contro Martina   |
| B         | Chiara         |             |             |             |             |             |             |             |             |             |             |             |             |             |                                           |                                           |                                           |                                           |                                           |                                           |                                           |                                           |                                           |                                           |                                           |                                           |                                           |                                           | PERDE la sfida immediata contro Lucia     | PERDE la sfida immediata contro Lucia     | PERDE la sfida immediata contro Lucia     | PERDE la sfida immediata contro Lucia     | PERDE la sfida immediata contro Lucia     | PERDE la sfida immediata contro Lucia     | PERDE la sfida immediata contro Lucia     | PERDE la sfida immediata contro Lucia     | PERDE la sfida immediata contro Lucia     | PERDE la sfida immediata contro Lucia     | PERDE la sfida immediata contro Lucia     | PERDE la sfida immediata contro Lucia     | PERDE la sfida immediata contro Lucia     | PERDE la sfida immediata contro Lucia     | PERDE la sfida immediata contro Lucia     | PERDE la sfida immediata contro Lucia     | PERDE la sfida immediata contro Lucia     | PERDE la sfida immediata contro Lucia     | PERDE la sfida immediata contro Lucia     | PERDE la sfida immediata contro Lucia     | PERDE la sfida immediata contro Lucia     | PERDE la sfida immediata contro Lucia     | PERDE la sfida immediata contro Lucia     | PERDE la sfida immediata contro Lucia     | PERDE la sfida immediata contro Lucia     | PERDE la sfida immediata contro Lucia     | PERDE la sfida immediata contro Lucia     | PERDE la sfida immediata contro Lucia     | PERDE la sfida immediata contro Lucia     | PERDE la sfida immediata contro Lucia     | PERDE la sfida immediata contro Lucia     | PERDE la sfida immediata contro Lucia     | PERDE la sfida immediata contro Lucia     | PERDE la sfida immediata contro Lucia     | PERDE la sfida immediata contro Lucia     | PERDE la sfida immediata contro Lucia     | PERDE la sfida immediata contro Lucia     | PERDE la sfida immediata contro Lucia     | PERDE la sfida immediata contro Lucia     | PERDE la sfida immediata contro Lucia     | PERDE la sfida immediata contro Lucia     | PERDE la sfida immediata contro Lucia     | PERDE la sfida immediata contro Lucia     | PERDE la sfida immediata contro Lucia     | PERDE la sfida immediata contro Lucia     | PERDE la sfida immediata contro Lucia     | PERDE la sfida immediata contro Lucia     | PERDE la sfida immediata contro Lucia     |
| B         | Elia           |             |             |             |             |             |             |             |             |             |             |             |             |             |                                           |                                           |                                           |                                           |                                           |                                           |                                           |                                           |                                           |                                           |                                           |                                           | ELIMINATO per volere di Emanuel Lo        | ELIMINATO per volere di Emanuel Lo        | ELIMINATO per volere di Emanuel Lo        | ELIMINATO per volere di Emanuel Lo        | ELIMINATO per volere di Emanuel Lo        | ELIMINATO per volere di Emanuel Lo        | ELIMINATO per volere di Emanuel Lo        | ELIMINATO per volere di Emanuel Lo        | ELIMINATO per volere di Emanuel Lo        | ELIMINATO per volere di Emanuel Lo        | ELIMINATO per volere di Emanuel Lo        | ELIMINATO per volere di Emanuel Lo        | ELIMINATO per volere di Emanuel Lo        | ELIMINATO per volere di Emanuel Lo        | ELIMINATO per volere di Emanuel Lo        | ELIMINATO per volere di Emanuel Lo        | ELIMINATO per volere di Emanuel Lo        | ELIMINATO per volere di Emanuel Lo        | ELIMINATO per volere di Emanuel Lo        | ELIMINATO per volere di Emanuel Lo        | ELIMINATO per volere di Emanuel Lo        | ELIMINATO per volere di Emanuel Lo        | ELIMINATO per volere di Emanuel Lo        | ELIMINATO per volere di Emanuel Lo        | ELIMINATO per volere di Emanuel Lo        | ELIMINATO per volere di Emanuel Lo        | ELIMINATO per volere di Emanuel Lo        | ELIMINATO per volere di Emanuel Lo        | ELIMINATO per volere di Emanuel Lo        | ELIMINATO per volere di Emanuel Lo        | ELIMINATO per volere di Emanuel Lo        | ELIMINATO per volere di Emanuel Lo        | ELIMINATO per volere di Emanuel Lo        | ELIMINATO per volere di Emanuel Lo        | ELIMINATO per volere di Emanuel Lo        | ELIMINATO per volere di Emanuel Lo        | ELIMINATO per volere di Emanuel Lo        | ELIMINATO per volere di Emanuel Lo        | ELIMINATO per volere di Emanuel Lo        | ELIMINATO per volere di Emanuel Lo        | ELIMINATO per volere di Emanuel Lo        | ELIMINATO per volere di Emanuel Lo        | ELIMINATO per volere di Emanuel Lo        | ELIMINATO per volere di Emanuel Lo        | ELIMINATO per volere di Emanuel Lo        | ELIMINATO per volere di Emanuel Lo        | ELIMINATO per volere di Emanuel Lo        | ELIMINATO per volere di Emanuel Lo        | ELIMINATO per volere di Emanuel Lo        | ELIMINATO per volere di Emanuel Lo        |
| C         | Samuspina      | Non in gara | Non in gara | Non in gara | Non in gara | Non in gara | Non in gara | Non in gara | Non in gara | Non in gara | Non in gara | Non in gara |             |             |                                           |                                           |                                           |                                           |                                           |                                           | RITIRATO per motivi personali             | RITIRATO per motivi personali             | RITIRATO per motivi personali             | RITIRATO per motivi personali             | RITIRATO per motivi personali             | RITIRATO per motivi personali             | RITIRATO per motivi personali             | RITIRATO per motivi personali             | RITIRATO per motivi personali             | RITIRATO per motivi personali             | RITIRATO per motivi personali             | RITIRATO per motivi personali             | RITIRATO per motivi personali             | RITIRATO per motivi personali             | RITIRATO per motivi personali             | RITIRATO per motivi personali             | RITIRATO per motivi personali             | RITIRATO per motivi personali             | RITIRATO per motivi personali             | RITIRATO per motivi personali             | RITIRATO per motivi personali             | RITIRATO per motivi personali             | RITIRATO per motivi personali             | RITIRATO per motivi personali             | RITIRATO per motivi personali             | RITIRATO per motivi personali             | RITIRATO per motivi personali             | RITIRATO per motivi personali             | RITIRATO per motivi personali             | RITIRATO per motivi personali             | RITIRATO per motivi personali             | RITIRATO per motivi personali             | RITIRATO per motivi personali             | RITIRATO per motivi personali             | RITIRATO per motivi personali             | RITIRATO per motivi personali             | RITIRATO per motivi personali             | RITIRATO per motivi personali             | RITIRATO per motivi personali             | RITIRATO per motivi personali             | RITIRATO per motivi personali             | RITIRATO per motivi personali             | RITIRATO per motivi personali             | RITIRATO per motivi personali             | RITIRATO per motivi personali             | RITIRATO per motivi personali             | RITIRATO per motivi personali             | RITIRATO per motivi personali             | RITIRATO per motivi personali             | RITIRATO per motivi personali             | RITIRATO per motivi personali             | RITIRATO per motivi personali             | RITIRATO per motivi personali             | RITIRATO per motivi personali             | RITIRATO per motivi personali             | RITIRATO per motivi personali             |
| C         | Ezio           |             |             |             |             |             |             |             |             |             |             |             |             |             |                                           |                                           |                                           |                                           | ELIMINATO per volere di Anna Pettinelli   | ELIMINATO per volere di Anna Pettinelli   | ELIMINATO per volere di Anna Pettinelli   | ELIMINATO per volere di Anna Pettinelli   | ELIMINATO per volere di Anna Pettinelli   | ELIMINATO per volere di Anna Pettinelli   | ELIMINATO per volere di Anna Pettinelli   | ELIMINATO per volere di Anna Pettinelli   | ELIMINATO per volere di Anna Pettinelli   | ELIMINATO per volere di Anna Pettinelli   | ELIMINATO per volere di Anna Pettinelli   | ELIMINATO per volere di Anna Pettinelli   | ELIMINATO per volere di Anna Pettinelli   | ELIMINATO per volere di Anna Pettinelli   | ELIMINATO per volere di Anna Pettinelli   | ELIMINATO per volere di Anna Pettinelli   | ELIMINATO per volere di Anna Pettinelli   | ELIMINATO per volere di Anna Pettinelli   | ELIMINATO per volere di Anna Pettinelli   | ELIMINATO per volere di Anna Pettinelli   | ELIMINATO per volere di Anna Pettinelli   | ELIMINATO per volere di Anna Pettinelli   | ELIMINATO per volere di Anna Pettinelli   | ELIMINATO per volere di Anna Pettinelli   | ELIMINATO per volere di Anna Pettinelli   | ELIMINATO per volere di Anna Pettinelli   | ELIMINATO per volere di Anna Pettinelli   | ELIMINATO per volere di Anna Pettinelli   | ELIMINATO per volere di Anna Pettinelli   | ELIMINATO per volere di Anna Pettinelli   | ELIMINATO per volere di Anna Pettinelli   | ELIMINATO per volere di Anna Pettinelli   | ELIMINATO per volere di Anna Pettinelli   | ELIMINATO per volere di Anna Pettinelli   | ELIMINATO per volere di Anna Pettinelli   | ELIMINATO per volere di Anna Pettinelli   | ELIMINATO per volere di Anna Pettinelli   | ELIMINATO per volere di Anna Pettinelli   | ELIMINATO per volere di Anna Pettinelli   | ELIMINATO per volere di Anna Pettinelli   | ELIMINATO per volere di Anna Pettinelli   | ELIMINATO per volere di Anna Pettinelli   | ELIMINATO per volere di Anna Pettinelli   | ELIMINATO per volere di Anna Pettinelli   | ELIMINATO per volere di Anna Pettinelli   | ELIMINATO per volere di Anna Pettinelli   | ELIMINATO per volere di Anna Pettinelli   | ELIMINATO per volere di Anna Pettinelli   | ELIMINATO per volere di Anna Pettinelli   | ELIMINATO per volere di Anna Pettinelli   | ELIMINATO per volere di Anna Pettinelli   | ELIMINATO per volere di Anna Pettinelli   | ELIMINATO per volere di Anna Pettinelli   | ELIMINATO per volere di Anna Pettinelli   | ELIMINATO per volere di Anna Pettinelli   | ELIMINATO per volere di Anna Pettinelli   | ELIMINATO per volere di Anna Pettinelli   | ELIMINATO per volere di Anna Pettinelli   |
| C         | Spacehippiez   |             |             |             |             |             |             |             |             |             |             |             |             |             | PERDE la sfida immediata contro Samuspina | PERDE la sfida immediata contro Samuspina | PERDE la sfida immediata contro Samuspina | PERDE la sfida immediata contro Samuspina | PERDE la sfida immediata contro Samuspina | PERDE la sfida immediata contro Samuspina | PERDE la sfida immediata contro Samuspina | PERDE la sfida immediata contro Samuspina | PERDE la sfida immediata contro Samuspina | PERDE la sfida immediata contro Samuspina | PERDE la sfida immediata contro Samuspina | PERDE la sfida immediata contro Samuspina | PERDE la sfida immediata contro Samuspina | PERDE la sfida immediata contro Samuspina | PERDE la sfida immediata contro Samuspina | PERDE la sfida immediata contro Samuspina | PERDE la sfida immediata contro Samuspina | PERDE la sfida immediata contro Samuspina | PERDE la sfida immediata contro Samuspina | PERDE la sfida immediata contro Samuspina | PERDE la sfida immediata contro Samuspina | PERDE la sfida immediata contro Samuspina | PERDE la sfida immediata contro Samuspina | PERDE la sfida immediata contro Samuspina | PERDE la sfida immediata contro Samuspina | PERDE la sfida immediata contro Samuspina | PERDE la sfida immediata contro Samuspina | PERDE la sfida immediata contro Samuspina | PERDE la sfida immediata contro Samuspina | PERDE la sfida immediata contro Samuspina | PERDE la sfida immediata contro Samuspina | PERDE la sfida immediata contro Samuspina | PERDE la sfida immediata contro Samuspina | PERDE la sfida immediata contro Samuspina | PERDE la sfida immediata contro Samuspina | PERDE la sfida immediata contro Samuspina | PERDE la sfida immediata contro Samuspina | PERDE la sfida immediata contro Samuspina | PERDE la sfida immediata contro Samuspina | PERDE la sfida immediata contro Samuspina | PERDE la sfida immediata contro Samuspina | PERDE la sfida immediata contro Samuspina | PERDE la sfida immediata contro Samuspina | PERDE la sfida immediata contro Samuspina | PERDE la sfida immediata contro Samuspina | PERDE la sfida immediata contro Samuspina | PERDE la sfida immediata contro Samuspina | PERDE la sfida immediata contro Samuspina | PERDE la sfida immediata contro Samuspina | PERDE la sfida immediata contro Samuspina | PERDE la sfida immediata contro Samuspina | PERDE la sfida immediata contro Samuspina | PERDE la sfida immediata contro Samuspina | PERDE la sfida immediata contro Samuspina | PERDE la sfida immediata contro Samuspina | PERDE la sfida immediata contro Samuspina | PERDE la sfida immediata contro Samuspina | PERDE la sfida immediata contro Samuspina | PERDE la sfida immediata contro Samuspina | PERDE la sfida immediata contro Samuspina | PERDE la sfida immediata contro Samuspina | PERDE la sfida immediata contro Samuspina |

## Speciali della domenica e day-time
Legenda:
     Allieva/o
     Allievo/a al serale
     Esibizione di canto
     Esibizione di ballo

### Settimana 1

#### 1ª puntata
Ospiti: Mattia Zenzola, Cristiano Malgioglio, J-Ax, Angelina Mango, Ciro Immobile, Stash Fiordispino, Francesco Arca, Annalisa, Rosa Diletta Rossi, Alessandro Fella, Tananai
Nella puntata di domenica 24 settembre inizia la formazione della classe.
 Banco SÌ
 Banco NO
| Candidato/a al banco | Esibizione                         | Giudizio Professori | Giudizio Professori  | Giudizio Professori                        | Esito            | Note                 | Note                    |                      | Candidato/a al banco  | Esibizione       | Giudizio Professori | Giudizio Professori | Giudizio Professori | Esito   | Note |
| Candidato/a al banco | Esibizione                         | R. Zerbi            | L. Cuccarini         | A. Pettinelli                              | Esito            | Note                 | Note                    | A. Celentano         | Candidato/a al banco  | Esibizione       | R. Todaro           | E. Lo               |                     | Esito   | Note |
| -------------------- | ---------------------------------- | ------------------- | -------------------- | ------------------------------------------ | ---------------- | -------------------- | ----------------------- | -------------------- | --------------------- | ---------------- | ------------------- | ------------------- | ------------------- | ------- | ---- |
| MATTHEW              | Do I Wanna Know                    |                     |                      |                                            | Ottiene il banco | [ N 2 ]              | -                       | DUSTIN               | Innocence and Sadness |                  |                     |                     | Ottiene il banco    | [ N 3 ] |      |
| MATTHEW              | Fammi (inedito)                    | [ N 4 ]             | MARISOL              | Girl on Fire                               | Ottiene il banco | [ N 2 ]              |                         |                      |                       |                  |                     |                     | Ottiene il banco    | [ N 3 ] |      |
| GIULIA               | Tu si 'na cosa grande              |                     |                      | Non ottiene il banco                       | –                | –                    | NICHOLAS                | Carmina Burana       |                       |                  |                     | –                   | Ottiene il banco    |         |      |
| MIDA                 | Vita terremoto (inedito)           |                     | Ottiene il banco     | OLIVIA                                     | –                | –                    | Thique                  |                      | Non ottiene il banco  |                  |                     | –                   |                     |         |      |
| REVERSA              | Peter Pan (inedito)                |                     | Non ottiene il banco | ELIA                                       | –                | –                    | Quanto forte ti pensavo |                      | Ottiene il banco      |                  |                     | –                   |                     |         |      |
| ERRE                 | Pastello bianco                    | ANDREA              | Non ottiene il banco | Variazione Le Corsaire - II Atto (Allegro) | –                | –                    |                         | Non ottiene il banco |                       |                  |                     | –                   |                     |         |      |
| MEW                  | Sangue (inedito)                   |                     |                      | Ottiene il banco                           | [ N 5 ]          | [ N 5 ]              | SIMONE                  | Pray                 |                       | Ottiene il banco |                     | –                   |                     |         |      |
| STELLA               | From the Start                     |                     | –                    | –                                          | SAMUELE          | Formidable           |                         | Non ottiene il banco |                       |                  |                     | –                   |                     |         |      |
| HOLY FRANCISCO       | Tananai (inedito)                  | CHIARA              | –                    | –                                          | Nena             |                      | Ottiene il banco        |                      |                       |                  |                     | –                   |                     |         |      |
| HOLY FRANCISCO       | Diventare una star                 | [ N 6 ]             | [ N 6 ]              | SOFIA                                      | Falling          |                      | Ottiene il banco        | [ N 7 ]              |                       |                  |                     |                     |                     |         |      |
| PETIT                | Brooklyn (inedito)                 |                     |                      | –                                          | –                | GAIA                 | Ottiene il banco        | Voilà                |                       | –                |                     |                     |                     |         |      |
| PETIT                | Tutto il resto è noia              | [ N 4 ]             | [ N 4 ]              | DANIELE                                    | Bury a Friend    |                      | Non ottiene il banco    |                      |                       | –                |                     |                     |                     |         |      |
| SPACEHIPPIEZ         | SoloSolo (inedito)                 |                     |                      | -                                          | -                | KUMO                 | Occasion                |                      | Ottiene il banco      | –                |                     |                     |                     |         |      |
| SCIACO               | Photograph                         |                     | Non ottiene il banco | -                                          | -                | MARCO                | RTID (Rich Till I Die)  |                      | Non ottiene il banco  | [ N 8 ]          |                     |                     |                     |         |      |
| HOLDEN               | Dimmi che non è un addio (inedito) |                     | Ottiene il banco     | -                                          | -                |                      |                         |                      |                       |                  |                     |                     |                     |         |      |
| GIOELE               | L'ultima notte                     |                     | Non ottiene il banco | -                                          | -                |                      |                         |                      |                       |                  |                     |                     |                     |         |      |
| LIL JOLIE            | Per un'ora d'amore                 |                     | Ottiene il banco     | -                                          | -                |                      |                         |                      |                       |                  |                     |                     |                     |         |      |
| LIL JOLIE            | Follia (inedito)                   | [ N 4 ]             | [ N 4 ]              |                                            |                  |                      |                         |                      |                       |                  |                     |                     |                     |         |      |
| SARAH                | Touché (inedito)                   |                     | Ottiene il banco     |                                            | -                | -                    |                         |                      |                       |                  |                     |                     |                     |         |      |
| SARAH                | Del verde                          | [ N 9 ]             | [ N 9 ]              |                                            |                  |                      |                         |                      |                       |                  |                     |                     |                     |         |      |
| ITSGIUZ              | Giulia (inedito)                   |                     | Non ottiene il banco | -                                          | [ N 8 ]          |                      |                         |                      |                       |                  |                     |                     |                     |         |      |
| EZIO                 | All of Me                          |                     | Ottiene il banco     | -                                          | [ N 8 ]          |                      |                         |                      |                       |                  |                     |                     |                     |         |      |
| EZIO                 | Come quando fuori piove (inedito)  | [ N 10 ]            | Ottiene il banco     |                                            | [ N 8 ]          |                      |                         |                      |                       |                  |                     |                     |                     |         |      |
| CHRISTIAN            |                                    |                     |                      |                                            | [ N 8 ]          | Non ottiene il banco | [ N 11 ]                |                      |                       |                  |                     |                     |                     |         |      |

### Settimana 2

#### 2ª puntata
Ospiti: Irma Di Paola, Garrison, Irama, Angelina Mango, Simone Nolasco, Zef
Nella puntata di domenica 1º ottobre Gaia e Nicholas eseguono i compiti, assegnati in settimana da A. Celentano.
| Allievo/a | Esibizione                | Team di appartenenza | Esito             | Note     |
| --------- | ------------------------- | -------------------- | ----------------- | -------- |
| GAIA      | Ain't No Sunshine         | R. Todaro            | Mantiene il banco | [ N 13 ] |
| NICHOLAS  | Fatti mandare dalla mamma | R. Todaro            | Mantiene il banco | [ N 13 ] |

Gara settimanale Eliminazione?
In puntata viene chiesto ad una giuria d'eccezione composta da Irama (per il canto) e da Irma Di Paola e Garrison (per il ballo) di valutare gli allievi, in modo da stilarne una classifica. L'ultimo classificato di entrambe le discipline deve consegnare la maglia al proprio insegnante, in quanto è a rischio eliminazione.
| Allievo/a      | Cover                       | Team di appartenenza | Esito in classifica    | Esito in classifica |          | Allievo/a            | Esibizione   | Team di appartenenza   | Esito in classifica | Esito in classifica |
| Allievo/a      | Cover                       | Team di appartenenza | Interno                | Posizione           | Interno  | Allievo/a            | Esibizione   | Team di appartenenza   | Posizione           |                     |
| -------------- | --------------------------- | -------------------- | ---------------------- | ------------------- | -------- | -------------------- | ------------ | ---------------------- | ------------------- | ------------------- |
| LIL JOLIE      | Physical                    | R. Zerbi             | Mantiene il banco      | 1°                  | CHIARA   | Barbie Girl          | E. Lo        | Mantiene il banco      | 1°                  |                     |
| MATTHEW        | Walk on the Wild Side       | R. Zerbi             | Mantiene il banco      | 1°                  | SOFIA    | Vulgar               | E. Lo        | Mantiene il banco      | 1°                  |                     |
| HOLDEN         | Enough Is Enough            | R. Zerbi             | Mantiene il banco      | 2°                  | SIMONE   | TikTok               | E. Lo        | Mantiene il banco      | 2°                  |                     |
| MEW            | Nothing Compares 2 U        | L. Cuccarini         | Mantiene il banco      | 3°                  | MARISOL  | Tourner dans le vide | A. Celentano | Mantiene il banco      | 3°                  |                     |
| MIDA           | Baby Goddamn                | L. Cuccarini         | Mantiene il banco      | 4°                  | KUMO     | Gravità              | E. Lo        | Mantiene il banco      | 4°                  |                     |
| HOLY FRANCISCO | Ci vuole un fisico bestiale | A. Pettinelli        | Mantiene il banco      | 5°                  | ELIA     | Dangerous            | E. Lo        | Mantiene il banco      | 5°                  |                     |
| PETIT          | Baby                        | R. Zerbi             | Mantiene il banco      | 6°                  | GAIA     | Made in Italy        | R. Todaro    | Mantiene il banco      | 6°                  |                     |
| EZIO           | My Universe                 | A. Pettinelli        | Mantiene il banco      | 7°                  | NICHOLAS | Story of My Life     | R. Todaro    | A rischio eliminazione | 7°                  |                     |
| SPACEHIPPIEZ   | Makumba                     | L. Cuccarini         | Mantiene il banco      | 8°                  |          |                      |              |                        |                     |                     |
| STELLA         | Every Breath You Take       | A. Pettinelli        | Mantiene il banco      | 9°                  |          |                      |              |                        |                     |                     |
| SARAH          | Señorita                    | L. Cuccarini         | A rischio eliminazione | 10°                 |          |                      |              |                        |                     |                     |

Dustin non è presente in puntata, a seguito di un infortunio, e non si esibisce, ma mantiene comunque il banco. 

#### Daytime
Nel day-time di lunedì 2 ottobre, Sarah, in quanto ultima nella classifica della gara settimanale giudicata da Irama, viene posta sotto il giudizio della sua professoressa Lorella Cuccarini. Nel day-time del 3 ottobre, la stessa Sarah, viene messa in sfida da A. Pettinelli, rimanendo così con la maglia sospesa fino alla puntata del pomeridiano successivo.
Nicholas, in quanto ultimo nella classifica della gara settimanale giudicata da Irma Di Paola e Garrison, viene posto sotto il giudizio del suo professore Raimondo Todaro. La conferma della maglia non viene mandata in onda.
| Allievo/a | Team di appartenenza | Esito                | Note     |
| --------- | -------------------- | -------------------- | -------- |
| DUSTIN    | A. Celentano         | Riconfermato         | -        |
| SARAH     | L. Cuccarini         | Salvata              | [ N 14 ] |
| SARAH     | L. Cuccarini         | In sfida             | -        |
| SARAH     | L. Cuccarini         | Sospesa per la sfida | -        |
| NICHOLAS  | R. Todaro            | Salvato              | [ N 14 ] |

### Settimana 3

#### 3ª puntata
Ospiti: Annalisa, Virna Toppi, Sebastian Melo Taveira, Takagi & Ketra
Nella puntata di domenica 8 ottobre Marisol e Nicholas eseguono i compiti assegnati in settimana, rispettivamente da R. Todaro e A. Celentano.
| Allievo/a | Esibizione                 | Team di appartenenza | Esito             | Note     |
| --------- | -------------------------- | -------------------- | ----------------- | -------- |
| MARISOL   | Be Mine                    | A. Celentano         | Mantiene il banco | [ N 15 ] |
| NICHOLAS  | Mash-up Physical / Out Out | R. Todaro            | Mantiene il banco | [ N 13 ] |

Gara settimanale Eliminazione?
In puntata viene chiesto ad una giuria d'eccezione composta da Annalisa (per il canto) e da Virna Toppi (per il ballo) di valutare gli allievi, in modo da stilarne una classifica. L'ultimo classificato di entrambe le discipline deve consegnare la maglia al proprio insegnante, in quanto è a rischio eliminazione. Sarah non partecipa alla gara in quanto esonerata, a seguito della sfida.
| Allievo/a      | Cover                    | Team di appartenenza | Esito in classifica    | Esito in classifica |          | Allievo/a                   | Esibizione   | Team di appartenenza   | Esito in classifica | Esito in classifica |
| Allievo/a      | Cover                    | Team di appartenenza | Interno                | Posizione           | Interno  | Allievo/a                   | Esibizione   | Team di appartenenza   | Posizione           |                     |
| -------------- | ------------------------ | -------------------- | ---------------------- | ------------------- | -------- | --------------------------- | ------------ | ---------------------- | ------------------- | ------------------- |
| LIL JOLIE      | E penso a te             | R. Zerbi             | Mantiene il banco      | 1°                  | MARISOL  | Bones                       | A. Celentano | Mantiene il banco      | 1°                  |                     |
| MEW            | Gimme Love               | L. Cuccarini         | Mantiene il banco      | 2°                  | SOFIA    | Tattoo                      | E. Lo        | Mantiene il banco      | 2°                  |                     |
| HOLDEN         | Stella di mare           | R. Zerbi             | Mantiene il banco      | 3°                  | NICHOLAS | Italodisco                  | R. Todaro    | Mantiene il banco      | 3°                  |                     |
| PETIT          | Alors on danse           | R. Zerbi             | Mantiene il banco      | 4°                  | GAIA     | Iniziamo dalla fine         | R. Todaro    | Mantiene il banco      | 4°                  |                     |
| STELLA         | Vampire                  | A. Pettinelli        | Mantiene il banco      | 5°                  | DUSTIN   | Sweet Dreams                | A. Celentano | Mantiene il banco      | 5°                  |                     |
| SPACEHIPPIEZ   | L'italiano               | L. Cuccarini         | Mantiene il banco      | 6°                  | CHIARA   | Halo                        | E. Lo        | Mantiene il banco      | 5°                  |                     |
| MIDA           | Maria                    | L. Cuccarini         | Mantiene il banco      | 7°                  | SIMONE   | Skin (Wilkinson Remix)      | E. Lo        | Mantiene il banco      | 6°                  |                     |
| MATTHEW        | Blu ghiaccio travolgente | R. Zerbi             | Mantiene il banco      | 8°                  | KUMO     | Hai delle isole negli occhi | E. Lo        | Mantiene il banco      | 7°                  |                     |
| HOLY FRANCISCO | Parafulmini              | A. Pettinelli        | Mantiene il banco      | 9°                  | ELIA     | Guarda che luna             | E. Lo        | A rischio eliminazione | 8°                  |                     |
| EZIO           | Peaches                  | A. Pettinelli        | A rischio eliminazione | 10°                 |          |                             |              |                        |                     |                     |

Si prosegue svolgendo la sfida per sostituzione di Sarah, richiesta da Anna Pettinelli.
| PROVA                                 | SARAH                                 | ALICE                            |
| Commissario esterno: Beppe Vessicchio |                                       |                                  |
| I                                     | Touché (inedito)                      | Bolla (inedito)                  |
| II                                    | Questa nostra stupida canzone d'amore | Mi sei scoppiato dentro il cuore |
| VITTORIA                              | SARAH                                 | ALICE                            |

#### Daytime
Nel day-time di lunedì 9 ottobre Elia, Simone e Holy Francisco eseguono i compiti assegnati in settimana rispettivamente da Raimondo Todaro, Alessandra Celentano e Anna Pettinelli.
| Allievo        | Esibizione          | Team di appaetenenza | Esito             | Note              | Note     |
| -------------- | ------------------- | -------------------- | ----------------- | ----------------- | -------- |
| HOLY FRANCISCO | Xdono               | A. Pettinelli        | Mantiene il banco | [ N 16 ]          | [ N 17 ] |
| SIMONE         | Time Is Running Out | E. Lo                | Mantiene il banco | [ N 13 ]          | [ N 17 ] |
| ELIA           | Another Love        | E. Lo                | Salvato           | [ N 15 ] [ N 18 ] | [ N 17 ] |

Nel day-time di martedì 10 ottobre Ezio, in quanto ultimo nella classifica della gara settimanale giudicata da Annalisa viene posto sotto il giudizio della sua professoressa. Chiara viene messa, invece, in sfida da R. Todaro.
| Allievo/a | Team di appartenenza | Esito                | Note     |
| --------- | -------------------- | -------------------- | -------- |
| EZIO      | A. Pettinelli        | Salvato              | [ N 14 ] |
| CHIARA    | E. Lo                | In sfida             | -        |
| CHIARA    | E. Lo                | Sospesa per la sfida | -        |

### Settimana 4

#### 4ª puntata
Ospiti: Emma, Sergio Bernal, Andrea Alemanno, Katoo
Nella puntata di domenica 15 ottobre, Dustin, Nicholas e Mida eseguono i compiti assegnati in settimana, rispettivamente da R. Todaro, A. Celentano e A. Pettinelli; Lil Jolie presenta, invece, il suo nuovo inedito.
| Allievo/a | Esibizione                           | Team di appartenenza | Esito             | Note     |
| --------- | ------------------------------------ | -------------------- | ----------------- | -------- |
| DUSTIN    | Mash-up Suddenly I See / Purple Rain | A. Celentano         | Mantiene il banco | [ N 15 ] |
| NICHOLAS  | Mash-up Surfin' Usa / Survivor       | R. Todaro            | Mantiene il banco | [ N 13 ] |
| MIDA      | Brividi                              | L. Cuccarini         | Mantiene il banco | [ N 16 ] |
| LIL JOLIE | Follia (inedito)                     | R. Zerbi             | Mantiene il banco | [ N 19 ] |

Gara settimanale Eliminazione?
In puntata viene chiesto ad una giuria d'eccezione composta da Emma (per il canto) e da Sergio Bernal (per il ballo) di valutare gli allievi, in modo da stilarne una classifica. L'ultimo classificato di entrambe le discipline deve consegnare la maglia al proprio insegnante, in quanto è a rischio eliminazione. Chiara non partecipa alla gara in quanto esonerata, a seguito della sfida, mentre Ezio viene esonerato a seguito di un provvedimento disciplinare, imposto dalla produzione.
| Allievo/a      | Cover            | Team di appartenenza | Esito in classifica    | Esito in classifica |          | Allievo/a             | Esibizione   | Team di appartenenza   | Esito in classifica | Esito in classifica |
| Allievo/a      | Cover            | Team di appartenenza | Interno                | Posizione           | Interno  | Allievo/a             | Esibizione   | Team di appartenenza   | Posizione           |                     |
| -------------- | ---------------- | -------------------- | ---------------------- | ------------------- | -------- | --------------------- | ------------ | ---------------------- | ------------------- | ------------------- |
| LIL JOLIE      | Jaded            | R. Zerbi             | Mantiene il banco      | 1°                  | SIMONE   | Temperature           | E. Lo        | Mantiene il banco      | 1°                  |                     |
| MATTHEW        | Way Down We Go   | R. Zerbi             | Mantiene il banco      | 2°                  | MARISOL  | Tu t'e scurdat' 'e me | A. Celentano | Mantiene il banco      | 2°                  |                     |
| HOLDEN         | Turning Tables   | R. Zerbi             | Mantiene il banco      | 3°                  | KUMO     | Mercy                 | E. Lo        | Mantiene il banco      | 3°                  |                     |
| MEW            | Anche fragile    | L. Cuccarini         | Mantiene il banco      | 4°                  | GAIA     | Creepin'              | R. Todaro    | Mantiene il banco      | 4°                  |                     |
| SARAH          | Hikikomori       | L. Cuccarini         | Mantiene il banco      | 5°                  | DUSTIN   | Grenade               | A. Celentano | Mantiene il banco      | 5°                  |                     |
| MIDA           | Il cielo di Roma | L. Cuccarini         | Mantiene il banco      | 6°                  | SOFIA    | Aranciata             | E. Lo        | Mantiene il banco      | 6°                  |                     |
| STELLA         | Alfonso          | A. Pettinelli        | Mantiene il banco      | 7°                  | NICHOLAS | L'inverno dei fiori   | R. Todaro    | Mantiene il banco      | 7°                  |                     |
| PETIT          | Take You Dancing | R. Zerbi             | Mantiene il banco      | 8°                  | ELIA     | 5 gocce               | E. Lo        | A rischio eliminazione | 8°                  |                     |
| SPACEHIPPIEZ   | Everlasting Love | L. Cuccarini         | Mantiene il banco      | 9°                  |          |                       |              |                        |                     |                     |
| HOLY FRANCISCO | Oroscopo         | A. Pettinelli        | A rischio eliminazione | 10°                 |          |                       |              |                        |                     |                     |

Si prosegue poi con la sfida per sostituzione di Chiara, richiesta da Raimondo Todaro.
| PROVA                              | CHIARA       | DENISE            |
| Commissario esterno: Irma Di Paola |              |                   |
| I                                  | Pure / Honey | Ainsi bas la vida |
| VITTORIA                           | CHIARA       | DENISE            |

Ezio è in puntata ed è riconfermato, ma non si esibisce a seguito di un provvedimento disciplinare ricevuto dalla produzione (ma indirettamente attribuito - per maggioranza - dagli altri allievi, a seguito di una votazione precedente nel day-time settimanale).

#### Daytime
Nel day-time di mercoledì 18 ottobre, Elia, in quanto ultimo nelle classifica della gara settimanale giudicata da Sergio Bernal, viene posto sotto il giudizio del proprio professore di appartenenza E. Lo. La conferma non viene mandata in onda. 
| Allievo | Team di appartenenza | Esito        | Note     |
| ------- | -------------------- | ------------ | -------- |
| EZIO    | A. Pettinelli        | Riconfermato | -        |
| ELIA    | E. Lo                | Salvato      | [ N 14 ] |

Nel daytime di lunedì 16 ottobre ottobre Ezio, Matthew, Nicholas e Spacehippiez eseguono i compiti assegnati loro in settimana dai vari insegnanti.
Nel day-time di martedì 17 ottobre, Holy Francisco, in quanto ultimo nelle classifica della gara settimanale giudicata da Emma, viene posto sotto il giudizio della propria professoressa di appartenenza A. Pettinelli, svolgendo un compito immediato, assegnato da R. Zerbi sul momento. A seguito di un ulteriore confronto, Holy Francisco chiede di presentare un suo nuovo inedito.
| Allievo        | Esibizione                     | Team di appartenenza | Esito             | Note     | Note     |
| -------------- | ------------------------------ | -------------------- | ----------------- | -------- | -------- |
| EZIO           | Magnifico                      | A. Pettinelli        | Mantiene il banco | [ N 20 ] | [ N 21 ] |
| NICHOLAS       | Amore fermati                  | R. Todaro            | Mantiene il banco | [ N 13 ] | [ N 21 ] |
| MATTHEW        | Uptown Funk                    | R. Zerbi             | Mantiene il banco | [ N 16 ] | [ N 21 ] |
| SPACEHIPPIEZ   | Tutto quello che un uomo       | L. Cuccarini         | Mantiene il banco | [ N 16 ] | [ N 21 ] |
| HOLY FRANCISCO | Wake Me Up When September Ends | A. Pettinelli        | Salvato           | [ N 20 ] | [ N 17 ] |
| HOLY FRANCISCO | Gaia e Mirea (inedito)         | A. Pettinelli        | Salvato           | -        | [ N 17 ] |

### Settimana 5

#### 5ª puntata
Ospiti: Fiorella Mannoia, Rkomi, Eleonora Abbagnato, Kledi, Mr. Rain e Clara, Macia Del Prete
Nella puntata di domenica 22 ottobre Dustin esegue il compito assegnato in settimana da R. Todaro; Mew e Petit presentano, invece, i loro nuovi inediti.
| Allievo/a | Esibizione                   | Team di appartenenza | Esito             | Note     |
| --------- | ---------------------------- | -------------------- | ----------------- | -------- |
| DUSTIN    | Mash-up Benny Hill / Fix You | A. Celentano         | Mantiene il banco | [ N 15 ] |
| PETIT     | Che fai (inedito)            | R. Zerbi             | Mantiene il banco | [ N 19 ] |
| MEW       | Mercoledì mai (inedito)      | L. Cuccarini         | Mantiene il banco | [ N 19 ] |

Gara settimanale Sfida (canto) / Eliminazione? (ballo)
In puntata viene chiesto ad una giuria d'eccezione composta da Rkomi (per il canto) e da Eleonora Abbagnato (per il ballo) di valutare gli allievi, in modo da stilarne una classifica. L'ultimo classificato della categoria ballo deve consegnare la maglia al proprio insegnante, in quanto è a rischio eliminazione; l'ultimo classificato della categoria canto, invece, dovrà affrontare una sfida nella puntata successiva per volere della produzione, come notificato nel daytime di venerdì 20 ottobre. 
| Allievo/a      | Cover               | Team di appartenenza | Esito in classifica | Esito in classifica | Note     | Note              |          | Allievo/a          | Esibizione   | Team di appartenenza   | Esito in classifica | Esito in classifica | Note     |
| Allievo/a      | Cover               | Team di appartenenza | Interno             | Posizione           | Note     | Note              | Interno  | Allievo/a          | Esibizione   | Team di appartenenza   | Posizione           |                     | Note     |
| -------------- | ------------------- | -------------------- | ------------------- | ------------------- | -------- | ----------------- | -------- | ------------------ | ------------ | ---------------------- | ------------------- | ------------------- | -------- |
| MEW            | Strong              | L. Cuccarini         | Mantiene il banco   | 1°                  | [ N 23 ] | -                 | SOFIA    | Ragazza sola       | E. Lo        | Mantiene il banco      | 1°                  | -                   | -        |
| STELLA         | Tutta colpa mia     | A. Pettinelli        | Mantiene il banco   | 2°                  | [ N 23 ] | [ N 24 ]          | DUSTIN   | Fai rumore         | A. Celentano | Mantiene il banco      | 2°                  | [ N 25 ]            | [ N 25 ] |
| LIL JOLIE      | Try                 | R. Zerbi             | Mantiene il banco   | 2°                  | [ N 23 ] | -                 | NICHOLAS | Bella senz'anima   | R. Todaro    | Mantiene il banco      | 3°                  | [ N 25 ]            | [ N 25 ] |
| MATTHEW        | Message in a Bottle | R. Zerbi             | Mantiene il banco   | 3°                  | [ N 23 ] | -                 | CHIARA   | Nobody's Perfect   | E. Lo        | Mantiene il banco      | 4°                  | -                   | -        |
| EZIO           | Piccola anima       | A. Pettinelli        | Mantiene il banco   | 4°                  | [ N 23 ] | [ N 24 ]          | KUMO     | Chiagne            | E. Lo        | Mantiene il banco      | 5°                  | -                   | -        |
| SARAH          | Chimica             | L. Cuccarini         | Mantiene il banco   | 5°                  | [ N 23 ] | -                 | GAIA     | Enemy              | R. Todaro    | Mantiene il banco      | 6°                  | -                   | -        |
| PETIT          | Sopra               | R. Zerbi             | Mantiene il banco   | 6°                  | [ N 23 ] | -                 | MARISOL  | Ain't No Other Man | A. Celentano | Mantiene il banco      | 7°                  | -                   | -        |
| HOLDEN         | Without You         | R. Zerbi             | Mantiene il banco   | 7°                  | [ N 23 ] | -                 | ELIA     | Fuoriluogo         | E. Lo        | A rischio eliminazione | 8°                  | [ N 26 ]            | [ N 26 ] |
| HOLY FRANCISCO | Quanto ti vorrei    | A. Pettinelli        | In sfida            | 7°                  | [ N 23 ] | [ N 24 ] [ N 27 ] | SIMONE   | Let's Twist Again  | E. Lo        | A rischio eliminazione | 8°                  | -                   | -        |
| SPACEHIPPIEZ   | Le cose in comune   | L. Cuccarini         | In sfida immediata  | 8°                  | [ N 23 ] | [ N 28 ]          |          |                    |              |                        |                     |                     |          |
| MIDA           | Where She Goes      | L. Cuccarini         | In sfida            | 9°                  | [ N 23 ] | [ N 29 ]          |          |                    |              |                        |                     |                     |          |

Si prosegue svolgendo la sfida immediata per sostituzione di Spacehippiez richiesta da Anna Pettinelli.
| PROVA                                   | SPACEHIPPIEZ       | SAMUSPINA        |
| Commissario esterno: Filippo Gimigliano |                    |                  |
| I                                       | SoloSolo (inedito) | Vorrei (inedito) |
| VITTORIA                                | SAMUSPINA          | SPACEHIPPIEZ     |

#### Daytime
Nel day-time settimanale Elia e Simone, in quanto ultimi nella classifica della gara settimanale giudicata da Eleonora Abbagnato, vengono posti sotto il giudizio del proprio professore di appartenenza E. Lo. Holy Francisco e Mida sono invece sospesi per la sfida ottenuta con l'ultima posizione nella gara di puntata.
| Allievo        | Team di appartenenza | Esito                | Note     |
| -------------- | -------------------- | -------------------- | -------- |
| SIMONE         | E. Lo                | Salvato              | [ N 14 ] |
| ELIA           | E. Lo                | Giudizio sospeso     | -        |
| HOLY FRANCISCO | A. Pettinelli        | Sospeso per la sfida | -        |
| MIDA           | L. Cuccarini         | Sospeso per la sfida | -        |

### Settimana 6

#### 6ª puntata
Ospiti: Davide Dato, Giorgia, Maura Paparo, Federica Gentile, Filippo Ferraro, Rosario Pellecchia, Manola Moslehi, Bresh e Riccardo Zanotti, Federica Gentile, Beppe Cuva, Adriana Petro, Marco Montrone
Nella puntata di domenica 29 ottobre Nicholas e Chiara eseguono i compiti assegnati in settimana da A. Celentano.
| Allievo/a | Esibizione                                       | Team di appartenenza | Esito             | Note              |
| --------- | ------------------------------------------------ | -------------------- | ----------------- | ----------------- |
| NICHOLAS  | Stand by Me                                      | R. Todaro            | Mantiene il banco | [ N 13 ] [ N 25 ] |
| CHIARA    | Mash-up Once Upon a Dream / The Beautiful People | E. Lo                | Mantiene il banco | [ N 13 ] [ N 25 ] |

Sempre in puntata, R. Todaro chiede per Giovanni (allievo notato durante i casting) un banco diretto, posto sotto il giudizio dei professori, che tramite un Sì o un No, devono votare per il raggiungimento o meno dell'assegnazione.
Legenda:
 Banco diretto Sì 
 Banco diretto No 
(–) Non può esprimere preferenza
N.D. Non esprime la propria preferenza a seguito del raggiungimento della maggioranza
| Allievo  | Esibizione   | Candidato per il team | Giudizio Professori | Giudizio Professori | Giudizio Professori | Giudizio Professori | Giudizio Professori | Giudizio Professori | Esito            |
| Allievo  | Esibizione   | Candidato per il team | R. Zerbi            | L. Cuccarini        | A. Pettinelli       | A. Celentano        | R. Todaro           | E. Lo               | Esito            |
| -------- | ------------ | --------------------- | ------------------- | ------------------- | ------------------- | ------------------- | ------------------- | ------------------- | ---------------- |
| GIOVANNI | Despechà RMX | R. Todaro             |                     |                     |                     |                     | –                   |                     | Ottiene il banco |

Gara settimanale Eliminazione?
In puntata viene chiesto ad una giuria d'eccezione composta da Giorgia (per il canto) e da Davide Dato (per il ballo) di valutare gli allievi, in modo da stilarne una classifica. L'ultimo classificato di entrambe le discipline deve consegnare la maglia al proprio insegnante, in quanto è a rischio eliminazione. Mida non partecipa alla gara in quanto esonerato, a seguito della propria sfida.
| Allievo/a | Cover                      | Team di appartenenza | Esito in classifica    | Esito in classifica | Note     |          | Allievo/a                                       | Esibizione   | Team di appartenenza   | Esito in classifica | Esito in classifica | Note |
| Allievo/a | Cover                      | Team di appartenenza | Interno                | Posizione           | Note     | Interno  | Allievo/a                                       | Esibizione   | Team di appartenenza   | Posizione           |                     | Note |
| --------- | -------------------------- | -------------------- | ---------------------- | ------------------- | -------- | -------- | ----------------------------------------------- | ------------ | ---------------------- | ------------------- | ------------------- | ---- |
| MEW       | You've Got the Love        | L. Cuccarini         | Mantiene il banco      | 1°                  | -        | MARISOL  | Makeba                                          | A. Celentano | Mantiene il banco      | 1°                  | -                   |      |
| SARAH     | Fiori rosa, fiori di pesco | L. Cuccarini         | Mantiene il banco      | 2°                  | -        | KUMO     | Piove                                           | E. Lo        | Mantiene il banco      | 2°                  | [ N 25 ]            |      |
| HOLDEN    | Bella d'estate             | R. Zerbi             | Mantiene il banco      | 3°                  | -        | GAIA     | Carmen                                          | R. Todaro    | Mantiene il banco      | 3°                  | -                   |      |
| PETIT     | Le donne                   | R. Zerbi             | Mantiene il banco      | 4°                  | -        | ELIA     | Perm                                            | E. Lo        | Mantiene il banco      | 4°                  | -                   |      |
| STELLA    | Paint the Town Red         | A. Pettinelli        | Mantiene il banco      | 5°                  | -        | DUSTIN   | L'amore si odia                                 | A. Celentano | Mantiene il banco      | 5°                  | [ N 25 ]            |      |
| LIL JOLIE | Malamore                   | R. Zerbi             | Mantiene il banco      | 6°                  | -        | SOFIA    | Estasi                                          | E. Lo        | Mantiene il banco      | 6°                  | -                   |      |
| MATTHEW   | In una notte d'estate      | R. Zerbi             | Mantiene il banco      | 7°                  | -        | NICHOLAS | Spiderman                                       | R. Todaro    | Mantiene il banco      | 7°                  | -                   |      |
| SAMUSPINA | Kumite                     | A. Pettinelli        | Mantiene il banco      | 8°                  | -        | CHIARA   | Satisfaction                                    | E. Lo        | Mantiene il banco      | 8°                  | -                   |      |
| EZIO      | Easy                       | A. Pettinelli        | Giudizio sospeso       | 9°                  | [ N 31 ] | SIMONE   | Mash-up All the Things She Said / Industry Baby | E. Lo        | A rischio eliminazione | 9°                  | -                   |      |
| EZIO      | Easy                       | A. Pettinelli        | A rischio eliminazione | 9°                  | [ N 31 ] |          |                                                 |              |                        |                     |                     |      |

Si prosegue con la sfida di Mida.
| PROVA                                | MIDA                 | MONNAELISA          |
| Commissario esterno: Federico Sacchi |                      |                     |
| I                                    | RossoFuoco (inedito) | Primavera (inedito) |
| VITTORIA                             | MIDA                 | MONNAELISA          |

#### Daytime
Nel day-time di lunedì 30 ottobre Anna Pettinelli decide, dopo la sospensione della maglia e a seguito della ultima posizione (e il conseguente al rischio eliminazione) nella classifica di puntata giudicata da Giorgia, di eliminare definitivamente Ezio: l'allievo deve quindi abbandonare la scuola.
Simone, invece, in quanto ultimo nella classifica della gara settimanale giudicata da Davide Dato, viene posto sotto il giudizio del proprio professore di appartenenza E. Lo. La conferma della maglia viene mandata in onda sulla piattaforma Witty TV.
| Allievo        | Team di appartenenza | Esito                | Note     |
| -------------- | -------------------- | -------------------- | -------- |
| HOLY FRANCISCO | A. Pettinelli        | Sfida rimandata      | [ N 32 ] |
| HOLY FRANCISCO | A. Pettinelli        | Sospeso per la sfida | -        |
| EZIO           | A. Pettinelli        | Eliminato            | -        |
| SIMONE         | E. Lo                | Salvato              | [ N 14 ] |

Sempre su Witty TV il 1º novembre vengono rese disponibili le esibizioni dei compiti di Kumo, Lil Jolie e Matthew.
| Allievo/a | Esibizione               | Team di appartenenza | Esito             | Note     | Note     |
| --------- | ------------------------ | -------------------- | ----------------- | -------- | -------- |
| KUMO      | Tainted Love             | E. Lo                | Mantiene il banco | [ N 15 ] | [ N 17 ] |
| LIL JOLIE | I Can't Make You Love Me | R. Zerbi             | Mantiene il banco | [ N 16 ] | [ N 17 ] |
| MATTHEW   | Soul Man                 | R. Zerbi             | Mantiene il banco | [ N 16 ] | [ N 17 ] |

### Settimana 7

#### 7ª puntata
Ospiti: Anbeta Toromani, Gabry Ponte, Alex, Santo Giuliano, Enrico Nigiotti, Diana Del Bufalo, Michela Boschetto con Tracy Inman e Judine Somerville, Laura Valente, Linus, Kristian Cellini
Nella puntata di domenica 5 novembre, A. Pettinelli chiede per Ayle (allievo notato durante i casting) un banco diretto, posto sotto il giudizio dei professori, che tramite un Sì o un No, devono votare per il raggiungimento o meno dell'assegnazione.
Legenda:
 Banco diretto Sì 
 Banco diretto No 
(–) Non può esprimere preferenza
N.D. Non esprime la propria preferenza a seguito del raggiungimento della maggioranza
| Allievo | Esibizione                       | Candidato per il team | Giudizio Professori | Giudizio Professori | Giudizio Professori | Giudizio Professori | Giudizio Professori | Giudizio Professori | Esito            |
| Allievo | Esibizione                       | Candidato per il team | R. Zerbi            | L. Cuccarini        | A. Pettinelli       | A. Celentano        | R. Todaro           | E. Lo               | Esito            |
| ------- | -------------------------------- | --------------------- | ------------------- | ------------------- | ------------------- | ------------------- | ------------------- | ------------------- | ---------------- |
| AYLE    | Allergica alle fragole (inedito) | A. Pettinelli         |                     |                     | –                   |                     | N.D.                | N.D.                | Ottiene il banco |

Sempre in puntata Nicholas, Sofia, Holden e Mew eseguono i compiti assegnati in settimana, rispettivamente da E. Lo, A. Celentano e A. Pettinelli.
| Allievo/a | Esibizione        | Team di appartenenza | Esito             | Note     | Note     |
| --------- | ----------------- | -------------------- | ----------------- | -------- | -------- |
| NICHOLAS  | Work It           | R. Todaro            | Mantiene il banco | [ N 37 ] | [ N 37 ] |
| HOLDEN    | Iris              | R. Zerbi             | Mantiene il banco | [ N 16 ] | [ N 38 ] |
| MEW       | I'm with You      | L. Cuccarini         | Mantiene il banco | [ N 16 ] | -        |
| SOFIA     | Wuthering Heights | E. Lo                | Mantiene il banco | [ N 13 ] | [ N 13 ] |

Gara settimanale Eliminazione?
In puntata viene chiesto ad una giuria d'eccezione composta da Gabry Ponte (per il canto) e da Anbeta Toromani (per il ballo) di valutare gli allievi, in modo da stilarne una classifica. L'ultimo classificato di entrambe le discipline deve consegnare la maglia al proprio insegnante, in quanto è a rischio eliminazione. Holy Francisco non partecipa alla gara in quanto esonerato, a seguito della propria sfida.
| Allievo/a | Cover                | Team di appartenenza | Esito in classifica    | Esito in classifica |          | Allievo/a                | Esibizione   | Team di appartenenza   | Esito in classifica | Esito in classifica | Note |
| Allievo/a | Cover                | Team di appartenenza | Interno                | Posizione           | Interno  | Allievo/a                | Esibizione   | Team di appartenenza   | Posizione           |                     | Note |
| --------- | -------------------- | -------------------- | ---------------------- | ------------------- | -------- | ------------------------ | ------------ | ---------------------- | ------------------- | ------------------- | ---- |
| LIL JOLIE | Per Elisa            | R. Zerbi             | Mantiene il banco      | 1°                  | MARISOL  | Dance the Night          | A. Celentano | Mantiene il banco      | 1°                  | -                   |      |
| MEW       | Gravity              | L. Cuccarini         | Mantiene il banco      | 2°                  | DUSTIN   | Mash-up Missing / Bounce | A. Celentano | Mantiene il banco      | 2°                  | -                   |      |
| HOLDEN    | Desperado            | R. Zerbi             | Mantiene il banco      | 3°                  | KUMO     | Goosebumps               | E. Lo        | Mantiene il banco      | 3°                  | -                   |      |
| PETIT     | Quando               | R. Zerbi             | Mantiene il banco      | 4°                  | GAIA     | Kiss Kiss                | R. Todaro    | Mantiene il banco      | 4°                  | -                   |      |
| MATTHEW   | Insuperabile         | R. Zerbi             | Mantiene il banco      | 5°                  | SOFIA    | A fari spenti            | E. Lo        | Mantiene il banco      | 5°                  | -                   |      |
| MIDA      | Se tu non torni      | L. Cuccarini         | Mantiene il banco      | 6°                  | ELIA     | The Way I Are            | E. Lo        | Mantiene il banco      | 6°                  | -                   |      |
| SARAH     | A Thousand Miles     | L. Cuccarini         | Mantiene il banco      | 7°                  | GIOVANNI | Lift Me Up               | R. Todaro    | Mantiene il banco      | 7°                  | [ N 25 ]            |      |
| STELLA    | Russian Roulette     | A. Pettinelli        | Mantiene il banco      | 8°                  | NICHOLAS | If the World Was Ending  | R. Todaro    | Mantiene il banco      | 8°                  | [ N 25 ]            |      |
| SAMUSPINA | Wherever You Will Go | A. Pettinelli        | A rischio eliminazione | 9°                  | CHIARA   | Rude Boy                 | E. Lo        | Mantiene il banco      | 9°                  | -                   |      |
|           |                      |                      |                        |                     | SIMONE   | Pianeti                  | E. Lo        | A rischio eliminazione | 10°                 | -                   |      |

Si prosegue con la sfida di Holy Francisco. 
| PROVA                               | HOLY FRANCISCO    | PABLO MURPHY      |
| Commissario esterno: Charlie Rapino |                   |                   |
| I                                   | Tananai (inedito) | Mascara (inedito) |
| VITTORIA                            | HOLY FRANCISCO    | PABLO MURPHY      |

#### Daytime
Nel day-time di lunedì 6 novembre, dopo un confronto con A. Pettinelli, la vocal coach Lalla Francia e la produzione, Samuspina decide di ritirarsi dal programma, per motivi personali.
Nel day-time di martedì 7 novembre, invece, Simone in quanto ultimo nella classifica della gara settimanale giudicata da Anbeta Toromani viene posto sotto il giudizio del proprio professore di appartenenza E. Lo.
| Allievo   | Team di appartenenza | Esito            |
| --------- | -------------------- | ---------------- |
| SAMUSPINA | A. Pettinelli        | Ritirato         |
| SIMONE    | E. Lo                | Giudizio sospeso |

### Settimana 8

#### 8ª puntata
Ospiti: Giordana Angi, Rossella Brescia, Tommaso Paradiso, Antonio Russo ed Edoardo De Rosa, Mattia Zenzola, Maria Esposito, Giulia Molino e Andrea Sannino, Rkomi e Irama
Nella puntata di domenica 12 novembre Giovanni esegue il compito assegnato in settimana da E. Lo. Holden, Petit e Mida cantano i loro inediti, per volere della produzione.
| Allievo/a | Esibizione                         | Team di appartenenza | Esito             | Note     |
| --------- | ---------------------------------- | -------------------- | ----------------- | -------- |
| GIOVANNI  | Candy Shop                         | R. Todaro            | Mantiene il banco | [ N 37 ] |
| HOLDEN    | Dimmi che non è un addio (inedito) | R. Zerbi             | Mantiene il banco | [ N 19 ] |
| PETIT     | Che fai (inedito)                  | R. Zerbi             | Mantiene il banco | [ N 19 ] |
| MIDA      | RossoFuoco (inedito)               | L. Cuccarini         | Mantiene il banco | [ N 19 ] |

Gara settimanale Sfida (canto) / Eliminazione? (ballo)
In puntata viene chiesto ad una giuria d'eccezione composta da Tommaso Paradiso (per il canto) e da Rossella Brescia (per il ballo) di valutare gli allievi, in modo da stilarne una classifica. L'ultimo classificato nel canto viene messo in sfida, mentre l'ultimo classificato nel ballo deve consegnare la maglia al proprio insegnante, in quanto è a rischio eliminazione.
| Allievo/a      | Cover                       | Team di appartenenza | Esito in classifica | Esito in classifica | Note     |          | Allievo/a                                   | Esibizione   | Team di appartenenza   | Esito in classifica | Esito in classifica | Note |
| Allievo/a      | Cover                       | Team di appartenenza | Interno             | Posizione           | Note     | Interno  | Allievo/a                                   | Esibizione   | Team di appartenenza   | Posizione           |                     | Note |
| -------------- | --------------------------- | -------------------- | ------------------- | ------------------- | -------- | -------- | ------------------------------------------- | ------------ | ---------------------- | ------------------- | ------------------- | ---- |
| LIL JOLIE      | Un'emozione da poco         | R. Zerbi             | Mantiene il banco   | 1°                  | [ N 39 ] | DUSTIN   | Falling                                     | A. Celentano | Mantiene il banco      | 1°                  | -                   |      |
| HOLDEN         | Il mio canto libero         | R. Zerbi             | Mantiene il banco   | 2°                  | [ N 39 ] | KUMO     | Il bene nel male                            | E. Lo        | Mantiene il banco      | 2°                  | -                   |      |
| PETIT          | Come nelle favole           | R. Zerbi             | Mantiene il banco   | 3°                  | [ N 39 ] | MARISOL  | Che t'o dico a fa'                          | A. Celentano | Mantiene il banco      | 3°                  | [ N 25 ]            |      |
| SARAH          | Love Me like You Do         | L. Cuccarini         | Mantiene il banco   | 4°                  | -        | GAIA     | Stupida allegria                            | R. Todaro    | Mantiene il banco      | 4°                  | [ N 25 ]            |      |
| MIDA           | Prima di andare via         | L. Cuccarini         | Mantiene il banco   | 5°                  | -        | GIOVANNI | Volare                                      | R. Todaro    | Mantiene il banco      | 5°                  | -                   |      |
| MEW            | E dimmi che non vuoi morire | L. Cuccarini         | Mantiene il banco   | 6°                  | -        | SOFIA    | Tens                                        | E. Lo        | Mantiene il banco      | 6°                  | -                   |      |
| AYLE           | Heroes                      | A. Pettinelli        | Mantiene il banco   | 7°                  | -        | CHIARA   | My Immortal                                 | E. Lo        | Mantiene il banco      | 7°                  | -                   |      |
| STELLA         | Ricomincio da qui           | A. Pettinelli        | Mantiene il banco   | 8°                  | -        | NICHOLAS | Mammamia                                    | R. Todaro    | Mantiene il banco      | 8°                  | -                   |      |
| HOLY FRANCISCO | Stanza singola              | A. Pettinelli        | Mantiene il banco   | 8°                  | -        | ELIA     | Sono un bravo ragazzo un po' fuori di testa | E. Lo        | A rischio eliminazione | 9°                  | -                   |      |
| MATTHEW        | Paint It, Black             | R. Zerbi             | In sfida            | 9°                  | [ N 39 ] |          |                                             |              |                        |                     |                     |      |

Matthew è sospeso per la sfida ottenuta con l'ultima posizione nella gara di puntata. Simone è assente in puntata, in quanto ancora con la maglia sospesa precedentemente da E. Lo. 
| Allievo | Team di appartenenza | Esito                |
| ------- | -------------------- | -------------------- |
| MATTHEW | R. Zerbi             | Sospeso per la sfida |
| SIMONE  | E. Lo                | Giudizio sospeso     |

#### Daytime
Nel daytime di lunedì 13 novembre Simone viene esaminato dal suo professore E. Lo, in quanto con la maglia sospesa. Gaia esegue invece il compito assegnato in settimana da A. Celentano.
Nel day-time di martedì 14 novembre anche Nicholas esegue un compito, assegnato nelle settimane precedenti, da A. Celentano.
| Allievo/a | Esibizione                                        | Team di appartenenza | Esito             | Note     | Note     |
| --------- | ------------------------------------------------- | -------------------- | ----------------- | -------- | -------- |
| SIMONE    | Un’altra storia                                   | E. Lo                | Giudizio sospeso  | -        | [ N 17 ] |
| GAIA      | Love Again                                        | R. Todaro            | Mantiene il banco | [ N 13 ] | [ N 17 ] |
| NICHOLAS  | Mash-up ¡Vamos, Rafa! / Scott & Fran's Paso Doble | R. Todaro            | Mantiene il banco | [ N 13 ] | [ N 17 ] |

Elia, in quanto ultimo nella classifica della gara settimanale giudicata da Rossella Brescia, viene posto sotto il giudizio del proprio professore di appartenenza E. Lo. La conferma della maglia non viene mandata in onda.
| Allievo | Team di appartenenza | Esito   | Note     |
| ------- | -------------------- | ------- | -------- |
| ELIA    | E. Lo                | Salvato | [ N 14 ] |

### Settimana 9

#### 9ª puntata
Ospiti: Michele Bravi, Nancy Berti, Achille Lauro, Garrison, Federica Gentile, YouNuts!
Nella puntata di domenica 19 novembre Matthew affronta la sua sfida.
| PROVA                                   | MATTHEW         | SESTO VI                  |
| Commissario esterno: Carlo Di Francesco |                 |                           |
| I                                       | Way Down We Go  | Diavolo in me             |
| II                                      | Fammi (inedito) | Figli dell'aria (inedito) |
| VITTORIA                                | MATTHEW         | SESTO VI                  |

Gara settimanale Eliminazione? (canto) / Sfida (ballo)
In puntata viene chiesto ad una giuria composta da Achille Lauro (per il canto) e da Nancy Berti (per il ballo) di valutare gli allievi, in modo da stilarne una classifica. L'ultimo classificato nel ballo viene messo in sfida, mentre l'ultimo classificato nel canto deve consegnare la maglia al proprio insegnante, in quanto è a rischio eliminazione. Matthew, per volere del suo professore R. Zerbi, nonostante esonerato a seguito della propria sfida, sostiene comunque la gara di puntata.
| Allievo/a      | Cover                       | Team di appartenenza | Esito in classifica    | Esito in classifica |          | Allievo/a             | Esibizione   | Team di appartenenza | Esito in classifica | Esito in classifica | Note     | Note |
| Allievo/a      | Cover                       | Team di appartenenza | Interno                | Posizione           | Interno  | Allievo/a             | Esibizione   | Team di appartenenza | Posizione           |                     | Note     | Note |
| -------------- | --------------------------- | -------------------- | ---------------------- | ------------------- | -------- | --------------------- | ------------ | -------------------- | ------------------- | ------------------- | -------- | ---- |
| AYLE           | Margherita                  | A. Pettinelli        | Mantiene il banco      | 1°                  | GAIA     | Can't Hold Us         | R. Todaro    | Mantiene il banco    | 1°                  | [ N 40 ]            | [ N 40 ] |      |
| HOLDEN         | Panico                      | R. Zerbi             | Mantiene il banco      | 2°                  | DUSTIN   | Numb                  | A. Celentano | Mantiene il banco    | 2°                  | -                   | -        |      |
| LIL JOLIE      | Always Remember Us This Way | R. Zerbi             | Mantiene il banco      | 3°                  | GIOVANNI | Ten cuidado           | R. Todaro    | Mantiene il banco    | 3°                  | [ N 40 ]            | [ N 40 ] |      |
| MEW            | Still Into You              | L. Cuccarini         | Mantiene il banco      | 4°                  | KUMO     | Get Busy              | E. Lo        | Mantiene il banco    | 4°                  | [ N 25 ]            | -        |      |
| PETIT          | Malafemmena                 | R. Zerbi             | Mantiene il banco      | 5°                  | NICHOLAS | My Sharona            | R. Todaro    | Mantiene il banco    | 5°                  | [ N 25 ]            | [ N 40 ] |      |
| SARAH          | Greedy                      | L. Cuccarini         | Mantiene il banco      | 6°                  | SOFIA    | When the Party's Over | E. Lo        | Mantiene il banco    | 6°                  | -                   | -        |      |
| MIDA           | Si no estás                 | L. Cuccarini         | Mantiene il banco      | 7°                  | CHIARA   | La dolce vita         | E. Lo        | Mantiene il banco    | 7°                  | -                   | -        |      |
| MATTHEW        | L'amore è                   | R. Zerbi             | Mantiene il banco      | 8°                  | MARISOL  | La cura               | A. Celentano | Mantiene il banco    | 8°                  | [ N 25 ]            | [ N 25 ] |      |
| STELLA         | Duemilaminuti               | A. Pettinelli        | Mantiene il banco      | 9°                  | ELIA     | Rumour Has It         | E. Lo        | In sfida             | 9°                  | -                   | -        |      |
| HOLY FRANCISCO | My Ex's Best Friend         | A. Pettinelli        | A rischio eliminazione | 10°                 |          |                       |              |                      |                     |                     |          |      |

Sempre in puntata, Giovanni e Holy Francisco eseguono i compiti assegnati in settimana, rispettivamente da A. Celentano e L. Cuccarini. Simone sostiene la prova di riconferma della maglia, davanti al proprio professore.
| Allievo        | Esibizione     | Team di appartenenza | Esito             | Note              |
| -------------- | -------------- | -------------------- | ----------------- | ----------------- |
| GIOVANNI       | My All         | R. Todaro            | Mantiene il banco | [ N 13 ] [ N 25 ] |
| HOLY FRANCISCO | Next to You    | A. Pettinelli        | Giudizio sospeso  | [ N 41 ]          |
| SIMONE         | Rock Your Body | E. Lo                | Giudizio sospeso  | [ N 42 ]          |

Elia, sospeso per la sfida ottenuta con l'ultima posizione nella gara di puntata, giudicata da Nancy Berti, nel day-time di lunedì 20 novembre, viene convocato in studio da E. Lo che decide di eliminarlo definitivamente. Sempre nello stesso day-time, Holy Francisco, dopo un confronto con A. Pettinelli, viene salvato dal rischio eliminazione.

#### Daytime
Nel day-time di lunedì 20 novembre E. Lo decide di annullare la sfida di Elia, in seguito alla sua volontà di eliminarlo definitivamente. 
Nel day-time di martedì 21 novembre, dopo un confronto con R. Zerbi, (a seguito della volontà di cambiare team di appartenenza) Matthew e la sua permanenza nella scuola vengono messi sotto la volontà di A. Pettinelli che può decidere se essere favorevole ed accoglierlo nel proprio team, o sfavorevole e di conseguenza portando all'eliminazione (anche se indiretta) dell'allievo, invece sotto decisione del suo professore di riferimento iniziale: R. Zerbi.
Nel day-time di mercoledì 22 novembre E. Lo continua a tenere sospesa la maglia di Simone.
| Allievo        | Team di appartenenza | Esito                | Nuovo team di appartenenza | Note     |
| -------------- | -------------------- | -------------------- | -------------------------- | -------- |
| HOLY FRANCISCO | A. Pettinelli        | Salvato              | /                          | [ N 14 ] |
| ELIA           | E. Lo                | Sospeso per la sfida | /                          | -        |
| ELIA           | E. Lo                | Eliminato            | /                          | -        |
| SIMONE         | E. Lo                | Giudizio sospeso     | /                          | -        |
| MATTHEW        | R. Zerbi             | Giudizio sospeso     | /                          | [ N 43 ] |
| MATTHEW        | R. Zerbi             | Cambio di Team       | A. Pettinelli              | [ N 44 ] |

### Settimana 10

#### 10ª puntata
Ospiti: Rebecca Bianchi, Orietta Berti, Stash Fiordispino, Giovanni "Giovannino" Iovino, Luigi Strangis, Gaia, Marcello Sacchetta, Nicolò De Devitiis
La puntata di domenica 26 novembre inizia con Kumo, Nicholas, Chiara, Sarah, Stella e Holy Francisco, che a seguito della classificazione nelle ultime due posizioni (nelle gare giudicate dagli stessi allievi - nei daytime di giovedì 23 e venerdì 24 novembre) sono possibili di sfida (proposta da A. Celentano per i ballerini e da R. Zerbi per i cantanti). 
La decisione finale sulla eventuale sfida degli allievi viene messa però sotto volere dei propri professori di appartenenza che possono salvarli o accettare la proposta prima descritta, mandando i suddetti allievi in sfida immediata. 
| Allievo/a      | Team di appartenenza | Esito              |
| -------------- | -------------------- | ------------------ |
| MATTHEW        | A. Pettinelli        | Riconfermato       |
| HOLY FRANCISCO | A. Pettinelli        | Mantiene il banco  |
| STELLA         | A. Pettinelli        | In sfida immediata |
| NICHOLAS       | R. Todaro            | In sfida immediata |
| CHIARA         | E. Lo                | In sfida immediata |
| KUMO           | E. Lo                | Mantiene il banco  |
| SARAH          | L. Cuccarini         | Mantiene il banco  |

Si svolgono quindi, per volere dei professori di appartenenza, le sfide di Chiara, Stella e Nicholas. Si incomincia svolgendo la sfida di Chiara.
| PROVA                         | CHIARA  | LUCIA    |
| Commissario esterno: Garrison |         |          |
| I                             | Lean On | Maneater |
| VITTORIA                      | LUCIA   | CHIARA   |

Si prosegue svolgendo la sfida di Stella.
| PROVA                               | STELLA         | MARTINA  |
| Commissario esterno: Charlie Rapino |                |          |
| I                                   | A Song for You | Stand Up |
| VITTORIA                            | MARTINA        | STELLA   |

Infine si svolge la sfida di Nicholas.
| PROVA                            | NICHOLAS                 | MICHELE                             |
| Commissario esterno: Nancy Berti |                          |                                     |
| I                                | Story of My Life         | Something's Got a Hold on Me        |
| II                               | Italodisco               | Let's Get Loud                      |
| III                              | Improvvisazione Believer | Improvvisazione A Sky Full of Stars |
| VITTORIA                         | SFIDA SOSPESA            | SFIDA SOSPESA                       |

Gara settimanale Eliminazione?
In puntata viene chiesto ad una giuria composta da Stash Fiordispino e Orietta Berti (per il canto) e da Rebecca Bianchi (per il ballo) di valutare gli allievi, in modo da stilarne una classifica. L'ultimo classificato, di entrambe le discipline, deve consegnare la maglia al proprio insegnante, in quanto è a rischio eliminazione. Gli allievi che non partecipano alla gara settimanale sono i seguenti: Simone (a causa della maglia sospesa), Nicholas (a seguito della sfida congelata dal commissario esterno), Matthew (assente per motivi famigliari).
| Allievo/a      | Cover                   | Team di appartenenza | Esito in classifica    | Esito in classifica |          | Allievo/a         | Esibizione   | Team di appartenenza   | Esito in classifica | Esito in classifica | Note |
| Allievo/a      | Cover                   | Team di appartenenza | Interno                | Posizione           | Interno  | Allievo/a         | Esibizione   | Team di appartenenza   | Posizione           |                     | Note |
| -------------- | ----------------------- | -------------------- | ---------------------- | ------------------- | -------- | ----------------- | ------------ | ---------------------- | ------------------- | ------------------- | ---- |
| MEW            | Ovunque sarai           | L. Cuccarini         | Mantiene il banco      | 1°                  | DUSTIN   | Come Into My life | A. Celentano | Mantiene il banco      | 1°                  | [ N 25 ]            |      |
| LIL JOLIE      | Alexander Platz         | R. Zerbi             | Mantiene il banco      | 2°                  | KUMO     | Mare che non sei  | E. Lo        | Mantiene il banco      | 2°                  | [ N 25 ]            |      |
| PETIT          | Abbracciame             | R. Zerbi             | Mantiene il banco      | 3°                  | SOFIA    | Boss Bitch        | E. Lo        | Mantiene il banco      | 2°                  | [ N 25 ]            |      |
| AYLE           | Changes                 | A. Pettinelli        | Mantiene il banco      | 3°                  | MARISOL  | Fall in Line      | A. Celentano | Mantiene il banco      | 3°                  | -                   |      |
| HOLDEN         | Hello                   | R. Zerbi             | Mantiene il banco      | 4°                  | GIOVANNI | Pump It           | R. Todaro    | Mantiene il banco      | 4°                  | -                   |      |
| MIDA           | Chissà se stai dormendo | L. Cuccarini         | Mantiene il banco      | 4°                  | GAIA     | Évidemment        | R. Todaro    | A rischio eliminazione | 5°                  | -                   |      |
| SARAH          | Non ho l’età            | L. Cuccarini         | Mantiene il banco      | 5°                  |          |                   |              |                        |                     |                     |      |
| HOLY FRANCISCO | Flavio                  | A. Pettinelli        | A rischio eliminazione | 6°                  |          |                   |              |                        |                     |                     |      |

Successivamente Nicholas e Kumo eseguono i compiti assegnati in settimana, rispettivamente da A. Celentano e R. Todaro. Petit, invece, canta il suo inedito su richiesta del proprio professore.
| Allievo  | Esibizione            | Team di appartenenza | Esito                | Note              |
| -------- | --------------------- | -------------------- | -------------------- | ----------------- |
| NICHOLAS | Love is a bitch       | R. Todaro            | Sospeso per la sfida | [ N 13 ]          |
| KUMO     | Rock Around the Clock | E. Lo                | Mantiene il banco    | [ N 15 ] [ N 25 ] |
| PETIT    | Che fai (inedito)     | R. Zerbi             | Mantiene il banco    | -                 |

Simone dopo un confronto con E. Lo riprende le maglia che gli era stata sospesa nelle settimane precedenti. Holden è sospeso per volere del suo professore, a seguito di un provvedimento disciplinare riguardante la pulizia della cassetta. Matthew è assente in puntata ma ha il giudizio sospeso visto che può andare in sfida.
| Allievo | Team di appartenenza | Esito             | Note     |
| ------- | -------------------- | ----------------- | -------- |
| SIMONE  | E. Lo                | Mantiene il banco | -        |
| HOLDEN  | R. Zerbi             | Giudizio sospeso  | [ N 48 ] |

#### Daytime
Nel day-time di lunedì 27 novembre, Gaia e Holy Francisco, in quanto ultimi nelle classifica della gara settimanale giudicata da Rebecca Bianchi (nel ballo) e da Orietta Berti e Stash Fiordispino (nel canto), vengono posti sotto il giudizio dei propri professori di appartenenza, R. Todaro e A. Pettinelli.
Nel day-time di mercoledì 29 novembre A. Pettinelli conferma la maglia a Matthew dopo che era possibile di sfida, a seguito della piazzamento al penultimo posto nella classifica stilata dagli allievi, nella settimana precedente.
| Allievo/a      | Team di appartenenza | Esito             |
| -------------- | -------------------- | ----------------- |
| GAIA           | R. Todaro            | Salvata/o         |
| HOLY FRANCISCO | A. Pettinelli        | Salvata/o         |
| MATTHEW        | A. Pettinelli        | Mantiene il banco |

### Settimana 11

#### 11ª puntata
Ospiti: Giovanni "Giovannino" Iovino, Francesco Mariottini, Nek, Beppe Vessicchio, Irma Di Paola, Rose Villain
Nella puntata di domenica 3 dicembre Holden esegue la prova di riconferma della maglia sospesa, mentre Ayle, Petit, Lil Jolie, Sarah e Mida presentano i loro nuovi inediti. 
| Allievo/a | Esibizione                       | Team di appartenenza | Esito             | Note     |
| --------- | -------------------------------- | -------------------- | ----------------- | -------- |
| HOLDEN    | Il mio canto libero              | R. Zerbi             | Mantiene il banco | [ N 42 ] |
| PETIT     | Guagliò (inedito)                | R. Zerbi             | Mantiene il banco | [ N 19 ] |
| LIL JOLIE | Non è la fine (inedito)          | R. Zerbi             | Mantiene il banco | [ N 19 ] |
| MIDA      | Mi odierai (inedito)             | L. Cuccarini         | Mantiene il banco | [ N 19 ] |
| SARAH     | Viole e violini (inedito)        | L. Cuccarini         | Mantiene il banco | [ N 19 ] |
| AYLE      | Allergica alle fragole (inedito) | A. Pettinelli        | Mantiene il banco | [ N 19 ] |

Si prosegue con la sfida di Nicholas rimasta in sospeso dalla puntata precedente.
| PROVA                            | NICHOLAS                | MICHELE                 |
| Commissario esterno: Nancy Berti |                         |                         |
| I                                | Comparata He's a Pirate | Comparata He's a Pirate |
| II                               | Comparata Human         | Comparata Human         |
| VITTORIA                         | NICHOLAS                | MICHELE                 |

Gara settimanale Sfida (canto) / Eliminazione? (ballo)
In puntata viene chiesto ad una giuria composta da Nek e Beppe Vessicchio (per il canto) e da Francesco Mariottini (per il ballo) di valutare gli allievi, in modo da stilarne una classifica. L'ultimo classificato nel canto è in sfida, per volere della produzione, mentre l'ultimo classificato nel ballo deve consegnare la maglia al proprio insegnante, in quanto è a rischio eliminazione. Nicholas, per volere del suo professore R. Todaro, nonostante esonerato a seguito della propria sfida, sostiene comunque la gara di puntata.
| Allievo/a      | Cover                         | Team di appartenenza | Esito in classifica | Esito in classifica | Note     | Note     |          | Allievo/a                | Esibizione   | Team di appartenenza   | Esito in classifica | Esito in classifica | Note     | Note |
| Allievo/a      | Cover                         | Team di appartenenza | Interno             | Posizione           | Note     | Note     | Interno  | Allievo/a                | Esibizione   | Team di appartenenza   | Posizione           |                     | Note     | Note |
| -------------- | ----------------------------- | -------------------- | ------------------- | ------------------- | -------- | -------- | -------- | ------------------------ | ------------ | ---------------------- | ------------------- | ------------------- | -------- | ---- |
| MEW            | California King Bed           | L. Cuccarini         | Mantiene il banco   | 1°                  | [ N 49 ] | –        | DUSTIN   | You Give Love a Bad Name | A. Celentano | Mantiene il banco      | 1°                  | –                   | –        |      |
| SARAH          | Say Something                 | L. Cuccarini         | Mantiene il banco   | 2°                  | [ N 49 ] | –        | KUMO     | Clique                   | E. Lo        | Mantiene il banco      | 2°                  | –                   | –        |      |
| LIL JOLIE      | L'anima vola                  | R. Zerbi             | Mantiene il banco   | 3°                  | [ N 49 ] | –        | SOFIA    | El tango de Roxanne      | E. Lo        | Mantiene il banco      | 3°                  | [ N 25 ]            | [ N 25 ] |      |
| MIDA           | Stay                          | L. Cuccarini         | Mantiene il banco   | 4°                  | [ N 49 ] | –        | MARISOL  | Elle                     | A. Celentano | Mantiene il banco      | 4°                  | –                   | –        |      |
| MARTINA        | Love in the Dark              | A. Pettinelli        | Mantiene il banco   | 5°                  | [ N 49 ] | [ N 50 ] | SIMONE   | Il cielo in una stanza   | E. Lo        | Mantiene il banco      | 5°                  | [ N 25 ]            | [ N 25 ] |      |
| PETIT          | Emozioni                      | R. Zerbi             | Mantiene il banco   | 5°                  | [ N 49 ] | –        | GAIA     | Rock Your Soul           | R. Todaro    | Mantiene il banco      | 6°                  | –                   | –        |      |
| HOLDEN         | Cenere                        | R. Zerbi             | Mantiene il banco   | 6°                  | [ N 49 ] | –        | NICHOLAS | La mia canzone per te    | R. Todaro    | Mantiene il banco      | 7°                  | [ N 25 ]            | [ N 25 ] |      |
| MATTHEW        | Use Somebody                  | A. Pettinelli        | Mantiene il banco   | 6°                  | [ N 49 ] | [ N 50 ] | LUCIA    | Jenny from the Block     | E. Lo        | Mantiene il banco      | 8°                  | –                   | –        |      |
| AYLE           | 16 marzo                      | A. Pettinelli        | Mantiene il banco   | 7°                  | [ N 49 ] | [ N 50 ] | GIOVANNI | Duele el corazon         | R. Todaro    | A rischio eliminazione | 9°                  | –                   | –        |      |
| HOLY FRANCISCO | La canzone dell’amore perduto | A. Pettinelli        | In sfida            | 8°                  | [ N 49 ] |          |          |                          |              |                        |                     |                     |          |      |

Holy Francisco, a causa dell'ultimo posto conseguito nella puntata del pomeridiano, è in sfida, ma viene eliminato dalla sua professoressa di riferimento A. Pettinelli, come anticipatogli nel daytime di martedì 28 novembre. Ayle, a seguito della eliminazione di Holy Francisco, ottiene il piazzamento all'ultimo posto in classifica, e quindi, per volere della stessa produzione, affronterà lui la sfida; di conseguenza l'allievo è sospeso per la sfida assegnatogli.
| Allievo        | Team di appartenenza | Esito                |
| -------------- | -------------------- | -------------------- |
| HOLY FRANCISCO | A. Pettinelli        | Eliminato            |
| AYLE           | A. Pettinelli        | In sfida             |
| AYLE           | A. Pettinelli        | Sospeso per la sfida |

Sempre in puntata, Dustin, Marisol e Mida eseguono i compiti assegnati in settimana, rispettivamente da E. Lo, R. Todaro e A. Pettinelli.
| Allievo/a | Esibizione        | Team di appartenenza | Esito             | Note              |
| --------- | ----------------- | -------------------- | ----------------- | ----------------- |
| DUSTIN    | Moves like Jagger | A. Celentano         | Giudizio sospeso  | [ N 37 ] [ N 51 ] |
| MARISOL   | Bootylicious      | A. Celentano         | Mantiene il banco | [ N 15 ]          |
| MIDA      | Classico          | L. Cuccarini         | Mantiene il banco | [ N 16 ]          |

#### Daytime
Nel day-time di lunedì 4 dicembre, R. Todaro decide di riconfermare la maglia di Giovanni, a seguito del piazzamento all'ultimo posto in classifica, nella gara settimanale, giudicata da Francesco Mariottini, del pomeridiano di domenica 3 dicembre. Dustin invece ottiene nuovamente la maglia, precedentemente sospesa dalla sua insegnante (la riconferma non viene però mostrata).
| Allievo  | Team di appartenenza | Esito             | Note     |
| -------- | -------------------- | ----------------- | -------- |
| GIOVANNI | R. Todaro            | Salvato           | [ N 14 ] |
| DUSTIN   | A. Celentano         | Mantiene il banco | –        |

### Settimana 12

#### 12ª puntata
Ospiti: Fulminacci, Ron, Ermal Meta, Kledi Kadiu, Gabriele Rossi, The Tenors, Giovanni "Giovannino" Iovino, Max Brigante, Kristian Cellini
Nella puntata di domenica 10 dicembre Ayle esegue la sua sfida, ottenuta a seguito dell'ultima posizione in classifica, nella gara settimana del pomeridiano precedente.
| PROVA                              | AYLE                             | TASCO         |
| Commissario esterno: Sara Andreani |                                  |               |
| I                                  | Allergica alle fragole (inedito) | Ali (inedito) |
| VITTORIA                           | AYLE                             | TASCO         |

Gara settimanale Eliminazione?
In puntata viene chiesto ad una giuria composta da Fulminacci, Ron, Ermal Meta (per il canto) e da Kledi Kadiu (per il ballo) di valutare gli allievi, in modo da stilarne una classifica. L'ultimo classificato, in entrambe le discipline, deve consegnare la maglia al proprio insegnante, in quanto è a rischio eliminazione. Ayle non partecipa alla gara in quanto esonerato, a seguito della sfida. Rudy Zerbi, essendo Lil Jolie arrivata ultima nella classifica di canto, chiede alla produzione di mandarla in sfida la settimana dopo. La proposta viene accettata.
| Allievo/a | Cover                 | Team di appartenenza | Esito in classifica    | Esito in classifica |          | Allievo/a                   | Esibizione   | Team di appartenenza   | Esito in classifica | Esito in classifica | Note |
| Allievo/a | Cover                 | Team di appartenenza | Interno                | Posizione           | Interno  | Allievo/a                   | Esibizione   | Team di appartenenza   | Posizione           |                     | Note |
| --------- | --------------------- | -------------------- | ---------------------- | ------------------- | -------- | --------------------------- | ------------ | ---------------------- | ------------------- | ------------------- | ---- |
| HOLDEN    | Sign of the times     | R. Zerbi             | Mantiene il banco      | 1°                  | DUSTIN   | C'est la vie                | A. Celentano | Mantiene il banco      | 1°                  | –                   |      |
| MEW       | What About Us         | L. Cuccarini         | Mantiene il banco      | 2°                  | LUCIA    | Hurt                        | E. Lo        | Mantiene il banco      | 2°                  | –                   |      |
| PETIT     | We No Speak Americano | R. Zerbi             | Mantiene il banco      | 3°                  | SOFIA    | Cocktail d'amore            | E. Lo        | Mantiene il banco      | 3°                  | –                   |      |
| MATTHEW   | Come Together         | A. Pettinelli        | Mantiene il banco      | 4°                  | GIOVANNI | Ma fiancée, elle est partie | R. Todaro    | Mantiene il banco      | 4°                  | [ N 25 ]            |      |
| SARAH     | Mamma Mia             | L. Cuccarini         | Mantiene il banco      | 5°                  | GAIA     | A palé                      | R. Todaro    | Mantiene il banco      | 5°                  | –                   |      |
| MIDA      | La flaca              | L. Cuccarini         | Mantiene il banco      | 6°                  | MARISOL  | Houdini                     | A. Celentano | Mantiene il banco      | 6°                  | –                   |      |
| MARTINA   | Addicted to You       | A. Pettinelli        | Mantiene il banco      | 6°                  | NICHOLAS | Completamente               | R. Todaro    | Mantiene il banco      | 7°                  | –                   |      |
| LIL JOLIE | Brivido felino        | R. Zerbi             | A rischio eliminazione | 7°                  | KUMO     | Quel posto che non c'è      | E. Lo        | Mantiene il banco      | 8°                  | –                   |      |
|           |                       |                      |                        |                     | SIMONE   | DJ Got Us Fallin' in Love   | E. Lo        | A rischio eliminazione | 9°                  | –                   |      |

Sempre in puntata Lucia, Gaia, Kumo e Nicholas, eseguono i compiti assegnati da A. Celentano; Lil Jolie esegue una cover mentre Holden, Mew e Matthew presentano, invece, i loro nuovi inediti.
| Allievo/a | Esibizione            | Team di appartenenza | Esito                | Note     | Note     | Note     |
| --------- | --------------------- | -------------------- | -------------------- | -------- | -------- | -------- |
| LUCIA     | Toxic                 | E. Lo                | Mantiene il banco    | –        | [ N 13 ] | –        |
| GAIA      | Run the World (Girls) | R. Todaro            | Mantiene il banco    | –        | [ N 13 ] | –        |
| NICHOLAS  | Moves like Jagger     | R. Todaro            | Mantiene il banco    | [ N 54 ] | [ N 13 ] | –        |
| KUMO      | Moves like Jagger     | E. Lo                | Giudizio sospeso     | [ N 54 ] | [ N 13 ] | [ N 51 ] |
| LIL JOLIE | Un'emozione da poco   | R. Zerbi             | In sfida             | [ N 55 ] | [ N 55 ] | [ N 55 ] |
| LIL JOLIE | Un'emozione da poco   | R. Zerbi             | Sospesa per la sfida | [ N 55 ] | [ N 55 ] | [ N 55 ] |
| HOLDEN    | Nuvola (inedito)      | R. Zerbi             | Mantiene il banco    | [ N 19 ] | [ N 19 ] | [ N 19 ] |
| MEW       | Vivo (inedito)        | L. Cuccarini         | Mantiene il banco    | [ N 19 ] | [ N 19 ] | [ N 19 ] |
| MATTHEW   | Ombre (inedito)       | A. Pettinelli        | Mantiene il banco    | [ N 19 ] | [ N 19 ] | [ N 19 ] |

#### Daytime
Nel day-time di lunedì 11 dicembre Petit esegue il compito assegnato precedentemente da A. Pettinelli.
| Allievo | Esibizione   | Team di appartenenza | Esito             | Note     |
| ------- | ------------ | -------------------- | ----------------- | -------- |
| PETIT   | Grande amore | R. Zerbi             | Mantiene il banco | [ N 16 ] |

E. Lo decide di riconfermare sia Simone (arrivato ultimo nella classifica della gara settimanale giudicata da Kledi Kadiu, nel pomeridiano precedente) che Kumo (sospeso per l'insufficienza ottenuta dal suo insegnante, nel compito assegnato da A. Celentano). Le riconferme non vengono però mandate in onda.
| Allievo | Team di appartenenza | Esito             | Note     |
| ------- | -------------------- | ----------------- | -------- |
| SIMONE  | E. Lo                | Salvato           | [ N 14 ] |
| KUMO    | E. Lo                | Mantiene il banco | –        |

### Settimana 13

#### 13ª puntata
Ospiti: Sabrina Ferilli, Gerry Scotti, Federica Camba, Antonio Dikele Distefano, Veronica Peparini, Articolo 31, Coma Cose, Giovanni "Giovannino" Iovino, Fresh 'N' Clean, Federica Gentile, Manola Moslehi, Filippo Ferraro, Daniele Battaglia, Adriana Petro, Chiara Tortorella, Katia Giuliani, Tamara Donà, Alan Palmieri
Nella puntata di domenica 17 dicembre alcuni allievi eseguono i compiti assegnati dai professori durante la settimana, nello specifico vengono svolti quelli di: Giovanni e Lucia (assegnati in settimana da A. Celentano); Simone (assegnato da R. Todaro nelle settimane precedenti); Lil Jolie e Petit (duetto assegnato dal proprio insegnante R. Zerbi). Martina esegue la prova di riconferma della sua maglia, in quanto esonerata e non potente partecipare alla gara settimanale di puntata (incentrata sull'inedito dei cantanti, non pronto per la stessa allieva). Kumo, Gaia e Dustin ricevono un'esibizione come premio.
| Allievo/a | Esibizione                  | Team di appartenenza | Esito             | Note              | Note              |
| --------- | --------------------------- | -------------------- | ----------------- | ----------------- | ----------------- |
| LIL JOLIE | Last Christmas              | R. Zerbi             | Mantiene il banco | [ N 20 ] [ N 58 ] | [ N 20 ] [ N 58 ] |
| PETIT     | Last Christmas              | R. Zerbi             | Mantiene il banco | [ N 20 ] [ N 58 ] | [ N 20 ] [ N 58 ] |
| MARTINA   | I Have Nothing              | A. Pettinelli        | Mantiene il banco | -                 | -                 |
| GIOVANNI  | Recuerdo                    | R. Todaro            | Mantiene il banco | [ N 13 ]          | [ N 25 ]          |
| LUCIA     | C'est la vie                | E. Lo                | Mantiene il banco | [ N 13 ]          | -                 |
| SIMONE    | Radioactive                 | E. Lo                | Mantiene il banco | [ N 15 ]          | -                 |
| KUMO      | Hai delle isole negli occhi | E. Lo                | Mantiene il banco | [ N 59 ]          | [ N 59 ]          |
| GAIA      | Creepin'                    | R. Todaro            | Mantiene il banco | [ N 59 ]          | [ N 59 ]          |
| DUSTIN    | Innocence and Sadness       | A. Celentano         | Mantiene il banco | [ N 59 ]          | [ N 59 ]          |

Sempre in puntata la produzione comunica la volontà di poter mettere a disposizione un ulteriore banco di canto nella scuola. Di seguito R. Zerbi e A. Pettinelli propongono due candidati che si sfidano tra loro per contendersi l'assegnazione della maglia.
| Candidati al banco                  | Esibizione                          | Team di assegnazione                | Esito                               |
| Commissario esterno: Paolo Giordano | Commissario esterno: Paolo Giordano | Commissario esterno: Paolo Giordano | Commissario esterno: Paolo Giordano |
| ----------------------------------- | ----------------------------------- | ----------------------------------- | ----------------------------------- |
| YUMA                                | Perfetto (inedito)                  | A. Pettinelli                       | Non ottiene il banco                |
| MALÌA                               | Intenso (inedito)                   | R. Zerbi                            | Ottiene il banco                    |

Si prosegue con la sfida di Lil Jolie, ottenuta a seguito di una richiesta fatta dal suo insegnante R. Zerbi alla produzione (che successivamente ha accettato).
| PROVA                                      | LIL JOLIE | GIULIA        |
| Commissario esterno: Martina Giannitrapani |           |               |
| I                                          | What's Up | Vedrai vedrai |
| VITTORIA                                   | LIL JOLIE | GIULIA        |

Gara settimanale Eliminazione?
In puntata viene chiesto ad una giuria composta da Gerry Scotti, Federica Camba, Antonio Dikele Distefano (per il canto) e da Veronica Peparini (per il ballo) di valutare gli allievi, in modo da stilarne una classifica. L'ultimo classificato, in entrambe le discipline, deve consegnare la maglia al proprio insegnante, in quanto è a rischio eliminazione. Lil Jolie nonostante la sfida partecipa alla gara di puntata; Martina è esonerata a seguito del mancato inedito pronto.
| Allievo/a | Inediti                | Team di appartenenza | Esito in classifica    | Esito in classifica |          | Allievo/a              | Esibizione   | Team di appartenenza   | Esito in classifica | Esito in classifica | Note |
| Allievo/a | Inediti                | Team di appartenenza | Interno                | Posizione           | Interno  | Allievo/a              | Esibizione   | Team di appartenenza   | Posizione           |                     | Note |
| --------- | ---------------------- | -------------------- | ---------------------- | ------------------- | -------- | ---------------------- | ------------ | ---------------------- | ------------------- | ------------------- | ---- |
| PETIT     | Guagliò                | R. Zerbi             | Mantiene il banco      | 1°                  | SOFIA    | Run It!                | E. Lo        | Mantiene il banco      | 1°                  | -                   |      |
| HOLDEN    | Nuvola                 | R. Zerbi             | Mantiene il banco      | 2°                  | KUMO     | Sentimi                | E. Lo        | Mantiene il banco      | 2°                  | [ N 25 ]            |      |
| LIL JOLIE | Non è la fine          | R. Zerbi             | Mantiene il banco      | 3°                  | LUCIA    | Set Fire to the Rain   | E. Lo        | Mantiene il banco      | 3°                  | -                   |      |
| MEW       | Vivo                   | L. Cuccarini         | Mantiene il banco      | 4°                  | DUSTIN   | Call Out My Name       | A. Celentano | Mantiene il banco      | 4°                  | [ N 25 ]            |      |
| MIDA      | Mi odierai             | L. Cuccarini         | Mantiene il banco      | 5°                  | GAIA     | Gli ostacoli del cuore | R. Todaro    | Mantiene il banco      | 5°                  | -                   |      |
| AYLE      | Allergica alle fragole | A. Pettinelli        | Mantiene il banco      | 6°                  | MARISOL  | La voce del silenzio   | A. Celentano | Mantiene il banco      | 6°                  | -                   |      |
| MATTHEW   | Ombre                  | A. Pettinelli        | Mantiene il banco      | 7°                  | SIMONE   | Recovery               | E. Lo        | Mantiene il banco      | 7°                  | -                   |      |
| SARAH     | Viole e violini        | L. Cuccarini         | A rischio eliminazione | 8°                  | NICHOLAS | Pronto a correre       | R. Todaro    | Mantiene il banco      | 8°                  | -                   |      |
|           |                        |                      |                        |                     | GIOVANNI | Sol y Sombra           | R. Todaro    | A rischio eliminazione | 9°                  | [ N 25 ]            |      |

#### Daytime
Nel day-time di lunedì 18 dicembre Mida esegue il compito assegnato da A. Pettinelli.
| Allievo/a | Esibizione | Team di appartenenza | Esito             | Note              |
| --------- | ---------- | -------------------- | ----------------- | ----------------- |
| MIDA      | Home       | L. Cuccarini         | Mantiene il banco | [ N 16 ] [ N 17 ] |

Nel day-time di giovedì 21 dicembre viene assegnato da parte dei professori un compito dove ogni squadra deve scegliere un allievo/a da far esibire su una cover a propria scelta, giudicata sufficientemente dagli stessi insegnanti di canto e dal direttore d'orchestra Adriano Pennino. Allo stesso modo viene chiesto, sempre per ciascun team, di individuare un/a candidato/a alla possibile sfida da affrontare a seguito della sconfitta nella gara-compito. Il vincitore della gara-compito invece ottiene l'immunità dalla sfida per sé stesso/a e per i compagni del proprio team. Mew vince la gara-compito e ottiene l'immunità per se e per Sarah e Mida. Petit e Martina sono invece sospesi per la sfida assegnatogli, dopo la sconfitta.
Giovanni e Sarah ultimi nella classifica settimanale, della gara di puntata del pomeridiano precedente, stilata da Veronica Peparini per il ballo e Gerry Scotti, Federica Camba e Antonio Dikele Distefano per il canto, vengono salvati dai loro professori di riferimento, ma la conferma non viene mandata in onda. 
| Allievo/a | Team di appartenenza | Esito                  | Note     |
| --------- | -------------------- | ---------------------- | -------- |
| GIOVANNI  | R. Todaro            | Salvato/a              | [ N 14 ] |
| SARAH     | L. Cuccarini         | Salvato/a              | [ N 14 ] |
| PETIT     | R. Zerbi             | Sospeso/a per la sfida | -        |
| MARTINA   | A. Pettinelli        | Sospeso/a per la sfida | -        |

### Settimana 14

#### 14ª puntata
Ospiti: Tancredi, Giordana Angi, Federica Gentile, Garrison, Irma Di Paola
Nella puntata di domenica 7 gennaio Mida canta il suo inedito, certificato disco d'oro, mentre Giovanni e Kumo eseguonio i compiti assegnati da A. Celentano durante le settimane precedenti.
| Allievo  | Esibizione           | Team di appartenenza | Esito             | Note     | Note     |
| -------- | -------------------- | -------------------- | ----------------- | -------- | -------- |
| MIDA     | RossoFuoco (inedito) | L. Cuccarini         | Mantiene il banco | -        | -        |
| GIOVANNI | Vecchio frack        | R. Todaro            | Mantiene il banco | [ N 13 ] | -        |
| KUMO     | Shivers              | E. Lo                | Mantiene il banco | [ N 13 ] | [ N 25 ] |

Sempre in puntata, Petit e Martina svolgono le sfide assegnate a seguito della sconfitta nella gara-compito svolta tra gli allievi nella tredicesima settimana. Si inizia con la sfida di Petit.
| PROVA                                   | PETIT             | 9OVA                        |
| Commissario esterno: Carlo Di Francesco |                   |                             |
| I                                       | Guagliò (inedito) | Ragazzo sensibile (inedito) |
| VITTORIA                                | PETIT             | 9OVA                        |

Si prosegue con la sfida di Martina.
| PROVA                                | MARTINA         | KIA               |
| Commissario esterno: Adriano Pennino |                 |                   |
| I                                    | Addicted to you | Il genio del bene |
| VITTORIA                             | MARTINA         | KIA               |

Gara settimanale Eliminazione?
In puntata viene chiesto all'intera commissione interna di valutare gli allievi, in modo da stilarne una classifica. Ad ogni professore, inoltre, viene data la possibilità di far esibire un/a qualsiasi allievo/a, anche più di una volta. L'ultimo classificato, in entrambe le discipline, deve consegnare la maglia al proprio insegnante, in quanto è a rischio eliminazione. 
| Allievo/a | Cover                 | Team di appartenenza | Esito in classifica    | Esito in classifica | Note     |          | Allievo/a                | Esibizione   | Team di appartenenza   | Esito in classifica | Esito in classifica | Note |
| Allievo/a | Cover                 | Team di appartenenza | Interno                | Posizione           | Note     | Interno  | Allievo/a                | Esibizione   | Team di appartenenza   | Posizione           |                     | Note |
| --------- | --------------------- | -------------------- | ---------------------- | ------------------- | -------- | -------- | ------------------------ | ------------ | ---------------------- | ------------------- | ------------------- | ---- |
| MEW       | Video games           | L. Cuccarini         | Mantiene il banco      | 1°                  | -        | MARISOL  | You'll follow me down    | A. Celentano | Mantiene il banco      | 1°                  | -                   |      |
| PETIT     | Je so' pazzo          | R. Zerbi             | Mantiene il banco      | 2°                  | -        | MARISOL  | Let's dance              | A. Celentano | Mantiene il banco      | 1°                  | [ N 62 ] [ N 25 ]   |      |
| HOLDEN    | Ti scatterò una foto  | R. Zerbi             | Mantiene il banco      | 3°                  | -        | MARISOL  | Is It love               | A. Celentano | Mantiene il banco      | 1°                  | [ N 63 ]            |      |
| HOLDEN    | Dubbi                 | R. Zerbi             | Mantiene il banco      | 3°                  | [ N 10 ] | LUCIA    | Hold It against me       | E. Lo        | Mantiene il banco      | 1°                  | [ N 25 ]            |      |
| LIL JOLIE | Ma che freddo fa      | R. Zerbi             | Mantiene il banco      | 4°                  | -        | KUMO     | Edamame                  | E. Lo        | Mantiene il banco      | 2°                  | -                   |      |
| MARTINA   | Insieme a te sto bene | A. Pettinelli        | Mantiene il banco      | 5°                  | -        | GIOVANNI | Hound dog                | R. Todaro    | Mantiene il banco      | 3°                  | [ N 25 ]            |      |
| MIDA      | La camisa negra       | L. Cuccarini         | Mantiene il banco      | 6°                  | -        | GIOVANNI | That's What I Like       | R. Todaro    | Mantiene il banco      | 3°                  | [ N 64 ]            |      |
| MIDA      | Red light             | L. Cuccarini         | Mantiene il banco      | 6°                  | [ N 10 ] | DUSTIN   | When a man loves a woman | A. Celentano | Mantiene il banco      | 4°                  | [ N 25 ]            |      |
| MATTHEW   | Me ne frego           | A. Pettinelli        | Mantiene il banco      | 7°                  | -        | SIMONE   | Rush                     | E. Lo        | A rischio eliminazione | 5°                  | -                   |      |
| AYLE      | Un senso              | A. Pettinelli        | Mantiene il banco      | 8°                  | -        |          |                          |              |                        |                     |                     |      |
| MALÌA     | Lonely                | R. Zerbi             | Mantiene il banco      | 9°                  | -        |          |                          |              |                        |                     |                     |      |
| SARAH     | L' isola che non c'è  | L. Cuccarini         | A rischio eliminazione | 10°                 | -        |          |                          |              |                        |                     |                     |      |

Gaia, Sofia e Nicholas sono assenti per motivi di salute, mentre Simone, a seguito del piazzamento all'ultimo posto nella classifica di puntata, viene salvato dal suo professore.

#### Daytime
Nel day-time di lunedì 8 gennaio, E. Lo decide di riconfermare la maglia a Simone, a seguito del piazzamento all'ultimo posto nella gara settimanale del pomeridiano precedente. 
Nel daytime di martedì 9 gennaio viene comunicato che Matthew e Mew decidono di ritirarsi dal programma, per motivi personali.
| Allievo/a | Team di appartenenza | Esito          |
| --------- | -------------------- | -------------- |
| GAIA      | R. Todaro            | Riconfermata/o |
| NICHOLAS  | R. Todaro            | Riconfermata/o |
| SOFIA     | E. Lo                | Riconfermata/o |
| SIMONE    | E. Lo                | Salvato        |
| MATTHEW   | A. Pettinelli        | Ritirato/a     |
| MEW       | L. Cuccarini         | Ritirato/a     |

Nel day-time di mercoledì 10 gennaio, viene assegnato da parte dei professori di ballo (come fatto preventivamente dai professori di canto) un compito dove ogni squadra deve scegliere un allievo/a da far esibire su una coreografia a propria scelta, giudicata sufficientemente dagli stessi insegnanti di danza e dal coreografo Marcello Sacchetta. Allo stesso modo viene chiesto, sempre per ciascun team, di individuare un/a candidato/a alla possibile sfida da affrontare a seguito della sconfitta nella gara-compito. Il vincitore della gara-compito invece ottiene l'immunità dalla sfida per sé stesso/a e per i compagni del proprio team. Dustin vince e ottiene l'immunità per se e per Marisol; Kumo e Giovanni, a seguito della sconfitta, sono sospesi per la sfida assegnatogli. 
Sarah, invece, ultima nella classifica settimanale, della gara di puntata del pomeridiano precedente, stilata dai professori di categoria, viene salvata dalla sua insegnante di riferimento, ma la conferma non viene mandata in onda.
| Allievo/a | Team di appartenenza | Esito                | Note     |
| --------- | -------------------- | -------------------- | -------- |
| KUMO      | E. Lo                | Sospeso per la sfida | -        |
| GIOVANNI  | R. Todaro            | Sospeso per la sfida | -        |
| SARAH     | L. Cuccarini         | Salvata              | [ N 14 ] |

### Settimana 15

#### 15ª puntata
Ospiti: Anbeta Toromani, Samanta Togni, Arisa, Alessandra Tognoloni, Filippo Ferraro, Federica Gentile, Emanuela Maisano, Davide Lentini, Matteo Romano, Alberto Urso, Ermal Meta
Nella puntata di domenica 14 gennaio Giovanni e Kumo svolgono la sfida assegnata a seguito della sconfitta nella gara-compito svolta tra gli allievi durante la settimana trascorsa. Si inizia con la sfida di Giovanni.
| PROVA                                    | GIOVANNI      | GIORGIA                                    |
| Commissario esterno: Francesca Bernabini |               |                                            |
| I                                        | Hey sexy lady | Variazione Le Corsaire - III Atto (Medora) |
| II                                       | Ten cuidado   | If I ain't got you                         |
| VITTORIA                                 | GIOVANNI      | GIORGIA                                    |

Gara settimanale Eliminazione?
In puntata viene chiesto ad una giuria composta da Arisa (per il canto) e da Anbeta Toromani e Samanta Togni (per il ballo) di valutare gli allievi, in modo da stilarne una classifica. L'ultimo classificato, in entrambe le discipline, deve consegnare la maglia al proprio insegnante, in quanto è a rischio eliminazione. Kumo non partecipa alla gara in quanto esonerato, a seguito della propria sfida.
| Allievo/a | Cover                     | Team di appartenenza | Esito in classifica    | Esito in classifica |          | Allievo/a                   | Esibizione   | Team di appartenenza   | Esito in classifica | Esito in classifica | Note |
| Allievo/a | Cover                     | Team di appartenenza | Interno                | Posizione           | Interno  | Allievo/a                   | Esibizione   | Team di appartenenza   | Posizione           |                     | Note |
| --------- | ------------------------- | -------------------- | ---------------------- | ------------------- | -------- | --------------------------- | ------------ | ---------------------- | ------------------- | ------------------- | ---- |
| MARTINA   | Luce                      | A. Pettinelli        | Mantiene il banco      | 1°                  | DUSTIN   | Ain't no sunshine           | A. Celentano | Mantiene il banco      | 1°                  | [ N 25 ]            |      |
| HOLDEN    | Leave the door open       | R. Zerbi             | Mantiene il banco      | 2°                  | MARISOL  | I'm a slave 4 u             | A. Celentano | Mantiene il banco      | 2°                  | -                   |      |
| MALÌA     | Per due che come noi      | R. Zerbi             | Mantiene il banco      | 3°                  | LUCIA    | Happier than ever           | E. Lo        | Mantiene il banco      | 3°                  | -                   |      |
| AYLE      | Tutti                     | A. Pettinelli        | Mantiene il banco      | 4°                  | GIOVANNI | The show must go on         | R. Todaro    | Mantiene il banco      | 4°                  | [ N 25 ]            |      |
| MIDA      | Vertigine                 | L. Cuccarini         | Mantiene il banco      | 5°                  | GAIA     | Used to be young            | R. Todaro    | Mantiene il banco      | 5°                  | -                   |      |
| SARAH     | Control                   | L. Cuccarini         | Mantiene il banco      | 6°                  | SOFIA    | Ok. Respira                 | E. Lo        | Mantiene il banco      | 6°                  | -                   |      |
| PETIT     | A far l'amore comincia tu | R. Zerbi             | Mantiene il banco      | 7°                  | SIMONE   | La canzone nostra           | E. Lo        | Mantiene il banco      | 6°                  | [ N 25 ]            |      |
| LIL JOLIE | La collina dei ciliegi    | R. Zerbi             | A rischio eliminazione | 8°                  | NICHOLAS | Ti ho voluto bene veramente | R. Todaro    | A rischio eliminazione | 7°                  | [ N 25 ]            |      |

Si prosegue la puntata svolgendo la sfida di Kumo assegnata a seguito della sconfitta nella gara-compito svolta tra gli allievi durante la settimana trascorsa.
| PROVA                     | KUMO          | ALESSANDRO       |
| Commissario esterno: Froz |               |                  |
| I                         | Give It to me | Sono solo parole |
| VITTORIA                  | KUMO          | ALESSANDRO       |

Sempre in puntata Nicholas esegue il compito assegnato durante la settimana da A. Celentano, mentre Petit, Malìa, Mida e Ayle presentano i nuovi inediti.
| Allievo  | Esibizione             | Team di appartenenza | Esito             | Note              |
| -------- | ---------------------- | -------------------- | ----------------- | ----------------- |
| NICHOLAS | Teeth                  | R. Todaro            | Salvato           | [ N 13 ] [ N 18 ] |
| MIDA     | Fight Club (inedito)   | L. Cuccarini         | Mantiene il banco | [ N 19 ]          |
| MALÌA    | Non so se tu (inedito) | R. Zerbi             | Mantiene il banco | [ N 19 ]          |
| AYLE     | Il tuo nome (inedito)  | A. Pettinelli        | Mantiene il banco | [ N 19 ]          |
| PETIT    | Tornerai (inedito)     | R. Zerbi             | Mantiene il banco | [ N 19 ]          |

#### Daytime
Nel day-time di lunedì 15 gennaio L. Cuccarini e A. Pettinelli propongono due allieve candidate, che si esibiscono di fronte alla commissione il giorno successivo: ottenuta la maggioranza, le due candidate ottengono un banco all'interno della scuola.
Legenda:
 Banco diretto Sì 
 Banco diretto No 
(–) Non può esprimere preferenza
N.D. Non esprime la propria preferenza a seguito del raggiungimento della maggioranza
| Allieva | Esibizione            | Candidato per il team | Giudizio Professori | Giudizio Professori | Giudizio Professori | Giudizio Professori | Giudizio Professori | Giudizio Professori | Esito            |
| Allieva | Esibizione            | Candidato per il team | R. Zerbi            | L. Cuccarini        | A. Pettinelli       | A. Celentano        | R. Todaro           | E. Lo               | Esito            |
| ------- | --------------------- | --------------------- | ------------------- | ------------------- | ------------------- | ------------------- | ------------------- | ------------------- | ---------------- |
| KIA     | Il genio del bene     | L. Cuccarini          |                     | –                   |                     |                     |                     |                     | Ottiene il banco |
| KIA     | When we were young    | L. Cuccarini          |                     | –                   |                     |                     |                     |                     | Ottiene il banco |
| KIA     | Blu Part II           | L. Cuccarini          |                     | –                   |                     |                     |                     |                     | Ottiene il banco |
| NAHAZE  | Oro oro oro (inedito) | A. Pettinelli         |                     | –                   |                     |                     |                     |                     | Ottiene il banco |

Lil Jolie, invece, ultima nella classifica settimanale, della gara di puntata del pomeridiano precedente, stilata da Arisa, viene salvata dal suo insegnante di riferimento. La conferma non viene, però, mandata in onda.
| Allieva   | Team di appartenenza | Esito   | Note     |
| --------- | -------------------- | ------- | -------- |
| LIL JOLIE | R. Zerbi             | Salvata | [ N 14 ] |

### Settimana 16

#### 16ª puntata
Ospiti: Aiello, Paola Turci, Francesca Michielin, Thomas Signorelli, Federica Gentile, Rosario Pellecchia, Giulia Salvi, Ilaria Cappelluti, Aaron, Sveva Berti, Ermal Meta
Gara settimanale Eliminazione?
Nella puntata di domenica 21 gennaio viene chiesto ad una giuria composta da Aiello, Paola Turci e Francesca Michielin (per il canto) e da Thomas Signorelli (per il ballo)  di valutare gli allievi, in modo da stilarne una classifica. L'ultimo classificato, in entrambe le discipline, deve consegnare la maglia al proprio insegnante, in quanto è a rischio eliminazione.
| Allievo/a | Cover              | Team di appartenenza | Esito in classifica    | Esito in classifica |          | Allievo/a                   | Esibizione   | Team di appartenenza   | Esito in classifica | Esito in classifica | Note |
| Allievo/a | Cover              | Team di appartenenza | Interno                | Posizione           | Interno  | Allievo/a                   | Esibizione   | Team di appartenenza   | Posizione           |                     | Note |
| --------- | ------------------ | -------------------- | ---------------------- | ------------------- | -------- | --------------------------- | ------------ | ---------------------- | ------------------- | ------------------- | ---- |
| KIA       | When we were young | L. Cuccarini         | Mantiene il banco      | 1°                  | DUSTIN   | SexyBack                    | A. Celentano | Mantiene il banco      | 1°                  | -                   |      |
| HOLDEN    | Trouble            | R. Zerbi             | Mantiene il banco      | 2°                  | SOFIA    | Fighter                     | E. Lo        | Mantiene il banco      | 2°                  | -                   |      |
| MARTINA   | Hero               | A. Pettinelli        | Mantiene il banco      | 3°                  | MARISOL  | Troy                        | A. Celentano | Mantiene il banco      | 3°                  | -                   |      |
| MIDA      | Superclassico      | L. Cuccarini         | Mantiene il banco      | 4°                  | GAIA     | It don’t mean a thing       | R. Todaro    | Mantiene il banco      | 4°                  | -                   |      |
| PETIT     | Cullami            | R. Zerbi             | Mantiene il banco      | 5°                  | KUMO     | Let me love you             | E. Lo        | Mantiene il banco      | 5°                  | -                   |      |
| SARAH     | Lips are movin     | L. Cuccarini         | Mantiene il banco      | 6°                  | LUCIA    | One and only                | E. Lo        | Mantiene il banco      | 6°                  | [ N 25 ]            |      |
| LIL JOLIE | L'ultimo bacio     | R. Zerbi             | Mantiene il banco      | 7°                  | SIMONE   | Jam                         | E. Lo        | Mantiene il banco      | 7°                  | -                   |      |
| AYLE      | La luna e la gatta | A. Pettinelli        | Mantiene il banco      | 8°                  | GIOVANNI | Santa Maria (del Buen Ayre) | R. Todaro    | Mantiene il banco      | 8°                  | [ N 25 ]            |      |
| NAHAZE    | Flowers            | A. Pettinelli        | Mantiene il banco      | 9°                  | NICHOLAS | That that                   | R. Todaro    | A rischio eliminazione | 9°                  | [ N 25 ]            |      |
| MALÌA     | Gattomatto         | R. Zerbi             | A rischio eliminazione | 10°                 |          |                             |              |                        |                     |                     |      |

In puntata Nicholas e Giovanni eseguono i compiti assegnati in settimana da A. Celentano. Lil Jolie, Sarah e Martina presentano i loro nuovi inediti.
| Allievo/a | Esibizione                                  | Team di appartenenza | Esito             | Note     | Note              |
| --------- | ------------------------------------------- | -------------------- | ----------------- | -------- | ----------------- |
| LIL JOLIE | Attimo (inedito)                            | R. Zerbi             | Mantiene il banco | [ N 19 ] | [ N 19 ]          |
| SARAH     | Mappamondo (inedito)                        | L. Cuccarini         | Mantiene il banco | [ N 19 ] | [ N 19 ]          |
| MARTINA   | Da quando non ho smesso di amarti (inedito) | A. Pettinelli        | Mantiene il banco | [ N 19 ] | [ N 19 ]          |
| GIOVANNI  | Mash-up Gonna Fly Now / The Final Countdown | R. Todaro            | Giudizio sospeso  | [ N 13 ] | [ N 51 ]          |
| NICHOLAS  | Shape of lies                               | R. Todaro            | Salvato           | [ N 13 ] | [ N 25 ] [ N 18 ] |

#### Daytime
Nel day-time di mercoledì 24 gennaio Kumo esegue il compito assegnato precedentemente da A. Celentano.
| Allievo | Esibizione | Team di appartenenza | Esito             | Note              |
| ------- | ---------- | -------------------- | ----------------- | ----------------- |
| KUMO    | Feel it    | E. Lo                | Mantiene il banco | [ N 13 ] [ N 25 ] |

Giovanni, a seguito della sospensione della maglia per l'insufficienza ottenuta dal suo insegnante, riottiene la stessa durante la settimana; Malìa, invece, ultimo nella classifica settimanale, della gara di puntata del pomeridiano precedente, stilata da Aiello, Francesca Michielin e Paola Turci, viene salvato dal suo insegnante di riferimento R. Zerbi, nel day-time di venerdì 26 gennaio.
| Allievo  | Team di appartenenza | Esito             | Note     |
| -------- | -------------------- | ----------------- | -------- |
| GIOVANNI | R. Todaro            | Mantiene il banco | [ N 14 ] |
| MALÌA    | R. Zerbi             | Salvato           | -        |

### Settimana 17

#### 17ª puntata
Ospiti: Rocco Hunt, Elettra Lamborghini, Alex Britti, Nancy Berti, Random, Achille Lauro, Federica Gentile, Adriana Petro, Beppe Cuva, Marco Montrone, Andrea Alemanno, Ermal Meta
Gara settimanale Eliminazione?
Nella puntata di domenica 28 gennaio viene chiesto ad una giuria composta da Rocco Hunt, Elettra Lamborghini ed Alex Britti (per il canto) e da Nancy Berti (per il ballo)  di valutare gli allievi, in modo da stilarne una classifica. L'ultimo classificato, in entrambe le discipline, deve consegnare la maglia al proprio insegnante, in quanto è a rischio eliminazione.
| Allievo/a | Cover                   | Team di appartenenza | Esito in classifica    | Esito in classifica |          | Allievo/a                  | Esibizione   | Team di appartenenza   | Esito in classifica | Esito in classifica |
| Allievo/a | Cover                   | Team di appartenenza | Interno                | Posizione           | Interno  | Allievo/a                  | Esibizione   | Team di appartenenza   | Posizione           |                     |
| --------- | ----------------------- | -------------------- | ---------------------- | ------------------- | -------- | -------------------------- | ------------ | ---------------------- | ------------------- | ------------------- |
| MARTINA   | È vero che vuoi restare | A. Pettinelli        | Mantiene il banco      | 1°                  | DUSTIN   | Like I can                 | A. Celentano | Mantiene il banco      | 1°                  |                     |
| HOLDEN    | Middle Ground           | R. Zerbi             | Mantiene il banco      | 2°                  | MARISOL  | Imparare ad amarsi         | A. Celentano | Mantiene il banco      | 2°                  |                     |
| MIDA      | Sui muri                | L. Cuccarini         | Mantiene il banco      | 3°                  | SOFIA    | Pazzeska                   | E. Lo        | Mantiene il banco      | 3°                  |                     |
| PETIT     | Perdono                 | R. Zerbi             | Mantiene il banco      | 4°                  | KUMO     | Another One Bites the Dust | E. Lo        | Mantiene il banco      | 4°                  |                     |
| KIA       | Diamonds                | L. Cuccarini         | Mantiene il banco      | 5°                  | GIOVANNI | I'll never love again      | R. Todaro    | Mantiene il banco      | 5°                  |                     |
| LIL JOLIE | Destinazione Paradiso   | R. Zerbi             | Mantiene il banco      | 6°                  | NICHOLAS | Love runs out              | R. Todaro    | Mantiene il banco      | 6°                  |                     |
| SARAH     | Moral of the story      | L. Cuccarini         | Mantiene il banco      | 7°                  | SIMONE   | Seven                      | E. Lo        | Mantiene il banco      | 7°                  |                     |
| AYLE      | Importante              | A. Pettinelli        | Mantiene il banco      | 8°                  | LUCIA    | Exes                       | E. Lo        | A rischio eliminazione | 8°                  |                     |
| NAHAZE    | Nobody's wife           | A. Pettinelli        | Mantiene il banco      | 9°                  |          |                            |              |                        |                     |                     |
| MALÌA     | Brivido                 | R. Zerbi             | A rischio eliminazione | 10°                 |          |                            |              |                        |                     |                     |

In puntata Nahaze e Holden presentano i loro nuovi inediti; Petit, Mida e Dustin eseguono i compiti assegnati in settimana rispettivamente da A. Pettinelli (per i due cantanti) e R. Todaro (per il ballerino).
| Allievo/a | Esibizione                   | Team di appartenenza | Esito             | Note                                |
| --------- | ---------------------------- | -------------------- | ----------------- | ----------------------------------- |
| NAHAZE    | Oro Oro Oro (inedito)        | A. Pettinelli        | Mantiene il banco | [ N 19 ]                            |
| HOLDEN    | Solo stanotte (inedito)      | R. Zerbi             | Mantiene il banco | [ N 19 ]                            |
| PETIT     | I Love Rock ’n’ Roll         | R. Zerbi             | Mantiene il banco | [ N 16 ]                            |
| MIDA      | E la luna bussò              | L. Cuccarini         | Mantiene il banco | [ N 16 ]                            |
| DUSTIN    | Shape of lies                | A. Celentano         | Giudizio sospeso  | [ N 15 ] [ N 25 ] [ N 51 ] [ N 54 ] |
| LUCIA     | Improvvisazione Shake it out | E. Lo                | Salvata           | [ N 18 ]                            |

#### Daytime
Nel day-time settimanale Sarah (lunedì 29 gennaio) e Sofia (mercoledì 31 gennaio) eseguono i compiti assegnati rispettivamente da A. Pettinelli e A. Celentano.
| Allieva | Esibizione     | Team di appartenenza | Esito             | Note              | Note     |
| ------- | -------------- | -------------------- | ----------------- | ----------------- | -------- |
| SARAH   | La vie en rose | L. Cuccarini         | Mantiene il banco | [ N 16 ]          | [ N 17 ] |
| SOFIA   | Havana         | E. Lo                | Mantiene il banco | [ N 13 ] [ N 25 ] | [ N 17 ] |

Gaia non è presente in puntata, e non si esibisce, ma mantiene comunque il banco. Malìa, invece, ultimo nella classifica settimanale, della gara di puntata del pomeridiano precedente, stilata da Elettra Lamborghini, Alex Britti e Rocco Hunt, viene salvato dal suo insegnante di riferimento R. Zerbi nel day-time di venerdì 2 febbraio. Dustin a seguito della felpa sospesa a causa del compito non superato durante il pomeridiano precedente, riottiene la maglia dalla sua insegnante A. Celentano. 
| Allievo/a | Team di appartenenza | Esito             | Note     |
| --------- | -------------------- | ----------------- | -------- |
| GAIA      | R. Todaro            | Riconfermata      | -        |
| MALÌA     | R. Zerbi             | Salvato           | [ N 14 ] |
| DUSTIN    | A. Celentano         | Mantiene il banco | -        |

### Settimana 18

#### 18ª puntata
Ospiti: AKA 7even, Noemi, Drusilla Foer, Eleonora Abbagnato, Wad, Giorgio Madia
Con la puntata di domenica 4 febbraio inizia la corsa verso il serale e, così come le scorse edizioni, non vi è più un numero limitato di posti per l'accesso. Come nella scorsa edizione, gli allievi fino all'ultima puntata del pomeridiano dovranno confermare la loro permanenza, mentre il loro accesso al serale avverrà solo sotto giudizio diretto del proprio professore, dopo il piazzamento in prima posizione nella gara di puntata o per volontà dello/a stesso/a.
Gara settimanale Eliminazione?
In puntata viene chiesto ad una giuria composta da Noemi e Drusilla Foer, insieme ad una commissione - giudicante a distanza, precedentemente - composta da diversi esponenti di alcune emittenti radiofoniche (per il canto) e da Eleonora Abbagnato (per il ballo) di valutare gli allievi, in modo da stilarne una classifica. Il primo classificato può presentarsi davanti al proprio professore per poter essere esaminato in vista dell'accesso al serale. L'ultimo classificato, in entrambe le discipline, deve consegnare la maglia al proprio insegnante, in quanto è a rischio eliminazione.
| Allievo/a | Inedito                           | Team di appartenenza | Esito in classifica               | Esito in classifica |          | Allievo/a                  | Esibizione   | Team di appartenenza              | Esito in classifica | Esito in classifica | Note |
| Allievo/a | Inedito                           | Team di appartenenza | Interno                           | Posizione           | Interno  | Allievo/a                  | Esibizione   | Team di appartenenza              | Posizione           |                     | Note |
| --------- | --------------------------------- | -------------------- | --------------------------------- | ------------------- | -------- | -------------------------- | ------------ | --------------------------------- | ------------------- | ------------------- | ---- |
| PETIT     | Tornerai                          | R. Zerbi             | Continua la corsa verso il serale | 1°                  | DUSTIN   | Gógó                       | A. Celentano | Continua la corsa verso il serale | 1°                  | [ N 25 ]            |      |
| MARTINA   | Da quando non ho smesso di amarti | A. Pettinelli        | Continua la corsa verso il serale | 2°                  | SOFIA    | Can't help falling in love | E. Lo        | Continua la corsa verso il serale | 2°                  | -                   |      |
| HOLDEN    | Solo stanotte                     | R. Zerbi             | Continua la corsa verso il serale | 3°                  | KUMO     | Ti dedico il silenzio      | E. Lo        | Continua la corsa verso il serale | 3°                  | -                   |      |
| MIDA      | Fight Club                        | L. Cuccarini         | Continua la corsa verso il serale | 4°                  | MARISOL  | The Greatest               | A. Celentano | Continua la corsa verso il serale | 4°                  | [ N 25 ]            |      |
| SARAH     | Mappamondo                        | L. Cuccarini         | Continua la corsa verso il serale | 5°                  | NICHOLAS | Dive                       | R. Todaro    | Continua la corsa verso il serale | 4°                  | -                   |      |
| NAHAZE    | Oro Oro Oro                       | A. Pettinelli        | Continua la corsa verso il serale | 6°                  | SIMONE   | Arcade                     | E. Lo        | Eliminato                         | 5°                  | [ N 69 ]            |      |
| LIL JOLIE | Attimo                            | R. Zerbi             | Continua la corsa verso il serale | 6°                  | LUCIA    | Oronero                    | E. Lo        | Continua la corsa verso il serale | 6°                  | -                   |      |
| KIA       | Iena                              | L. Cuccarini         | Continua la corsa verso il serale | 7°                  | GAIA     | Careless Whisper           | R. Todaro    | Continua la corsa verso il serale | 7°                  | -                   |      |
| AYLE      | Il tuo nome                       | A. Pettinelli        | Continua la corsa verso il serale | 8°                  | GIOVANNI | Long tall Sally            | R. Todaro    | A rischio eliminazione            | 8°                  | [ N 25 ]            |      |
| MALÌA     | Non so se tu                      | R. Zerbi             | A rischio eliminazione            | 9°                  |          |                            |              |                                   |                     |                     |      |

Sempre in puntata, Dustin viene valutato dalla sua insegnante per un possibile accesso al serale. Successivamente Giovanni, Lucia e Mida eseguono i compiti assegnati in settimana rispettivamente da A. Celentano, R. Todaro e A. Pettinelli.
| Allievo/a | Esibizione            | Team di appartenenza | Esito                             | Note     | Note              |
| --------- | --------------------- | -------------------- | --------------------------------- | -------- | ----------------- |
| DUSTIN    | Sexyback              | A. Celentano         | Accede al serale                  | -        | [ N 64 ]          |
| DUSTIN    | Ain't No Sunshine     | A. Celentano         | Accede al serale                  | [ N 25 ] | [ N 64 ]          |
| GIOVANNI  | Buonasera signorina   | R. Todaro            | Salvato                           | [ N 25 ] | [ N 13 ] [ N 18 ] |
| LUCIA     | L'importante è finire | E. Lo                | Continua la corsa verso il serale | [ N 25 ] | [ N 15 ]          |
| MIDA      | Serenata Rap          | L. Cuccarini         | Continua la corsa verso il serale | [ N 16 ] | [ N 16 ]          |

#### Daytime
Nel day-time di lunedì 5 febbraio Malìa, ultimo nella classifica settimanale stilata da Noemi e Drusilla Foer unita al precedente giudizio delle radio, viene salvato dal suo insegnante di riferimento. Insieme a Giovanni, i due allievi (grazie al salvataggio da parte dei propri insegnanti) possono proseguire la corsa al serale. 
| Allievo  | Team di appartenenza | Esito                       | Note     |
| -------- | -------------------- | --------------------------- | -------- |
| MALÌA    | R. Zerbi             | Salvato                     | [ N 14 ] |
| MALÌA    | R. Zerbi             | Continua la corsa al serale | -        |
| GIOVANNI | R. Todaro            | Continua la corsa al serale | [ N 14 ] |

### Settimana 19

#### 19ª puntata
Ospiti: J-Ax, Beppe Vessicchio, Gaetano Curreri, Daniel Ezralow, Olly, Gisella Zilembo, Mauro Russo
Gara settimanale Eliminazione?
In puntata viene chiesto ad una giuria composta da J-Ax, Beppe Vessicchio e Gaetano Curreri (per il canto) e da Daniel Ezralow (per il ballo) di valutare gli allievi, in modo da stilarne una classifica. Il primo classificato può presentarsi davanti al proprio professore per poter essere esaminato in vista dell'accesso al serale. L'ultimo classificato, in entrambe le discipline, deve consegnare la maglia al proprio insegnante, in quanto è a rischio eliminazione.
| Allievo/a | Cover                     | Team di appartenenza | Esito in classifica               | Esito in classifica |          | Allievo/a                | Esibizione   | Team di appartenenza              | Esito in classifica | Esito in classifica | Note |
| Allievo/a | Cover                     | Team di appartenenza | Interno                           | Posizione           | Interno  | Allievo/a                | Esibizione   | Team di appartenenza              | Posizione           |                     | Note |
| --------- | ------------------------- | -------------------- | --------------------------------- | ------------------- | -------- | ------------------------ | ------------ | --------------------------------- | ------------------- | ------------------- | ---- |
| PETIT     | Papaoutai                 | R. Zerbi             | Continua la corsa verso il serale | 1°                  | MARISOL  | Black and Gold           | A. Celentano | Continua la corsa verso il serale | 1°                  | [ N 25 ]            |      |
| LIL JOLIE | 1950                      | R. Zerbi             | Continua la corsa verso il serale | 2°                  | SOFIA    | Universale               | E. Lo        | Continua la corsa verso il serale | 2°                  | -                   |      |
| SARAH     | 2002                      | L. Cuccarini         | Continua la corsa verso il serale | 3°                  | LUCIA    | The trouble with love is | E. Lo        | Continua la corsa verso il serale | 3°                  | -                   |      |
| MARTINA   | Io che amo solo te        | A. Pettinelli        | Continua la corsa verso il serale | 4°                  | KUMO     | Miss Indipendent         | E. Lo        | Continua la corsa verso il serale | 4°                  | [ N 25 ]            |      |
| MALÌA     | Che senso ha              | R. Zerbi             | Continua la corsa verso il serale | 5°                  | NICHOLAS | Waves                    | R. Todaro    | Continua la corsa verso il serale | 4°                  | -                   |      |
| NAHAZE    | Molotov                   | A. Pettinelli        | Continua la corsa verso il serale | 6°                  | GIOVANNI | Banto                    | R. Todaro    | A rischio eliminazione            | 5°                  | [ N 25 ]            |      |
| HOLDEN    | Chemical                  | R. Zerbi             | Continua la corsa verso il serale | 7°                  |          |                          |              |                                   |                     |                     |      |
| KIA       | Tutti i brividi del mondo | L. Cuccarini         | Continua la corsa verso il serale | 7°                  |          |                          |              |                                   |                     |                     |      |
| AYLE      | Abissale                  | A. Pettinelli        | Continua la corsa verso il serale | 8°                  |          |                          |              |                                   |                     |                     |      |
| MIDA      | Maleducata                | L. Cuccarini         | A rischio eliminazione            | 9°                  |          |                          |              |                                   |                     |                     |      |

Sempre in puntata, gli allievi eseguono i compiti assegnati in settimana dai vari insegnanti: Kumo e Giovanni (da A. Celentano); Ayle (da L. Cuccarini); Sarah (da A. Pettinelli).
| Allievo/a | Esibizione       | Team di appartenenza | Esito                             | Note     | Note     |
| --------- | ---------------- | -------------------- | --------------------------------- | -------- | -------- |
| GIOVANNI  | Il Pagliaccio    | R. Todaro            | Salvato                           | [ N 13 ] | [ N 18 ] |
| KUMO      | Corazón Espinado | E. Lo                | Continua la corsa verso il serale | [ N 13 ] | [ N 25 ] |
| AYLE      | La vasca         | A. Pettinelli        | Continua la corsa verso il serale | [ N 41 ] | [ N 41 ] |
| SARAH     | Vacanze romane   | L. Cuccarini         | Continua la corsa verso il serale | [ N 16 ] | [ N 16 ] |

Gaia non è presente in puntata e non si esibisce, ma in seguito alla volontà del suo insegnante R. Todaro, la stessa allieva dopo essere entrata in studio, accede al serale. Dustin è in puntata ma essendo già al serale è esonerato dalla gara settimanale e/o eventuali sfide.
| Allieva/o | Team di appartenenza | Esito                             | Note     |
| --------- | -------------------- | --------------------------------- | -------- |
| GAIA      | R. Todaro            | Accede al serale                  | -        |
| GIOVANNI  | R. Todaro            | Continua la corsa verso il serale | [ N 14 ] |

#### Daytime
Nel daytime settimanale Ayle, dopo un confronto con A. Pettinelli decide di ritirarsi definitivamente dal programma, ma in seguito a un ripensamento chiede di essere riammesso nella scuola; Mida, a seguito del piazzamento all'ultima posizione (ottenuta nella classifica stilata nel pomeridiano precedente da J-Ax, Beppe Vessicchio e Gaetano Curreri) viene posto sotto il giudizio della sua insegnante L. Cuccarini.
| Allievo | Team di appartenenza | Esito                             | Note     |
| ------- | -------------------- | --------------------------------- | -------- |
| AYLE    | A. Pettinelli        | Ritirato                          | [ N 70 ] |
| AYLE    | A. Pettinelli        | Ottiene il banco                  | [ N 70 ] |
| MIDA    | L. Cuccarini         | Salvato                           | [ N 14 ] |
| MIDA    | L. Cuccarini         | Continua la corsa verso il serale | [ N 14 ] |

### Settimana 20

#### 20ª puntata
Ospiti: Annalisa, Angelina Mango, Irama, Maninni, The Kolors, Ornella Vanoni, Marcello Sacchetta, Kristian Cellini, Alessandro Sansone
Gara settimanale Eliminazione?
In puntata viene chiesto ad una giuria composta da Ornella Vanoni (per il canto) e da Marcello Sacchetta (per il ballo) di valutare gli allievi, in modo da stilarne una classifica. Il primo classificato può presentarsi davanti al proprio professore per poter essere esaminato in vista dell'accesso al serale. L'ultimo classificato, in entrambe le discipline, deve consegnare la maglia al proprio insegnante, in quanto è a rischio eliminazione.
| Allievo/a | Cover                  | Team di appartenenza | Esito in classifica               | Esito in classifica |          | Allievo/a              | Esibizione   | Team di appartenenza              | Esito in classifica | Esito in classifica | Note     | Note |
| Allievo/a | Cover                  | Team di appartenenza | Interno                           | Posizione           | Interno  | Allievo/a              | Esibizione   | Team di appartenenza              | Posizione           |                     | Note     | Note |
| --------- | ---------------------- | -------------------- | --------------------------------- | ------------------- | -------- | ---------------------- | ------------ | --------------------------------- | ------------------- | ------------------- | -------- | ---- |
| MARTINA   | If I were a boy        | A. Pettinelli        | Continua la corsa verso il serale | 1°                  | LUCIA    | La noia                | E. Lo        | Continua la corsa verso il serale | 1°                  | -                   | [ N 71 ] |      |
| NAHAZE    | The Hills              | A. Pettinelli        | Continua la corsa verso il serale | 2°                  | MARISOL  | Tu no                  | A. Celentano | Continua la corsa verso il serale | 2°                  | -                   | [ N 71 ] |      |
| LIL JOLIE | Hedonism               | R. Zerbi             | Continua la corsa verso il serale | 2°                  | SOFIA    | Un ragazzo una ragazza | E. Lo        | Continua la corsa verso il serale | 2°                  | [ N 72 ]            | [ N 71 ] |      |
| PETIT     | Missili                | R. Zerbi             | Continua la corsa verso il serale | 2°                  | KUMO     | Un ragazzo una ragazza | E. Lo        | Continua la corsa verso il serale | 3°                  | [ N 72 ]            | [ N 71 ] |      |
| SARAH     | Single soon            | L. Cuccarini         | Continua la corsa verso il serale | 2°                  | NICHOLAS | Spettacolare           | R. Todaro    | A rischio eliminazione            | 4°                  | [ N 25 ]            | [ N 71 ] |      |
| MIDA      | Obsesion               | L. Cuccarini         | Continua la corsa verso il serale | 3°                  | GIOVANNI | Sinceramente           | R. Todaro    | A rischio eliminazione            | 4°                  | [ N 25 ]            | [ N 71 ] |      |
| KIA       | Million Reasons        | L. Cuccarini         | Continua la corsa verso il serale | 3°                  |          |                        |              |                                   |                     |                     |          |      |
| HOLDEN    | True colors            | R. Zerbi             | Continua la corsa verso il serale | 4°                  |          |                        |              |                                   |                     |                     |          |      |
| MALÌA     | Quelli che ben pensano | R. Zerbi             | Continua la corsa verso il serale | 4°                  |          |                        |              |                                   |                     |                     |          |      |
| AYLE      | Vita tranquilla        | A. Pettinelli        | A rischio eliminazione            | 5°                  |          |                        |              |                                   |                     |                     |          |      |

Sempre in puntata Holden, Martina e Marisol vengono valutati dai loro insegnanti per un possibile accesso al serale. Successivamente Lucia, Nahaze e Mida eseguono i compiti assegnati in settimana rispettivamente da R. Todaro, R. Zerbi e A. Pettinelli. Dustin e Gaia sono in puntata, ma essendo già al serale sono esonerati dalla gara settimanale e/o eventuali sfide.
| Allievo/a | Esibizione           | Team di appartenenza | Esito                             | Note     |
| --------- | -------------------- | -------------------- | --------------------------------- | -------- |
| HOLDEN    | Nuvola (inedito)     | R. Zerbi             | Accede al serale                  | [ N 4 ]  |
| MARISOL   | La voce del silenzio | A. Celentano         | Accede al serale                  | [ N 64 ] |
| MARTINA   | Symphony             | A. Pettinelli        | Accede al serale                  | [ N 10 ] |
| NAHAZE    | Kobra                | A. Pettinelli        | Continua la corsa verso il serale | [ N 20 ] |
| MIDA      | Ti lascerò           | L. Cuccarini         | Continua la corsa verso il serale | [ N 16 ] |
| LUCIA     | Dem Beats            | E. Lo                | Continua la corsa verso il serale | [ N 15 ] |

#### Daytime
Ayle, Nicholas e Giovanni, a seguito del piazzamento all'ultima posizione (ottenuta nella classifica stilata nel pomeridiano precedente da Ornella Vanoni nel canto e da Marcello Sacchetta nel ballo) vengono posti sotto il giudizio dei loro insegnanti A. Pettinelli e R. Todaro. Le riconferme non vanno però in onda. 
| Allievo  | Team di appartenenza | Esito                             | Note     |
| -------- | -------------------- | --------------------------------- | -------- |
| AYLE     | A. Pettinelli        | Salvato                           | [ N 14 ] |
| AYLE     | A. Pettinelli        | Continua la corsa verso il serale | [ N 14 ] |
| NICHOLAS | R. Todaro            | Salvato                           | [ N 14 ] |
| NICHOLAS | R. Todaro            | Continua la corsa verso il serale | [ N 14 ] |
| GIOVANNI | R. Todaro            | Salvato                           | [ N 14 ] |
| GIOVANNI | R. Todaro            | Continua la corsa verso il serale | [ N 14 ] |

### Settimana 21

#### 21ª puntata
Ospiti: Alessandra Amoroso, Fiorella Mannoia, Fabrizio Moro, Drillionaire, Jacopo Tissi, Rebecca Antonaci
Gara settimanale Eliminazione?
In puntata viene chiesto ad una giuria composta da Fiorella Mannoia, Fabrizio Moro e Drillionaire (per il canto) e da Jacopo Tissi (per il ballo) di valutare gli allievi, in modo da stilarne una classifica. Il primo classificato può presentarsi davanti al proprio professore per poter essere esaminato in vista dell'accesso al serale. L'ultimo classificato, in entrambe le discipline, deve consegnare la maglia al proprio insegnante, in quanto è a rischio eliminazione.
| Allievo/a | Cover                      | Team di appartenenza | Esito in classifica               | Esito in classifica | Note     |          | Allievo/a              | Esibizione | Team di appartenenza              | Esito in classifica | Esito in classifica | Note |
| Allievo/a | Cover                      | Team di appartenenza | Interno                           | Posizione           | Note     | Interno  | Allievo/a              | Esibizione | Team di appartenenza              | Posizione           |                     | Note |
| --------- | -------------------------- | -------------------- | --------------------------------- | ------------------- | -------- | -------- | ---------------------- | ---------- | --------------------------------- | ------------------- | ------------------- | ---- |
| PETIT     | Me so' mbriacato           | R. Zerbi             | Continua la corsa verso il serale | 1°                  | -        | SOFIA    | Diamanti grezzi        | E. Lo      | Continua la corsa verso il serale | 1°                  | -                   |      |
| MIDA      | Good times                 | L. Cuccarini         | Continua la corsa verso il serale | 2°                  | -        | LUCIA    | Wait a minute          | E. Lo      | Continua la corsa verso il serale | 2°                  | -                   |      |
| LIL JOLIE | Nell'aria                  | R. Zerbi             | Continua la corsa verso il serale | 3°                  | -        | KUMO     | Make It Clap           | E. Lo      | Continua la corsa verso il serale | 3°                  | -                   |      |
| AYLE      | Dillo alla luna            | A. Pettinelli        | Continua la corsa verso il serale | 4°                  | -        | GIOVANNI | E non c'è mai una fine | R. Todaro  | A rischio eliminazione            | 4°                  | [ N 25 ]            |      |
| SARAH     | Torn                       | L. Cuccarini         | Continua la corsa verso il serale | 5°                  | -        | NICHOLAS | Bruciasse il cielo     | R. Todaro  | A rischio eliminazione            | 4°                  | [ N 25 ]            |      |
| NAHAZE    | Anche stasera              | A. Pettinelli        | Continua la corsa verso il serale | 6°                  | -        |          |                        |            |                                   |                     |                     |      |
| KIA       | Can't take my eyes off you | L. Cuccarini         | Continua la corsa verso il serale | 7°                  | -        |          |                        |            |                                   |                     |                     |      |
| MALÌA     | Baciami ancora             | R. Zerbi             | A rischio eliminazione            | 8°                  | -        |          |                        |            |                                   |                     |                     |      |
| MALÌA     | Baciami ancora             | R. Zerbi             | Eliminato                         | 8°                  | [ N 69 ] |          |                        |            |                                   |                     |                     |      |

Sempre in puntata Petit, Lucia e Mida vengono valutati dai loro insegnanti per un possibile accesso al serale. Successivamente Nicholas esegue il compito assegnato in settimana da E. Lo. Dustin, Gaia, Holden, Martina e Marisol sono in puntata, ma essendo già al serale sono esonerati dalla gara settimanale e/o eventuali sfide.
| Allievo/a | Esibizione           | Team di appartenenza | Esito            | Note              |
| --------- | -------------------- | -------------------- | ---------------- | ----------------- |
| PETIT     | Tornerai (inedito)   | R. Zerbi             | Accede al serale | [ N 4 ]           |
| PETIT     | Che fai (inedito)    | R. Zerbi             | Accede al serale | [ N 4 ]           |
| LUCIA     | Rise up              | E. Lo                | Accede al serale | [ N 73 ]          |
| LUCIA     | Baby Boy             | E. Lo                | Accede al serale | [ N 73 ]          |
| MIDA      | Vivo per lei         | L. Cuccarini         | Accede al serale | [ N 16 ]          |
| MIDA      | RossoFuoco (inedito) | L. Cuccarini         | Accede al serale | [ N 9 ]           |
| NICHOLAS  | This Love            | R. Todaro            | Salvato          | [ N 37 ] [ N 18 ] |

#### Daytime
Giovanni, a seguito del piazzamento all'ultima posizione (ottenuta nella classifica stilata nel pomeridiano precedente da Jacopo Tissi) viene posto sotto il giudizio del proprio insegnante R. Todaro. La riconferma non viene però mandata in onda. Nicholas, precedentemente salvo, può continuare la corsa al serale.
| Allievo  | Team di appartenenza | Esito                             | Note     |
| -------- | -------------------- | --------------------------------- | -------- |
| GIOVANNI | R. Todaro            | Salvato                           | [ N 14 ] |
| GIOVANNI | R. Todaro            | Continua la corsa verso il serale | -        |
| NICHOLAS | R. Todaro            | Continua la corsa verso il serale | [ N 14 ] |

Nicholas, dopo un dibattito con il proprio professore R. Todaro, decide di cambiare team di appartenenza, con appoggio favorevole di E. Lo, che gli propone l'accesso nel suo team.
| Allievo  | Team di appartenenza | Esito          | Nuovo team di appartenenza |
| -------- | -------------------- | -------------- | -------------------------- |
| NICHOLAS | R. Todaro            | Cambio di Team | E. Lo                      |

### Settimana 22

#### 22ª puntata
Ospiti: Mr. Rain, Rossella Brescia, Max Brigante, Emma, Tommaso Toma
Gara settimanale Eliminazione?
In puntata viene chiesto ad una giuria composta da Max Brigante, Emma e Tommaso Toma (per il canto) e da Rossella Brescia (per il ballo) di valutare gli allievi, in modo da stilarne una classifica. Le classifiche possono essere considerate dagli insegnanti per poter permettere l'accesso diretto o tramite successive altre prove, al serale. L'ultimo classificato, in entrambe le discipline, deve consegnare la maglia al proprio insegnante, in quanto è a rischio eliminazione. In questa puntata anche coloro che hanno ottenuto la maglia del serale parteciperanno alla gara.
| Allievo/a | Inedito                           | Team di appartenenza | Esito in classifica               | Esito in classifica |          | Allievo/a          | Esibizione   | Team di appartenenza              | Esito in classifica | Esito in classifica | Note |
| Allievo/a | Inedito                           | Team di appartenenza | Interno                           | Posizione           | Interno  | Allievo/a          | Esibizione   | Team di appartenenza              | Posizione           |                     | Note |
| --------- | --------------------------------- | -------------------- | --------------------------------- | ------------------- | -------- | ------------------ | ------------ | --------------------------------- | ------------------- | ------------------- | ---- |
| HOLDEN    | Solo stanotte                     | R. Zerbi             | Già al serale                     | 1°                  | NICHOLAS | Bird set free      | E. Lo        | Continua la corsa verso il serale | 1°                  | [ N 25 ]            |      |
| PETIT     | Tornerai                          | R. Zerbi             | Già al serale                     | 2°                  | MARISOL  | Dance the night    | A. Celentano | Già al serale                     | 2°                  | -                   |      |
| MIDA      | Fight club                        | L. Cuccarini         | Già al serale                     | 3°                  | LUCIA    | Spice up your life | E. Lo        | Già al serale                     | 3°                  | -                   |      |
| LIL JOLIE | Attimo                            | R. Zerbi             | Continua la corsa verso il serale | 4°                  | DUSTIN   | Boys               | A. Celentano | Già al serale                     | 4°                  | -                   |      |
| SARAH     | Mappamondo                        | L. Cuccarini         | Continua la corsa verso il serale | 5°                  | SOFIA    | My House           | E. Lo        | Continua la corsa verso il serale | 5°                  | -                   |      |
| MARTINA   | Da quando non ho smesso di amarti | A. Pettinelli        | Già al serale                     | 5°                  | GIOVANNI | Reet Petite        | R. Todaro    | Continua la corsa verso il serale | 6°                  | [ N 25 ]            |      |
| NAHAZE    | Oro Oro Oro                       | A. Pettinelli        | Continua la corsa verso il serale | 6°                  | KUMO     | Amore cane         | E. Lo        | A rischio eliminazione            | 7°                  | -                   |      |
| AYLE      | Il tuo nome                       | A. Pettinelli        | Continua la corsa verso il serale | 7°                  |          |                    |              |                                   |                     |                     |      |
| KIA       | Iena                              | L. Cuccarini         | A rischio eliminazione            | 8°                  |          |                    |              |                                   |                     |                     |      |

Sempre in puntata Sofia, Nicholas e Lil Jolie vengono valutati dai loro insegnanti per un possibile accesso al serale. Successivamente Sarah esegue il compito assegnati in settimana da A. Pettinelli.
| Allievo/a | Esibizione               | Team di appartenenza | Esito                             | Note     | Note     |
| --------- | ------------------------ | -------------------- | --------------------------------- | -------- | -------- |
| SOFIA     | Fila indiana             | E. Lo                | Accede al serale                  | [ N 73 ] | -        |
| NICHOLAS  | Improvvisazione Happier  | E. Lo                | Accede al serale                  | [ N 73 ] | -        |
| NICHOLAS  | Improvvisazione Ti sento | E. Lo                | Accede al serale                  | [ N 73 ] | [ N 25 ] |
| LIL JOLIE | Follia (inedito)         | R. Zerbi             | Continua la corsa verso il serale | [ N 4 ]  | [ N 4 ]  |
| LIL JOLIE | Per Elisa                | R. Zerbi             | Continua la corsa verso il serale | [ N 4 ]  | [ N 4 ]  |
| SARAH     | Let me entertain you     | L. Cuccarini         | Continua la corsa verso il serale | [ N 16 ] | [ N 16 ] |

#### Daytime
Kia e Kumo, a seguito del piazzamento all'ultima posizione (ottenuta nella classifica stilata nel pomeridiano precedente da Max Brigante, Emma e Tommaso Toma nel canto e da Rossella Brescia nel ballo) vengono posti sotto il giudizio dei loro insegnanti L. Cuccarini ed E. Lo. Le riconferme non vanno però in onda. 
| Allieva/o | Team di appartenenza | Esito                             | Note     |
| --------- | -------------------- | --------------------------------- | -------- |
| KIA       | L. Cuccarini         | Salvata                           | [ N 14 ] |
| KIA       | L. Cuccarini         | Continua la corsa verso il serale | [ N 14 ] |
| KUMO      | E. Lo                | Salvato                           | [ N 14 ] |
| KUMO      | E. Lo                | Continua la corsa verso il serale | [ N 14 ] |

### Settimana 23

#### 23ª puntata
Ospiti: Diodato, Kledi Kadiu, Nancy Berti, Garrison, Beppe Vessicchio, Mattia Zenzola, Mew, Stéphane Jarny, Laura Valente, Renato Tortarolo
Gara settimanale Serale?
In puntata viene chiesto (nella prima gara) ad una giuria composta da Diodato (per il canto) e da Kledi Kadiu e Nancy Berti (per il ballo), e (nella seconda gara) a Beppe Vessicchio (nel canto) e Garrison (nel ballo) di valutare gli allievi, in modo da stilarne una classifica. Le classifiche possono essere considerate dagli insegnanti per poter permettere l'accesso diretto o tramite successive altre prove, al serale.
| Prima Gara   | Prima Gara             | Prima Gara           | Prima Gara                        | Prima Gara          | Prima Gara | Prima Gara                  | Prima Gara      | Prima Gara                        | Prima Gara          | Prima Gara          | Prima Gara |
| Allievo/a    | Cover                  | Team di appartenenza | Esito in classifica               | Esito in classifica |            | Allievo/a                   | Esibizione      | Team di appartenenza              | Esito in classifica | Esito in classifica | Note       |
| Allievo/a    | Cover                  | Team di appartenenza | Interno                           | Posizione           | Interno    | Allievo/a                   | Esibizione      | Team di appartenenza              | Posizione           |                     | Note       |
| ------------ | ---------------------- | -------------------- | --------------------------------- | ------------------- | ---------- | --------------------------- | --------------- | --------------------------------- | ------------------- | ------------------- | ---------- |
| AYLE         | Il cielo               | A. Pettinelli        | Continua la corsa verso il serale | 1°                  | GIOVANNI   | Animals                     | R. Todaro       | Continua la corsa verso il serale | 1°                  | [ N 25 ]            |            |
| SARAH        | Musica musica          | L. Cuccarini         | Continua la corsa verso il serale | 2°                  | KUMO       | Beauty and a Beat           | E. Lo           | Continua la corsa verso il serale | 2°                  | -                   |            |
| LIL JOLIE    | Before you go          | R. Zerbi             | Continua la corsa verso il serale | 3°                  |            |                             |                 |                                   |                     |                     |            |
| KIA          | Niente canzoni d'amore | L. Cuccarini         | Continua la corsa verso il serale | 4°                  |            |                             |                 |                                   |                     |                     |            |
| NAHAZE       | Il cielo in una stanza | A. Pettinelli        | Continua la corsa verso il serale | 5°                  |            |                             |                 |                                   |                     |                     |            |
| Seconda Gara |                        |                      |                                   |                     |            |                             |                 |                                   |                     |                     |            |
| Allievo/a    | Cover                  | Team di appartenenza | Esito in classifica               | Esito in classifica |            | Allievo/a                   | Improvvisazione | Team di appartenenza              | Esito in classifica | Esito in classifica | Note       |
| Allievo/a    | Cover                  | Team di appartenenza | Interno                           | Posizione           | Interno    | Allievo/a                   | Improvvisazione | Team di appartenenza              | Posizione           |                     | Note       |
| SARAH        | La musica non c'è      | L. Cuccarini         | Continua la corsa verso il serale | 1°                  | KUMO       | Nessun grado di separazione | E. Lo           | Continua la corsa verso il serale | 1°                  | -                   |            |
| LIL JOLIE    | La musica non c'è      | R. Zerbi             | Continua la corsa verso il serale | 2°                  | GIOVANNI   | Guerriero                   | R. Todaro       | Continua la corsa verso il serale | 2°                  | -                   |            |
| AYLE         | La musica non c'è      | A. Pettinelli        | Continua la corsa verso il serale | 3°                  |            |                             |                 |                                   |                     |                     |            |
| KIA          | La musica non c'è      | L. Cuccarini         | Continua la corsa verso il serale | 4°                  |            |                             |                 |                                   |                     |                     |            |
| NAHAZE       | La musica non c'è      | A. Pettinelli        | Continua la corsa verso il serale | 5°                  |            |                             |                 |                                   |                     |                     |            |

Sempre in puntata tutti gli allievi che non hanno ottenuto l'accesso al serale si presentano davanti ai propri insegnanti, in vista dell'assegnazione delle ultime maglie disponibili.
| Allievo/a | Esibizione            | Team di appartenenza | Esito            | Nuovo team di appartenenza | Note             | Note             |
| --------- | --------------------- | -------------------- | ---------------- | -------------------------- | ---------------- | ---------------- |
| LIL JOLIE | Angie                 | R. Zerbi             | Cambio di Team   | A. Pettinelli              | [ N 4 ] [ N 75 ] | [ N 4 ] [ N 75 ] |
| LIL JOLIE | Jaded                 | R. Zerbi             | Accede al serale | A. Pettinelli              | [ N 4 ] [ N 75 ] | [ N 4 ] [ N 75 ] |
| KUMO      | WTF                   | E. Lo                | Accede al serale | /                          | [ N 73 ]         | -                |
| KUMO      | Get Busy              | E. Lo                | Accede al serale | /                          | [ N 73 ]         | [ N 25 ]         |
| GIOVANNI  | Hey sexy lady         | R. Todaro            | Accede al serale | /                          | [ N 62 ]         | [ N 25 ]         |
| GIOVANNI  | The show must go on   | R. Todaro            | Accede al serale | /                          | [ N 62 ]         | [ N 25 ]         |
| GIOVANNI  | The Horns             | R. Todaro            | Accede al serale | /                          | [ N 62 ]         | -                |
| AYLE      | Il tuo nome (inedito) | A. Pettinelli        | Accede al serale | /                          | [ N 10 ]         | [ N 10 ]         |
| AYLE      | Arsenico              | A. Pettinelli        | Accede al serale | /                          | [ N 10 ]         | [ N 10 ]         |
| AYLE      | Romantic Homicide     | A. Pettinelli        | Accede al serale | /                          | [ N 10 ]         | [ N 10 ]         |
| SARAH     | Mappamondo (inedito)  | L. Cuccarini         | Accede al serale | /                          | [ N 9 ]          | [ N 9 ]          |
| SARAH     | Creep                 | L. Cuccarini         | Accede al serale | /                          | [ N 9 ]          | [ N 9 ]          |
| SARAH     | Not my fault          | L. Cuccarini         | Accede al serale | /                          | [ N 9 ]          | [ N 9 ]          |
| KIA       | Blu Part II           | L. Cuccarini         | Eliminata        | /                          | [ N 9 ]          | [ N 9 ]          |
| KIA       | Iena (inedito)        | L. Cuccarini         | Eliminata        | /                          | [ N 9 ]          | [ N 9 ]          |
| NAHAZE    | Oro Oro Oro (inedito) | A. Pettinelli        | Eliminata        | /                          | [ N 10 ]         | [ N 10 ]         |
| NAHAZE    | Strangers             | A. Pettinelli        | Eliminata        | /                          | [ N 10 ]         | [ N 10 ]         |

## Inediti e certificazioni

### Inediti
| Allievo/a      | Inedito                           | Pubblicazione    | Produzione             | Produzione              | Produzione             |      |            |                 |      |
| -------------- | --------------------------------- | ---------------- | ---------------------- | ----------------------- | ---------------------- | ---- | ---------- | --------------- | ---- |
| Allievo/a      | Inedito                           | Pubblicazione    | Produzione             | Produzione              | Produzione             | MIDA | RossoFuoco | 7 novembre 2023 | GNRD |
| HOLDEN         | Dimmi che non è un addio          | Katoo            | Joseph Carta           | Joseph Carta            |                        |      |            | 7 novembre 2023 |      |
| LIL JOLIE      | Follia                            | Zef              | Starchild              | Starchild               |                        |      |            | 7 novembre 2023 |      |
| PETIT          | Che fai                           | Fauno            | Takagi & Ketra         | Takagi & Ketra          |                        |      |            | 7 novembre 2023 |      |
| MATTHEW        | Fammi                             | Giulio Nenna     | Andre "Berry" Beretta  | Andrea "DB" De Bernardi |                        |      |            | 7 novembre 2023 |      |
| MEW            | Mercoledì mai                     | Sixpm            | Sixpm                  | Sixpm                   |                        |      |            | 7 novembre 2023 |      |
| HOLY FRANCISCO | Tananai                           | Erre             | Erre                   | Erre                    |                        |      |            | 7 novembre 2023 |      |
| SARAH          | Touché                            | Etta             | Etta                   | Etta                    |                        |      |            | 7 novembre 2023 |      |
| STELLA         | Venere                            | Dema             | Dema                   | Dema                    |                        |      |            | 7 novembre 2023 |      |
| HOLDEN         | Nuvola                            | 12 dicembre 2023 | Zef                    | Joseph Carta            | Joseph Carta           |      |            |                 |      |
| PETIT          | Guagliò                           | 12 dicembre 2023 | Zef                    | Zef                     | Zef                    |      |            |                 |      |
| LIL JOLIE      | Non è la fine                     | 12 dicembre 2023 | Golden Years           | Winnietheputa           | Winnietheputa          |      |            |                 |      |
| SARAH          | Viole e violini                   | 12 dicembre 2023 | Michele Canova Iorfida | Michele Canova Iorfida  | Michele Canova Iorfida |      |            |                 |      |
| AYLE           | Allergica alle fragole            | 12 dicembre 2023 | Michelangelo           | Michelangelo            | Michelangelo           |      |            |                 |      |
| MIDA           | Mi odierai                        | 12 dicembre 2023 | Jvli                   | Jvli                    | Jvli                   |      |            |                 |      |
| MATTHEW        | Ombre                             | 12 dicembre 2023 | Machweo                | Machweo                 | Machweo                |      |            |                 |      |
| MEW            | Vivo                              | 12 dicembre 2023 | Room9                  | Sixpm                   | Cipro                  |      |            |                 |      |
| SARAH          | Mappamondo                        | 5 marzo 2024     | Katoo                  | Katoo                   |                        |      |            |                 |      |
| PETIT          | Tornerai                          | 5 marzo 2024     | Gianmarco Grande       | Gianmarco Grande        | Gianmarco Grande       |      |            |                 |      |
| NAHAZE         | Oro Oro Oro                       | 5 marzo 2024     |                        |                         |                        |      |            |                 |      |
| AYLE           | Il tuo nome                       | 5 marzo 2024     | B-Croma                | B-Croma                 | B-Croma                |      |            |                 |      |
| LIL JOLIE      | Attimo                            | 5 marzo 2024     | Cali Low               | Cali Low                | Cali Low               |      |            |                 |      |
| MARTINA        | Da quando non ho smesso di amarti | 5 marzo 2024     | Cesare Chiodo          | Antonio Iammarino       | Antonio Iammarino      |      |            |                 |      |
| HOLDEN         | Solo stanotte                     | 5 marzo 2024     | Joseph Carta           | Joseph Carta            | Joseph Carta           |      |            |                 |      |
| KIA            | Iena                              | 5 marzo 2024     | Riccardo Scirè         | Riccardo Scirè          | Riccardo Scirè         |      |            |                 |      |
| MIDA           | Fight club                        | 5 marzo 2024     | Kyv                    | Max Kle1nz              | Max Kle1nz             |      |            |                 |      |
| HOLDEN         | Randagi                           | 30 aprile 2024   | Joseph Carta           | Joseph Carta            | Joseph Carta           |      |            |                 |      |
| MARTINA        | Niente come te                    | 30 aprile 2024   | Giulio Nenna           | Giulio Nenna            | Giulio Nenna           |      |            |                 |      |
| MIDA           | Que pasa                          | 30 aprile 2024   | Grnd                   | Grnd                    | Grnd                   |      |            |                 |      |
| SARAH          | Sexy magica                       | 30 aprile 2024   | Room9                  | Room9                   | Room9                  |      |            |                 |      |
| PETIT          | Mammamì                           | 30 aprile 2024   | Drd                    | Drd                     | Drd                    |      |            |                 |      |

### Certificazioni
| Artista | Singolo                  | Certificazione FIMI | Certificazione FIMI |
| Artista | Singolo                  | Data                | Tipo di disco       |
| ------- | ------------------------ | ------------------- | ------------------- |
| MIDA    | RossoFuoco               | 27 dicembre 2023    | Oro                 |
| MIDA    | RossoFuoco               | 29 gennaio 2024     | Platino             |
| MIDA    | RossoFuoco               | 10 giugno 2024      | Platino ×2          |
| HOLDEN  | Dimmi che non è un addio | 22 gennaio 2024     | Oro                 |
| HOLDEN  | Nuvola                   | 18 marzo 2024       | Oro                 |
| PETIT   | Tornerai                 | 7 ottobre 2024      | Oro                 |
| PETIT   | Mammamì                  | 23 luglio 2024      | Oro                 |
| PETIT   | Mammamì                  | 30 settembre 2024   | Platino             |

## Ascolti

### Pomeridiano
| Puntata                 | Messa in onda     | Telespettatori | Share  | Fonte  |
| ----------------------- | ----------------- | -------------- | ------ | ------ |
| 1                       | 24 settembre 2023 | 3 000 000      | 25,63% | [ 36 ] |
| 2                       | 1º ottobre 2023   | 2 598 000      | 23,67% | [ 37 ] |
| 3                       | 8 ottobre 2023    | 2 810 000      | 24,14% | [ 38 ] |
| 4                       | 15 ottobre 2023   | 2 554 000      | 22,11% | [ 39 ] |
| 5                       | 22 ottobre 2023   | 2 920 000      | 24,56% | [ 40 ] |
| 6                       | 29 ottobre 2023   | 2 836 000      | 22,55% | [ 41 ] |
| 7                       | 5 novembre 2023   | 2 989 000      | 23,72% | [ 42 ] |
| 8                       | 12 novembre 2023  | 3 126 000      | 23,54% | [ 43 ] |
| 9                       | 19 novembre 2023  | 2 830 000      | 21,35% | [ 44 ] |
| 10                      | 26 novembre 2023  | 3 212 000      | 23,18% | [ 45 ] |
| 11                      | 3 dicembre 2023   | 2 958 000      | 23,10% | [ 46 ] |
| 12                      | 10 dicembre 2023  | 3 254 000      | 24,73% | [ 47 ] |
| 13                      | 17 dicembre 2023  | 3 165 000      | 24,36% | [ 48 ] |
| 14                      | 7 gennaio 2024    | 3 113 000      | 21,30% | [ 49 ] |
| 15                      | 14 gennaio 2024   | 3 343 000      | 23,72% | [ 50 ] |
| 16                      | 21 gennaio 2024   | 3 213 000      | 23,18% | [ 51 ] |
| 17                      | 28 gennaio 2024   | 3 233 000      | 24,11% | [ 52 ] |
| 18                      | 4 febbraio 2024   | 3 042 000      | 24,30% | [ 53 ] |
| 19                      | 11 febbraio 2024  | 2 482 000      | 16,62% | [ 54 ] |
| 20                      | 18 febbraio 2024  | 2 983 000      | 23,73% | [ 55 ] |
| 21                      | 25 febbraio 2024  | 3 251 000      | 24,12% | [ 56 ] |
| 22                      | 3 marzo 2024      | 3 138 000      | 22,96% | [ 57 ] |
| 23                      | 10 marzo 2024     | 3 580 000      | 25,20% | [ 58 ] |
| Media                   | Media             | 3 028 000      | 23,30% |        |
| Amici - Verso Il Serale | 17 marzo 2024     | 2 731 000      | 21,90% | [ 59 ] |

### Day-time settimanale
In questa tabella sono indicati i risultati in termini di ascolto della striscia quotidiana andata in onda dal lunedì al venerdì su Canale 5 nella fascia oraria 16:10-16:40.
- Note: 
  - Vengono considerati i day-time settimanali dal 25 settembre 2023 al 15 marzo 2024.

|                | Lunedì    | Lunedì | Lunedì         | Martedì   | Martedì | Martedì        | Mercoledì          | Mercoledì          | Mercoledì          | Giovedì   | Giovedì | Giovedì        | Venerdì            | Venerdì            | Venerdì            | Media settimanale | Media settimanale |
| Telespettatori | Share     | Fonte  | Telespettatori | Share     | Fonte   | Telespettatori | Share              | Fonte              | Telespettatori     | Share     | Fonte   | Telespettatori | Share              | Fonte              | Telespettatori     | Share             |                   |
| -------------- | --------- | ------ | -------------- | --------- | ------- | -------------- | ------------------ | ------------------ | ------------------ | --------- | ------- | -------------- | ------------------ | ------------------ | ------------------ | ----------------- | ----------------- |
| Settimana 1    | 1 976 000 | 24,00% | [ 60 ]         | 1 771 000 | 21,50%  | [ 61 ]         | 1 608 000          | 20,94%             | [ 62 ]             | 1 855 000 | 22,90%  | [ 63 ]         | 1 661 000          | 21,10%             | [ 64 ]             | 1 774 000         | 22,09%            |
| Settimana 2    | 1 659 000 | 21,20% | [ 65 ]         | 1 669 000 | 20,70%  | [ 66 ]         | 1 608 000          | 20,60%             | [ 67 ]             | 1 636 000 | 21,60%  | [ 68 ]         | 1 617 000          | 21,50%             | [ 69 ]             | 1 637 000         | 21,12%            |
| Settimana 3    | 1 585 000 | 19,85% | [ 70 ]         | 1 598 000 | 20,80%  | [ 71 ]         | 1 648 000          | 20,10%             | [ 72 ]             | 1 837 000 | 23,80%  | [ 73 ]         | 1 528 000          | 19,40%             | [ 74 ]             | 1 639 000         | 20,79%            |
| Settimana 4    | 1 966 000 | 22,70% | [ 75 ]         | 1 647 000 | 19,40%  | [ 76 ]         | 1 676 000          | 19,10%             | [ 77 ]             | 1 516 000 | 18,30%  | [ 78 ]         | 1 500 000          | 17,90%             | [ 79 ]             | 1 661 000         | 19,48%            |
| Settimana 5    | 1 500 000 | 18,70% | [ 80 ]         | 1 800 000 | 20,20%  | [ 81 ]         | 1 788 000          | 21,50%             | [ 82 ]             | 1 634 000 | 19,60%  | [ 83 ]         | 1 652 000          | 20,20%             | [ 84 ]             | 1 683 000         | 20,04%            |
| Settimana 6    | 1 707 000 | 20,50% | [ 85 ]         | 1 618 000 | 19,60%  | [ 86 ]         | Non andato in onda | Non andato in onda | Non andato in onda | 1 725 000 | 18,00%  | [ 87 ]         | 1 769 000          | 20,00%             | [ 88 ]             | 1 704 000         | 19,52%            |
| Settimana 7    | 1 542 000 | 19,00% | [ 89 ]         | 1 583 000 | 18,55%  | [ 90 ]         | 1 608 000          | 19,70%             | [ 91 ]             | 1 568 000 | 18,30%  | [ 92 ]         | 1 790 000          | 19,90%             | [ 93 ]             | 1 618 000         | 19,09%            |
| Settimana 8    | 1 637 000 | 18,90% | [ 94 ]         | 1 603 000 | 18,20%  | [ 95 ]         | 1 497 000          | 18,60%             | [ 96 ]             | 1 564 000 | 18,20%  | [ 97 ]         | 2 089 000          | 23,00%             | [ 98 ]             | 1 678 000         | 19,38%            |
| Settimana 9    | 1 597 000 | 17,50% | [ 99 ]         | 1 972 000 | 21,33%  | [ 100 ]        | 1 949 000          | 21,70%             | [ 101 ]            | 1 917 000 | 18,40%  | [ 102 ]        | 1 755 000          | 19,60%             | [ 103 ]            | 1 838 000         | 19,70%            |
| Settimana 10   | 1 855 000 | 19,90% | [ 104 ]        | 1 670 000 | 18,60%  | [ 105 ]        | 1 743 000          | 19,60%             | [ 106 ]            | 1 872 000 | 19,40%  | [ 107 ]        | 1 771 000          | 18,80%             | [ 108 ]            | 1 782 000         | 19,26%            |
| Settimana 11   | 1 822 000 | 19,30% | [ 109 ]        | 1 846 000 | 19,50%  | [ 110 ]        | 1 941 000          | 21,90%             | [ 111 ]            | 1 920 000 | 21,10%  | [ 112 ]        | Non andato in onda | Non andato in onda | Non andato in onda | 1 882 000         | 20,45%            |
| Settimana 12   | 1 996 000 | 23,30% | [ 113 ]        | 1 760 000 | 19,80%  | [ 114 ]        | 1 729 000          | 19,38%             | [ 115 ]            | 1 613 000 | 17,87%  | [ 116 ]        | 1 697 000          | 19,55%             | [ 117 ]            | 1 759 000         | 19,98%            |
| Settimana 13   | 1 759 000 | 20,50% | [ 118 ]        | 1 693 000 | 19,64%  | [ 119 ]        | 1 647 000          | 18,70%             | [ 120 ]            | 1 780 000 | 20,70%  | [ 121 ]        | 1 792 000          | 20,03%             | [ 122 ]            | 1 723 000         | 19,91%            |
| Settimana 14   | 1 927 000 | 19,20% | [ 123 ]        | 1 978 000 | 20,60%  | [ 124 ]        | 2 014 000          | 20,60%             | [ 125 ]            | 1 997 000 | 20,70%  | [ 126 ]        | 1 735 000          | 18,20%             | [ 127 ]            | 1 930 000         | 19,86%            |
| Settimana 15   | 1 804 000 | 18,80% | [ 128 ]        | 1 735 000 | 18,60%  | [ 129 ]        | 1 702 000          | 17,50%             | [ 130 ]            | 1 734 000 | 18,90%  | [ 131 ]        | 1 602 000          | 17,40%             | [ 132 ]            | 1 715 000         | 18,24%            |
| Settimana 16   | 1 538 000 | 17,00% | [ 133 ]        | 1 817 000 | 20,10%  | [ 134 ]        | 1 753 000          | 18,60%             | [ 135 ]            | 1 794 000 | 19,70%  | [ 136 ]        | 1 871 000          | 20,40%             | [ 137 ]            | 1 754 000         | 19,16%            |
| Settimana 17   | 1 871 000 | 20,30% | [ 138 ]        | 1 711 000 | 18,90%  | [ 139 ]        | 1 816 000          | 20,40%             | [ 140 ]            | 1 617 000 | 18,40%  | [ 141 ]        | 1 590 000          | 18,14%             | [ 142 ]            | 1 721 000         | 19,22%            |
| Settimana 18   | 1 715 000 | 19,20% | [ 143 ]        | 1 622 000 | 18,81%  | [ 144 ]        | 1 627 000          | 18,20%             | [ 145 ]            | 1 512 000 | 17,13%  | [ 146 ]        | 1 588 000          | 16,70%             | [ 147 ]            | 1 612 000         | 18,00%            |
| Settimana 19   | 1 760 000 | 19,20% | [ 148 ]        | 2 034 000 | 21,50%  | [ 149 ]        | 1 870 000          | 21,80%             | [ 150 ]            | 1 701 000 | 20,00%  | [ 151 ]        | 1 616 000          | 18,60%             | [ 152 ]            | 1 796 000         | 20,22%            |
| Settimana 20   | 1 853 000 | 21,20% | [ 153 ]        | 1 725 000 | 19,53%  | [ 154 ]        | 1 744 000          | 20,50%             | [ 155 ]            | 1 740 000 | 19,03%  | [ 156 ]        | 1 806 000          | 18,30%             | [ 157 ]            | 1 773 000         | 19,71%            |
| Settimana 21   | 1 927 000 | 19,10% | [ 158 ]        | 1 843 000 | 18,80%  | [ 159 ]        | 1 802 000          | 19,20%             | [ 160 ]            | 1 955 000 | 20,70%  | [ 161 ]        | 1 857 000          | 18,90%             | [ 162 ]            | 1 877 000         | 19,34%            |
| Settimana 22   | 1 754 000 | 18,90% | [ 163 ]        | 1 719 000 | 19,10%  | [ 164 ]        | 1 600 000          | 18,02%             | [ 165 ]            | 1 786 000 | 19,85%  | [ 166 ]        | 1 751 000          | 19,10%             | [ 167 ]            | 1 722 000         | 18,99%            |
| Settimana 23   | 1 708 000 | 18,99% | [ 168 ]        | 1 693 000 | 19,10%  | [ 169 ]        | 1 807 000          | 21,00%             | [ 170 ]            | 1 584 000 | 19,40%  | [ 171 ]        | 1 535 000          | 17,60%             | [ 172 ]            | 1 665 000         | 19,22%            |
| Media          | Media     | Media  | Media          | Media     | Media   | Media          | Media              | Media              | Media              | Media     | Media   | Media          | Media              | Media              | Media              | 1 737 000         | 19,69%            |